# Cennik monet Berezowskiego
Cennik monet Berezowskiego – cennik monet polskich autorstwa Konrada Berezowskiego, wydany nakładem Towarzystwa Numizmatycznego Warszawskiego w 1934 r., w którym opublikowane zostały ceny z lat trzydziestych XX w. numizmatów panowania Stanisława Augusta Poniatowskiego oraz okresów: porozbiorowego, I wojny światowej, jak również II Rzeczypospolitej, do roku 1933.
Podobnie jak inne numizmatyczne opracowania cennikowe, książka jest ważnym źródłem pomagającym w ocenie stopnia rzadkości, przede wszystkim numizmatów końca I Rzeczypospolitej i okresu rozbiorów.
Ceny zebrane w tabeli zostały wyrażone są w złotych i groszach z lat trzydziestych XX w. W ostatniej kolumnie podano stopień rzadkości szacowany przez Konrada Berezowskiego.
Praktycznie dla każdej pozycji zamieszczono odnośniki do innych opracowań numizmatycznych związanych z opisywanym okresem. Znaczenie wykorzystanych skrótów przedstawia się następująco:
- Bolcewicz – Katalog monet polskich (1900),
- Czapski – Catalogue des monnaies et médailles polonaises,
- Gumowski – Podręcznik numizmatyki polskiej,
- Gil i Iljin – Monety rosyjskie bite w latach 1801–1904,
- Hess – Russische Münzen des 19 Jahrhunderts, 1931,
- Hamburger – Auktion polnischer Münzen, 1932,
- nowe bicie warszawskie 1858 – grosze i trojaki nowego bicia z 1858 roku z rozkazu cara Mikołaja I dla muzeum w Avennes, odznaczające się biciem poprawniejszym i szczuplejszym krojem liter i cyfr,
- nowe bicie petersburskie 1869 – pieniądze bite w 1869 r. w Petersburgu stemplem specjalnym,
- Plage – Okres Stanisława Augusta w historii numizmatyki polskiej 1913 oraz Monnaies frappées pour le Royaume de Poloğne en 1815 á 1864 (1902),
- Schlesinger – Polnische Münzen und Medaillen 1930 oraz Sammlung ausländischem Münzenbesitz 1953,
- Tyszkiewicz – Podręcznik numizmatyczny,
- Wittyg – Spis monet polskich bitych po upadku Rzeczypospolitej.

W opisach poszczególnych pozycji dokonano niewielkich korekt językowych. Przede wszystkim użyto słów rant i otok w ich XXI-wiecznym znaczeniu. Również opisy typu litera G jak C oraz litera G normalna, zastąpiono litera G bez szeryfa i litera G z szeryfem, odpowiednio.

## Panowanie Stanisława Augusta (1764–1795)

### Monety koronne

#### Szelągi
| Nr | Moneta            | Odmiana/opis | Inne katalogi                                              | Wartość | Wartość | Stopień R |
| Nr | Moneta            | Odmiana/opis | Inne katalogi                                              | złotych | groszy  | Stopień R |
| -- | ----------------- | --- | ---------------------------------------------------------- | ------- | ------- | --------- |
| 1  | 1 szeląg bez roku | | Czapski 5345; Plage 4; Gumowski 2158; Tyszkiewicz 50 marek | ?       |         | R8        |
| 2  | 1 szeląg 1766     | Czapski wymienia szeląg 1766 r. przerobiony z szeląga 1767 r.                                                   | Czapski –; Plage –; Gumowski 2158–4 (płacono 50 rubli)     | ?       |         | R8        |
| 3  | 1 szeląg 1767     | korona wąska lub szeroka                                                                                        | Czapski 3098; Plage 3; Gumowski 2158–2                     | po –    | 60      | R         |
| 4  | 1 szeląg 1768     | monogram duży lub mały; litera A monogramu przy końcu zakręcona albo nie; na rewersie litera G z kropką lub bez | Czapski 3112; Plage 5; Plage 6; Plage 7; Gumowski 2158–3   | po –    | 40      | R         |
| 5  | 1 szeląg 1768     | bez litery G na rewersie; Plage powołuje się na Czapskiego, w którego zbiorze ów szeląg nie figuruje            | Czapski –; Plage 5 uw.;Gumowski 2158–5                     | ?       |         |           |
| 6  | 1 szeląg 1776     | na rewersie litery R.P. zwarte lub szeroko rozstawione                                                          | Czapski 3196; Plage 9; Gumowski 2159                       | 1       | 75      | R2        |
| 7  | 1 szeląg 1792     | | Czapski 3352; Plage 10; Gumowski 2160                      | 25      | –       | R4        |

#### Półgrosze
| Nr | Moneta        | Odmiana/opis                                                                            | Inne katalogi                                                                            | Wartość | Wartość | Stopień R |
| Nr | Moneta        | Odmiana/opis                                                                            | Inne katalogi                                                                            | złotych | groszy  | Stopień R |
| -- | ------------- | --------------------------------------------------------------------------------------- | ---------------------------------------------------------------------------------------- | ------- | ------- | --------- |
| 8  | ½ grosza 1766 | cyfry roku 1766 drobne lub większe                                                      | Czapski 3080; Plage 11; Gumowski 2161–1                                                  | po 1    | –       | R         |
| 9  | ½ grosza 1767 |                                                                                         | Czapski 3097; Plage 129; Gumowski 2161–2                                                 | –       | 40      |           |
| 10 | ½ grosza 1768 | monogram mały lub duży; odmiany w kształcie cyfry 2; kreska w ułamku pozioma lub krzywa | Czapski 3111; Plage 13; Plage 14; Gumowski 2161–3                                        | po –    | 40      |           |
| 11 | ½ grosza 1775 | cyfry roku 1775 cieńsze lub grubsze; odmiany w kształcie cyfry 2                        | Czapski 3195; Plage 15; Gumowski 2162–1                                                  | po 1    | 25      | R         |
| 12 | ½ grosza 1776 | obręcz dolny w koronie wąski lub szeroki                                                | Czapski 3195; Plage 16; Gumowski 2162–2                                                  | po 3    | –       | R         |
| 13 | ½ grosza 1777 |                                                                                         | Czapski 3209; Plage 17; Gumowski 2162–3                                                  | 6       | –       | R2        |
| 14 | ½ grosza 1780 |                                                                                         | Czapski 3238; Plage 18; Gumowski 2162–4                                                  | 2       | 50      | R2        |
| 15 | ½ grosza 1781 |                                                                                         | Czapski 3248; Plage 19; Gumowski 2162–5                                                  | 8       | –       | R2        |
| 16 | ½ grosza 1782 |                                                                                         | Czapski 3257; Plage 20; Gumowski 2162–6                                                  | 2       | 50      | R2        |
| 17 | ½ grosza 1786 | na rewersie napis: PÓŁ / GROSZA Z MIEDZI KRAIOW / E. B.                                 | Mierzb. 50 marek; Kub. 50 marek; Tyszkiewicz 50 marek                                    | 100     | –       | R7        |
| 18 | ½ grosza 1792 |                                                                                         | Czapski 5342; Plage 22; Gumowski 2164; Merz 51 marek; Kub.40 marek; Tyszkiewicz 10 marek | 60      | –       | R4        |

#### Grosze
| Nr | Moneta       | Odmiana/opis | Inne katalogi                                                                        | Wartość | Wartość | Stopień R |
| Nr | Moneta       | Odmiana/opis | Inne katalogi                                                                        | złotych | groszy  | Stopień R |
| -- | ------------ | --- | ------------------------------------------------------------------------------------ | ------- | ------- | --------- |
| 19 | 1 grosz 1765 | na awersie napis: STA. / NISLAVS /AVG: REX. / POL. MDL / 1965 | Czapski –; Plage 23; Gumowski 2165; Tyszkiewicz 75 marek                             | ?       |         | R8        |
| 20 | 1 grosz 1765 | na awersie: monogram i 17–65; rewers: pięciopolowa tarcza bez wieńca | Czapski 7865; Plage 24; Gumowski 2166                                                | ?       |         | R8        |
| 21 | 1 grosz 1765 | na awersie: monogram i 17–65; rewers: 5-polowa tarcza wieńcu – w jednym ze zbiorów prywatnych w Warszawie |                                                                                      | ?       |         | R8        |
| 22 | 1 grosz 1765 | na awersie: monogram, pod monogramem V.G., korona płaska mała lub duża, monogram mały lub duży, po roku kropka lub brak kropki, w wieńcu liście drobne lub większe, długie, lub krótkie, w wieńcu żołędzie i jagódki lub ich brak, 17–65; rewers: pięciopolowa tarcza wieńcu (w jednym ze zbiorów prywatnych w Warszawie)            | Czapski 3941; Plage 38,39,40,41,42,43,44; Gumowski 2167–1                            | po 2    | –       | R         |
| 23 | 1 grosz 1765 | litery V.G. na rewersie; na awersie druga linijka litery A monogramu ściśnięta niezaokrąglona | Czapski 3040; Plage 35; Gumowski 2167–2                                              | 4       | –       | R2        |
| 24 | 1 grosz 1765 | pionowa litera G na rewersie; na awersie druga linijka litery A w monogramie ścięta niezaokrąglona. | Czapski 7866; Plage 30, 31; Gumowski 2168–2; Bolcewicz 1,50 rubla; Hamburger 8 marek | 7       | 50      | R5        |
| 25 | 1 grosz 1765 | pochylona litera G na rewersie; na awersie druga linijka litery A w monogramie zaokrąglona lub ścięta; napis drobny lub większy; liście drobne lub podłużne, z jagódkami lub bez, po roku kropka lub bez; Plage w wydaniu z 1897 r. wymienia odmianę z odwróconym R w GROSSVS, która jednak w wydaniu z 1913 r. nie jest już opisana | Czapski 3039, 9950; Plage 25, 26, 27, 28, 29, 32, 33, 34, 35; Gumowski 2168–1        | po –    | 40      |           |
| 26 | 1 grosz 1765 | pochylona litera G na rewersie; na awersie druga linijka litery A w monogramie zaokrąglona lub ścięta; monogram ozdobniejszy; wieniec z jagódkami lub bez | Plage 36, 37                                                                         | po 4    | –       |           |
| 27 | 1 grosz 1766 | pionowa litera G na rewersie; monogram szeroki lub wąski; litery duże lub małe | Czapski 3079; Plage 62, 63                                                           | po –    | 40      |           |
| 28 | 1 grosz 1766 | pionowa litera G na rewersie; jagódki w wieńcu; monogram szeroki lub wąski; litery duże lub małe | Plage 61, 64, 65                                                                     | po 1    | –       |           |
| 29 | 1 grosz 1766 | pochylona litera G na rewersie; monogram mały lub duży, wąski lub szeroki, ściśnięty lub zaokrąglony, napisy drobne lub większe, wieniec z jagódkami lub bez | Plage 45, 46, 47, 48, 49, 51, 52, 53, 54, 55, 56, 57, 59, 60                         | po –    | 40      |           |
| 30 | 1 grosz 1766 | pochylona litera G na rewersie; kropka po roku | Plage 50                                                                             | 2       | –       |           |
| 31 | 1 grosz 1766 | pochylona litera G na rewersie; kropka po roku; mała korona z dnem nieściętym; GROSSUS zamiast GROSSVS | Plage 58                                                                             | 7       | 50      | R         |
| 32 | 1 grosz 1766 | bity na krążku trojaka – w jednym ze zbiorów prywatnych w Warszawie | Plage –; Czapski –; Gumowski –                                                       | ?       |         | R8        |
| 33 | 1 grosz 1767 | pionowa litera G na rewersie; monogram duży, szeroki lub wąski; korona duża lub mała, szeroka lub wąska; napisy drobne lub większe, liście podwójne lub potrójne; wieniec z jagódkami lub bez | Czapski 3095; Plage 85–91; Gumowski 2170–2                                           | po –    | 40      |           |
| 34 | 1 grosz 1767 | pionowa litera G na rewersie; monogram duży; wieniec z jagódkami; bity w srebrze | Czapski 3096; Plage 92; Gumowski 2170–3                                              | ?       |         | R2?       |
| 35 | 1 grosz 1767 | pochylona literami G na rewersie; w monogramie druga linijka litery A zaokrąglona; monogram duży lub mały, szeroki lub wąski, napisy drobne lub większe, wieniec z jagódkami lub bez, po roku kropka lub jej brak | Czapski 9955; Plage 67–74; Gumowski 2170–1                                           | po –    | 40      |           |
| 36 | 1 grosz 1767 | pochylona litera G na rewersie; w monogramie druga linijka litery A ścięta | Plage 76                                                                             | 1       | –       |           |
| 37 | 1 grosz 1767 | pochylona litera G na rewersie; GROSSUS zamiast GROSSVS | Plage 75                                                                             | 2       | –       |           |
| 38 | 1 grosz 1767 | pochylona litera G na rewersie; GROSSUS zamiast GROSSVS; druga linijka litery A zaokrąglona; monogram duży lub mały, korona niska lub wysoka, w wieńcu 6 lub 8 jagódek | Plage 77–84                                                                          | po 1    | –       |           |
| 40 | 1 grosz 1768 | pionowa litera G na rewersie; monogram duży, szeroki lub wąski, korona wysoka lub niska, druga linijka litery A zaokrąglona; liście podwójne lub potrójne | Czapski 3110; Plage 98–100; Gumowski 2171–2                                          | po –    | 40      |           |
| 41 | 1 grosz 1768 | pionowa litera G na rewersie; druga linijka w literze A ścięta | Plage 97                                                                             | 3       | –       |           |
| 42 | 1 grosz 1768 | pionowa litera G na rewersie; GROSSUS zamiast GROSSVS i większa średnica (27 mm) | Czapski 7877                                                                         | ?       |         | R7        |
| 43 | 1 grosz 1768 | pochylona litera G na rewersie; monogram mały lub duży, napis drobny lub większy, druga linijka w literze A ścięta, GROSSUS | Czapski 3109; Plage 94–96; Gumowski 2171–1                                           | po –    | 40      |           |
| 44 | 1 grosz 1768 | pochylona litera G na rewersie; monogram mały lub duży, napis drobny lub większy, druga linijka w literze A ścięta, GROSSVS | Plage 93                                                                             | 3       | –       |           |
| 45 | 1 grosz 1768 | pochylona litera G na rewersie; monogram mały lub duży, napis drobny lub większy, druga linijka w literze A zaokrąglona i z odwrotnie ustawionym stemplem na rewersie | Plage (wydanie 1897)                                                                 | 10      | –       | R         |
| 46 | 1 grosz 1769 | korona osadzona wyżej lub niżej; druga linijka w A ścięta; GROSSUS | Czapski 3117; Plage 101; Gumowski 2172–1                                             | po –    | 40      |           |
| 47 | 1 grosz 1770 | | Czapski 3123; Plage 102; Gumowski 2172–2                                             | –       | 60      |           |
| 48 | 1 grosz 1771 | | Czapski 3145; Plage 103; Gumowski 2172–3                                             | 4       | –       | R2        |
| 49 | 1 grosz 1772 | pochylona litera G; korona wyżej lub niżej osadzona | Czapski 3156; Plage 104–105; Gumowski 3172–4                                         | po –    | 60      |           |
| 50 | 1 grosz 1772 | z literami A.P. | Czapski –; Plage –; Gumowski 2173–1                                                  | ?       |         | R8        |
| 51 | 1 grosz 1773 | z literami A.P. | Czapski 3164; Plage 106; Gumowski 2173–2                                             | po –    | 60      |           |
| 52 | 1 grosz 1774 | z literami A.P. | Czapski 3175; Plage 107; Gumowski 2173–3                                             | 4       | –       |           |
| 53 | 1 grosz 1774 | z literami E.B.; korona wyżej lub niżej osadzona | Czapski 3176; Plage 108; Gumowski 2174–1                                             | po 1    | 75      |           |
| 54 | 1 grosz 1775 | z literami E.B.; wieniec z jagódkami | Czapski 3184; Plage 109; Gumowski 2174–2                                             | po –    | 40      |           |
| 55 | 1 grosz 1775 | z literami E.B.; wieniec bez jagódek | Plage 110                                                                            | 1       | –       |           |
| 56 | 1 grosz 1776 | z literami E.B. | Czapski 4106; Plage 112; Gumowski 2174–3                                             | –       | 40      |           |
| 57 | 1 grosz 1776 | z literami A.P. | Czapski 7886; Plage 111; Gumowski 2173–4                                             | 30      | –       | R5        |
| 58 | 1 grosz 1777 | z literami E.B. | Czapski 3209; Plage 114; Gumowski 2174–4                                             | –       | 40      |           |
| 59 | 1 grosz 1777 | z literami E.B.; ciołek bez korony | Plage 115                                                                            | 5       | –       | R         |
| 60 | 1 grosz 1777 | z literami A.P. | Czapski 7889; Plage 113; Gumowski 2173–5                                             | 35      | –       | R5        |
| 61 | 1 grosz 1778 | z literami E.B. | Czapski 3217; Plage 116; Gumowski 2174–5                                             | –       | 60      |           |
| 62 | 1 grosz 1779 | z literami E.B. | Czapski 3227; Plage 117; Gumowski 2174–6                                             | –       | 40      |           |
| 63 | 1 grosz 1780 | z literami E.B. | Czapski 3237; Plage 118; Gumowski 2174–7                                             | –       | 80      |           |
| 64 | 1 grosz 1781 | z literami E.B. | Czapski 3247; Plage 119; Gumowski 2174–8                                             | –       | 60      |           |
| 65 | 1 grosz 1782 | z literami E.B. | Czapski 3256; Plage 120; Gumowski 2174–9                                             | 1       | 50      |           |
| 66 | 1 grosz 1783 | z literami E.B. | Czapski 3264; Plage 121; Gumowski 2174–10                                            | –       | 60      |           |
| 67 | 1 grosz 1784 | z literami E.B. | Czapski 3271; Plage 122; Gumowski 2174–11                                            | –       | 40      |           |
| 68 | 1 grosz 1785 | z literami E.B. | Czapski 3273; Plage 123; Gumowski 2174–12                                            | –       | 60      |           |
| 69 | 1 grosz 1786 | z literami E.B. | Czapski 3285; Plage 124; Gumowski 2174–13                                            | 4       | –       |           |
| 70 | 1 grosz 1786 | na rewersie napis: GROSZ Z MIEDZI KRAIOWEY | Czapski 3286; Plage 125; Gumowski 2175–1; Bolcewicz 3 ruble; Hamburger 8 marek       | 15      | –       | R2        |
| 71 | 1 grosz 1787 | z literami E.B. | Czapski 3296; Plage 126; Gumowski 2174–14                                            | –       | 20      |           |
| 72 | 1 grosz 1787 | z literami E.B.; GROSUS zamiast GROSSUS | Czapski 7893; Plage 127;                                                             | 15      | –       | R2        |
| 73 | 1 grosz 1787 | na rewersie napis: GROSZ Z MIEDZI KRAIOWEY | Czapski 3297; Plage 128; Gumowski 2175–2                                             | 10      | –       | R2        |
| 74 | 1 grosz 1788 | z literami E.B. | Czapski 3307; Plage 129; Gumowski 2174–15                                            | –       | 20      |           |
| 75 | 1 grosz 1788 | na rewersie napis: GROSZ Z MIEDZI KRAIOWEY | Czapski 3308; Plage 130; Gumowski 2175–R                                             | 2       | –       |           |
| 76 | 1 grosz 1789 | z literami E.B. | Czapski 3316; Plage 131; Gumowski 2174–16                                            | –       | 40      |           |
| 77 | 1 grosz 1790 | z literami E.B. | Czapski 3324; Plage 132; Gumowski 2174–17                                            | –       | 20      |           |
| 78 | 1 grosz 1791 | z literami E.B. | Czapski 3335; Plage 133; Gumowski 2174–18                                            | –       | 20      |           |
| 79 | 1 grosz 1791 | z literami M.V. | Czapski 5337; Plage 134; Gumowski 2176–1                                             | 3       | –       |           |
| 80 | 1 grosz 1792 | z literami E.B. | Czapski 3350; Plage 135; Gumowski 2174–19                                            | –       | 40      |           |
| 81 | 1 grosz 1792 | z literami M.V. małymi lub większymi | Czapski 3351; Plage 136; Gumowski 2176–2                                             | po –    | 20      |           |
| 82 | 1 grosz 1793 | z literami M.V. | Czapski 3360; Plage 137; Gumowski 2176–3                                             | –       | 20      |           |
| 83 | 1 grosz 1794 | z literami M.V. | Czapski 3374; Plage 138; Gumowski 2176–4                                             | –       | 20      |           |
| 84 | 1 grosz 1795 | z literami M.V. | Czapski 7903; Plage 139; Gumowski 2176–5                                             | ?       |         | R5        |

#### Trojaki
| Nr  | Moneta        | Odmiana/opis | Inne katalogi                                                                | Wartość | Wartość | Stopień R |
| Nr  | Moneta        | Odmiana/opis | Inne katalogi                                                                | złotych | groszy  | Stopień R |
| --- | ------------- | --- | ---------------------------------------------------------------------------- | ------- | ------- | --------- |
| 85  | 3 grosze 1765 | na awersie: popiersie, STANISLAVS AVGVSTVS D. G. REX POL. M. D. L.; na rewersie: 5-polowa tarcza w wieńcu, GROS III REG. POL. M. D. LIT. 1765 – trojak próbny | Czapski 7864; Plage 140; Gumowski 2177; Tyszkiewicz 80 marek                 | ?       |         | R8        |
| 86  | 3 grosze 1765 | na awersie: popiersie w zbroi ze wstęgą Orła Białego, STANISLAUS AUG: D: G: REX POL: M: D: L:; na rewersie: 5-polowa tarcza w wieńcu, na dole pochyła litera G, GROSSUS POLON. TRIPLEX 1765 | Czapski 3038; Plage 141; Gumowski 2178–1                                     | 5       | –       |           |
| 87  | 3 grosze 1765 | na awersie: duża głowa ufryzowana bez warkocza, STANISLAVS. AVG: D: G: REX POL. M. D. L.; na rewersie: 5-polowa tarcza w wieńcu, GROSSVS POLONICVS TRIPLEX | Schlesinger 100 marek; pochodzi ze zbioru Frankiewicza                       | ?       |         | R8        |
| 88  | 3 grosze 1766 | na awersie: popiersie w zbroi ze wstęgą Orła Białego, STANISLAUS AUG: D: G: REX POL: M: D: L:; na rewersie: 5-polowa tarcza w wieńcu, na dole pochyła litera G, GROSSUS POLON. TRIPLEX 1766; popiersie większe lub mniejsze, napis drobny lub duży; po roku kropka lub jej brak, liście długie lub krótkie, w wieńcu 4, 6, 8, 12 jagódek lub ich brak | Czapski 3075; Plage 142–151; Gumowski 2178–2                                 | po 5    | –       |           |
| 89  | 3 grosze 1766 | STANILAVS zamiast STANISLAVS | Plage 152                                                                    | 15      | –       | R         |
| 90  | 3 grosze 1766 | na awersie głowa zamiast popiersia; liście drobne lub większe; 6 lub 8 jagódek | Czapski 3076; Plage 153–155; Gumowski 2180–1                                 | po 3    | 50      |           |
| 91  | 3 grosze 1766 | na awersie głowa zamiast popiersia, szyja i włosy długie | Czapski 7869; Plage (wydanie 1897) N291; Gumowski 2180–2; Bolcewicz 50 rubli | ?       |         | R8        |
| 92  | 3 grosze 1766 | pochylona litera G zamiast pionowej; napis drobny lub większy | Czapski 3077; Plage 156–157; Gumowski 2181–1                                 | po –    | 40      |           |
| 93  | 3 grosze 1767 | pionowa litera G; liście długie lub krótkie | Czapski 3094; Plage 158–159; Gumowski 2181–2                                 | po 1    | –       |           |
| 94  | 3 grosze 1767 | GROSSUS | Czapski 9954; Plage 160–161                                                  | po –    | 40      |           |
| 95  | 3 grosze 1767 | TRIPEX zamiast TRIPLEX | Plage 162                                                                    | 15      | –       | R         |
| 96  | 3 grosze 1767 | na rewersie: AERE / PERENNIVS / AEVUM / SCEPTRA / GERAT / PATRIAMQ: (ae) / BEET / OF: / icina CR(acoviensis) Q (cuprae) MON (eta) / VOVET. / 1767 / C. I. (Constantinus Jabłonowski) – trojak pamiątkowy bity w mennicy krakowskiej z okazji rocznicy wstąpienia na tron Stanisława Augusta                                                           | Czapski 3084; Plage 461; Gumowski 2258–1                                     | 40      | –       | R3        |
| 97  | 3 grosze 1767 | na rewersie: AERE / PERENNIVS / AEVUM / SCEPTRA / GERAT / PATRIAMQ: (ae) / BEET / OF: / icina CR(acoviensis) Q (cuprae) MON (eta) / VOVET. / 1767 / C. I. (Constantinus Jabłonowski) – trojak pamiątkowy bity w mennicy krakowskiej z okazji rocznicy wstąpienia na tron Stanisława Augusta – odbitka w srebrze                                       | Czapski 7873; Gumowski 2258–2                                                | ?       |         | R7        |
| 98  | 3 grosze 1767 | na rewersie: AERE / PERENNIVS / AEVUM / SCEPTRA / GERAT / PATRIAMQ: (ae) / BEET / OF: / icina CR(acoviensis) Q (cuprae) MON (eta) / VOVET. / 17 IANUAR. / 1767 / C. I. (Constantinus Jabłonowski) – trojak pamiątkowy bity w mennicy krakowskiej z okazji rocznicy wstąpienia na tron Stanisława Augusta                                              | Czapski 3083; Plage 460; Gumowski 2259–1                                     | 30      |         | R3        |
| 99  | 3 grosze 1767 | na rewersie: AERE / PERENNIVS / AEVUM / SCEPTRA / GERAT / PATRIAMQ: (ae) / BEET / OF: / icina CR(acoviensis) Q (cuprae) MON (eta) / VOVET. / 17 IANUAR. / 1767 / C. I. (Constantinus Jabłonowski) – trojak pamiątkowy bity w mennicy krakowskiej z okazji rocznicy wstąpienia na tron Stanisława Augusta – odbitka w srebrze                          | Czapski 7872; Gumowski 2259–2; Schlesinger 125 marek                         | ?       |         | R7        |
| 100 | 3 grosze 1767 | na rewersie: INSTIT: / ORD: S. STAN / 8 MAI. / CELEBRET / PER / SÆCVLA FESTVM / OF. CR: MON: / 1767 / C. I. | Czapski 3086; Plage 463; Gumowski 2256–1                                     | 40      | –       | R3        |
| 101 | 3 grosze 1767 | na rewersie: INSTIT: / ORD: S. STAN / 8 MAI. / CELEBRET / PER / SÆCVLA FESTVM / OF. CR: MON: / 1767 / C. I. – odbitka w srebrze | Czapski 7875; Gumowski 2256–2                                                | ?       |         | R7        |
| 102 | 3 grosze 1767 | na rewersie: NOBIS / DIU / INTERSIS. / Of: CR: MON: / 1767 / C. I. | Czapski 3085; Plage 462; Gumowski 2257–1                                     | 75      | –       | R6        |
| 103 | 3 grosze 1767 | na rewersie: NOBIS / DIU / INTERSIS. / Of: CR: MON: / 1767 / C. I. – odbitka w srebrze | Czapski 7874                                                                 | ?       |         | R8        |
| 104 | 3 grosze 1768 | z literą G | Czapski 9956; Plage 163; Gumowski 2181–3                                     | –       | 40      |           |
| 105 | 3 grosze 1768 | GROSSUS zamiast GROSSVS | Czapski 3108; Plage 164                                                      | –       | 80      |           |
| 106 | 3 grosze 1769 | pogonie na tarczy duże lub małe | Czapski 3116; Plage 165–166; Gumowski 2181–4                                 | po –    | 60      |           |
| 107 | 3 grosze 1770 | | Czapski 3122; Plage 167; Gumowski 2181–5                                     | –       | 40      |           |
| 108 | 3 grosze 1770 | TRILEX zamiast TRIPLEX | Czapski 7880; Plage 168                                                      | 2       | 50      | R         |
| 109 | 3 grosze 1771 | rok zwarty lub szeroki | Czapski 3149; Plage 169; Gumowski 2181–6                                     | po 3    | –       |           |
| 110 | 3 grosze 1772 | z literą G | Czapski 3154; Plage 170; Gumowski 2181–7                                     | –       | 60      |           |
| 111 | 3 grosze 1772 | z literami A.P. | Czapski 3155; Plage 171; Gumowski 2182–1                                     | –       | 60      |           |
| 112 | 3 grosze 1773 | z literami A.P.; rok zwarty lub szeroki | Czapski 3163; Plage 172; Gumowski 2182–2                                     | –       | 60      |           |
| 113 | 3 grosze 1774 | z literami A.P.; po roku kropka lub jej brak | Czapski 3174; Plage 173; Gumowski 2182–3                                     | –       | 80      |           |
| 114 | 3 grosze 1774 | z literami A.P., brak wiązania w dole wieńca | Plage 174                                                                    | 5       | –       | R         |
| 115 | 3 grosze 1774 | STANISLVS zamiast STANISLAVS | Czapski 7885                                                                 | 15      | –       | R4        |
| 116 | 3 grosze 1775 | z literami E.B., po roku kropka lub jej brak, rok mały lub większy | Czapski 3183; Plage 175; Gumowski 2183–1                                     | po 1    | –       |           |
| 117 | 3 grosze 1776 | napis drobny lub większy | Czapski 3193; Plage 176; Gumowski 2183–2                                     | –       | 80      |           |
| 118 | 3 grosze 1777 | z kropką po roku lub bez niej | Czapski 3208; Plage 177; Gumowski 2183–3                                     | po –    | 80      |           |
| 119 | 3 grosze 1777 | bity stemplem dwuzłotówki – w jednym ze zbiorów prywatnych w Warszawie również z roku 1766 i 1767 | Czapski 6010; Plage 178                                                      | 50      | –       | R4        |
| 120 | 3 grosze 1778 | | Czapski 3216; Plage 179; Gumowski 2183–4                                     | 1       | –       |           |
| 121 | 3 grosze 1778 | STANILAVS | Plage 180                                                                    | 15      | –       | R4        |
| 122 | 3 grosze 1779 | | Czapski 3226; Plage 181; Gumowski 2183–5                                     | –       | 80      |           |
| 123 | 3 grosze 1780 | | Czapski 3236; Plage 182; Gumowski 2183–6                                     | 1       | –       |           |
| 124 | 3 grosze 1781 | | Czapski 3246; Plage 183; Gumowski 2183–7                                     | 1       | –       |           |
| 125 | 3 grosze 1782 | | Czapski 3255; Plage 184; Gumowski 2183–8                                     | 2       | 50      |           |
| 126 | 3 grosze 1783 | | Czapski 3263; Plage 185; Gumowski 2183–9                                     | –       | 80      |           |
| 127 | 3 grosze 1784 | | Czapski 3270; Plage 186; Gumowski 2183–10                                    | –       | 80      |           |
| 128 | 3 grosze 1785 | | Czapski 3277; Plage 187; Gumowski 2183–11                                    | 1       | 60      |           |
| 129 | 3 grosze 1786 | | Czapski 3283; Plage 188; Gumowski 2183–12                                    | 2       | –       |           |
| 130 | 3 grosze 1786 | na rewersie napis: TROIAK Z MIEDZI KRAIOWEY | Czapski 3284; Plage 189; Gumowski 2184–1                                     | 4       | –       | R1        |
| 131 | 3 grosze 1787 | napis drobny lub większy, po roku kropka lub jej brak | Czapski 3294; Plage 190; Gumowski 2183–13                                    | po –    | 40      |           |
| 132 | 3 grosze 1787 | na rewersie wbity herb Lis | Czapski 6133                                                                 | 15      | –       | R2        |
| 133 | 3 grosze 1787 | na rewersie napis: TROIAK Z MIEDZI KRAIOWEY, kropka po roku lub jej brak | Czapski 3295; Plage 191; Gumowski 2184–2                                     | po 2    | –       |           |
| 134 | 3 grosze 1788 | rok duży lub mały | Czapski 3305; Plage 192; Gumowski 2183–14                                    | po –    | 40      |           |
| 135 | 3 grosze 1788 | GROSSOS zamiast GROSSUS albo POLOL zamiast POLON | Plage 194–195                                                                | po 15   | –       | R         |
| 136 | 3 grosze 1788 | na rewersie napis: TROIAK Z MIEDZI KRAIOWEY, z kropka po roku lub jej brak | Czapski 3306; Plage 193; Gumowski 2184–3                                     | po 4    | –       |           |
| 137 | 3 grosze 1789 | | Czapski 3315; Plage 196; Gumowski 2183–15                                    | –       | 40      |           |
| 138 | 3 grosze 1790 | | Czapski 3323; Plage 197; Gumowski 2183–16                                    | –       | 40      |           |
| 139 | 3 grosze 1790 | STANISLUAS zamiast STANISLAUS | Czapski 7895; Plage 198                                                      | 15      | –       | R         |
| 140 | 3 grosze 1791 | | Czapski 3333; Plage 199; Gumowski 2183–17                                    | –       | 40      |           |
| 141 | 3 grosze 1791 | na rewersie napis: TROIAK Z MIEDZI KRAIOWEY | Czapski 3334; Plage 200; Gumowski 2184–4                                     | 3       | –       |           |
| 142 | 3 grosze 1792 | z literami E.B. | Czapski 3350; Plage 201; Gumowski 2183–18                                    | –       | 40      |           |
| 143 | 3 grosze 1792 | z literami M.V. drobnymi lub większymi | Czapski 3347; Plage 202; Gumowski 2185–1                                     | po –    | 40      |           |
| 144 | 3 grosze 1792 | z wbitym na rewersie wizerunkiem Matki Boskiej |                                                                              | 15      |         | R2        |
| 145 | 3 grosze 1792 | z literami M.W. i napisem TROIAK Z MIEDZI KRAIOWEY | Czapski 3348; Plage 203; Gumowski 2186–1                                     | 3       | –       | R         |
| 146 | 3 grosze 1792 | z literami W.M. i napisem TROIAK Z MIEDZI KRAIOWEY | Czapski 3349; Plage 204; Gumowski 2186–2                                     | 4       |         | R         |
| 147 | 3 grosze 1793 | z literami M.V. | Czapski 3359; Plage 205; Gumowski 2185–2                                     | po –    | 40      |           |
| 148 | 3 grosze 1794 | z literami M.V. | Czapski 3373; Plage 206; Gumowski 2185–3                                     | po –    | 60      |           |

#### Sześciogroszówki
| Nr  | Moneta        | Odmiana/opis | Inne katalogi                                | Wartość | Wartość | Stopień R |
| Nr  | Moneta        | Odmiana/opis | Inne katalogi                                | złotych | groszy  | Stopień R |
| --- | ------------- | --- | -------------------------------------------- | ------- | ------- | --------- |
| 149 | 6 groszy 1794 | awers: w tarczy okrągłej Orzeł, Pogoń i Ciołek, STANISLAUS AUGUSTUS; rewers: 6 1794; rok mały lub duży, w roku 4 prawidłowe lub niedokończone u dołu, cyfra 6 równa lub zakręcona, napis mały lub większy | Czapski 3371; Plage 207–210; Gumowski 2187–1 | po –    | 20      |           |
| 150 | 6 groszy 1794 | AUGUTUS zamiast AUGUSTUS | Czapski 6014; Plage 211                      | 10      | –       | R2        |
| 151 | 6 groszy 1795 | rok duży lub mały, w roku 5 równe lub pochyłe | Czapski 3378; Plage 212–213; Gumowski 2187–2 | –       | 40      |           |

#### Grosze srebrne
| Nr  | Moneta               | Odmiana/opis | Inne katalogi                                                                    | Wartość | Wartość | Stopień R |
| Nr  | Moneta               | Odmiana/opis | Inne katalogi                                                                    | złotych | groszy  | Stopień R |
| --- | -------------------- | --- | -------------------------------------------------------------------------------- | ------- | ------- | --------- |
| 152 | 1 grosz srebrny 1766 | na awersie: w kwadracie monogram; na rewersie: w kwadracie: 320 / EX / MARCA / PURACOL / 1766. nad kwadratem: I GR., pod kwadratem: F. S., po bokach kwadratu: M. D. L. i R. POL.; po roku kropka lub jej brak | Czapski 9953 i 3073; Plage 215; Gumowski 2189–1                                  | po 1    | –       |           |
| 153 | 1 grosz srebrny 1766 | bez napisów po bokach kwadratu | Czapski 3072; Plage 214; Gumowski 2188–1; Tyszkiewicz 2 marki; Hamburger 8 marek | 12      | 50      | R2        |
| 154 | 1 grosz srebrny 1766 | bez liter F.S. | Gumowski 2188–2                                                                  | ?       |         | R8        |
| 155 | 1 grosz srebrny 1767 | rok mały lub duży; korona wysoka lub mała, niska | Czapski 3092; Plage 216–217; Gumowski 2189–2                                     | po 1    | –       |           |
| 156 | 1 grosz srebrny 1767 | bez napisów po bokach kwadratu | Czapski –; Plage –; Gumowski –; Tyszkiewicz 35 marek                             | ?       |         | R8        |
| 157 | 1 grosz srebrny 1768 | z literami F.S. | Czapski 3107; Plage 219; Gumowski 2189–3                                         | –       | 80      |           |
| 158 | 1 grosz srebrny 1768 | z literami I.S. | Czapski –; Plage 220; Gumowski 2190                                              | ?       |         | R8        |
| 159 | 1 grosz srebrny 1772 | z literami A.P. | Czapski 5331; Plage 221; Gumowski 2191–1                                         | 20      | –       | R4        |
| 160 | 1 grosz srebrny 1773 | z literami A.P. | Czapski 3162; Plage 221; Gumowski 2191–2                                         | 2       | 50      |           |
| 161 | 1 grosz srebrny 1774 | z literami A.P. | Czapski 3173; Plage 223; Gumowski 2191–3                                         | 2       | 75      |           |
| 162 | 1 grosz srebrny 1775 | z literami E.B. | Czapski 3182; Plage 224; Gumowski 2192–1                                         | 2       | –       |           |
| 163 | 1 grosz srebrny 1776 | z literami E.B. | Czapski 3194; Plage 225; Gumowski 2192–2                                         | 2       | –       |           |
| 164 | 1 grosz srebrny 1777 | z literami E.B. | Czapski 3206; Plage 226; Gumowski 2192–3                                         | 3       | –       |           |
| 165 | 1 grosz srebrny 1778 | z literami E.B. | Czapski 3215; Plage 227; Gumowski 2192–4                                         | 4       | –       |           |
| 166 | 1 grosz srebrny 1779 | z literami E.B. | Czapski 3225; Plage 228; Gumowski 2192–5                                         | 5       | –       |           |
| 167 | 1 grosz srebrny 1780 | z literami E.B. | Czapski 3235; Plage 229; Gumowski 2192–6                                         | 5       | –       |           |
| 168 | 1 grosz srebrny 1781 | z literami E.B. | Czapski 5335; Plage 230; Gumowski 2192–7                                         | 8       | –       | R1        |
| 169 | 1 grosz srebrny 1782 | z literami E.B. | Czapski 3254; Plage 231; Gumowski 2192–8                                         | 2       | 50      |           |

#### Dziesięciogroszówki
| Nr  | Moneta         | Odmiana/opis | Inne katalogi                                                                      | Wartość | Wartość | Stopień R |
| Nr  | Moneta         | Odmiana/opis | Inne katalogi                                                                      | złotych | groszy  | Stopień R |
| --- | -------------- | --- | ---------------------------------------------------------------------------------- | ------- | ------- | --------- |
| 170 | 10 groszy 1787 | awers: w tarczy okrągłej Orzeł, Pogoń i Ciołek, STAN: AUG. Z. B. Ł. KRÓL POL: W. X. L.; rewers: 10 / GR: MIEDZ: / 250½. / z GRZ: KOL: / 1787 / E.B. | Czapski 3304; Plage 233; Gumowski 2193–1                                           | –       | 80      |           |
| 171 | 10 groszy 1788 | po roku kropka lub jej brak | Czapski 3304; Plage 233; Gumowski 2193–2                                           | –       | 80      |           |
| 172 | 10 groszy 1789 | | Czapski 3314; Plage 234; Gumowski 2193–3                                           | 1       | 50      |           |
| 173 | 10 groszy 1790 | | Czapski 3322; Plage 235; Gumowski 2193–4                                           | –       | 80      |           |
| 174 | 10 groszy 1791 | zdarzają się egzemplarze z rokiem przerobionym z 1790                                                                                               | Czapski 3332; Plage 236; Gumowski 2193–5                                           | –       | 80      |           |
| 175 | 10 groszy 1792 | z literami M.V. | Czapski 7897; Plage 238; Gumowski 2194–1; Bolcewicz 60 kopiejek; Hamburger 8 marek | 7       | 50      | R4        |
| 176 | 10 groszy 1792 | z literami M.W. | Czapski 3346; Plage 237; Gumowski 2194–2                                           | –       | 80      |           |
| 177 | 10 groszy 1793 | z literami M.W. | Czapski 3358; Plage 239; Gumowski 2194–3                                           | –       | 80      |           |
| 178 | 10 groszy 1794 | z literami M.W. | Czapski –; Plage 240; Gumowski –; Bolcewicz 40 kopiejek                            | ?       |         |           |
| 179 | 10 groszy 1795 | z literami M.W. | Czapski 5344; Plage 241; Gumowski 2194–4                                           | 7       | 50      | R4        |

#### Półzłotki
| Nr  | Moneta                | Odmiana/opis | Inne katalogi                                | Wartość | Wartość | Stopień R |
| Nr  | Moneta                | Odmiana/opis | Inne katalogi                                | złotych | groszy  | Stopień R |
| --- | --------------------- | --- | -------------------------------------------- | ------- | ------- | --------- |
| 180 | 2 grosze srebrne 1766 | awers: tarcza 5-polowa otoczona do połowy gałązkami STANISLAUS AUG. D. G. REX Pol. M. D. L.; rewers: 2. GR. / CLX. EX. / MARCA / PURA. COL 1766. / F.S.; mała tarcza lub duża, rok zwarty lub szeroki; po roku kropka lub jej brak | Czapski 3070; Plage 242–244; Gumowski 2195–1 | po –    | 60      |           |
| 181 | 2 grosze srebrne 1767 | z literami F.S. | Czapski 3091; Plage 245–247; Gumowski 2195–2 | –       | 60      |           |
| 182 | 2 grosze srebrne 1768 | z literami I.S.; w gałązkach liście krótkie lub długie | Czapski 3106; Plage 248–249; Gumowski 2196–1 | po 2    | 50      |           |
| 183 | 2 grosze srebrne 1769 | z literami I.S. | Czapski 3115; Plage 250–251; Gumowski 2196–2 | –       | 80      |           |
| 184 | 2 grosze srebrne 1770 | z literami I.S.; w gałązkach liście krótkie lub długie | Czapski 3121; Plage 252–253; Gumowski 2196–3 | po 1    | 20      |           |
| 185 | 2 grosze srebrne 1771 | z literami I.S.; rok zwarty lub szeroki | Czapski 3141; Plage 254–255; Gumowski 2196–4 | po 1    | 20      |           |
| 186 | 2 grosze srebrne 1772 | z literami I.S. | Czapski 3152; Plage 256; Gumowski 2196–5     | 2       | 50      |           |
| 187 | 2 grosze srebrne 1772 | z literami A.P. | Czapski 3153; Plage 257; Gumowski 2197–1     | 1       | 60      |           |
| 188 | 2 grosze srebrne 1773 | z literami A.P. | Czapski 3161; Plage 258; Gumowski 2197–2     | 1       | –       |           |
| 189 | 2 grosze srebrne 1773 | z literami P.A. | Czapski 7884; Plage 259; Gumowski 2197–5     | 20      | –       | R3        |
| 190 | 2 grosze srebrne 1774 | z literami A.P. | Czapski 3172; Plage 260; Gumowski 2197–3     | 1       | 20      |           |
| 191 | 2 grosze srebrne 1775 | z literami A.P. | Czapski –; Plage –; Gumowski 2197–4          | ?       |         |           |
| 192 | 2 grosze srebrne 1775 | z literami E.B.; rok duży lub mały | Czapski 3181; Plage 261-262; Gumowski 2198–1 | 2       | –       |           |
| 193 | 2 grosze srebrne 1776 | z literami E.B. | Czapski 3191; Plage 263; Gumowski 2198–2     | 4       | –       |           |
| 194 | 2 grosze srebrne 1777 | z literami E.B. | Czapski 3205; Plage 265; Gumowski 2198–3     | 4       | –       |           |
| 195 | 2 grosze srebrne 1778 | z literami E.B. | Czapski 3214; Plage 265; Gumowski 2198–4     | 5       | –       |           |
| 196 | 2 grosze srebrne 1779 | z literami E.B. | Czapski 3224; Plage 266; Gumowski 2198–5     | 5       | –       |           |
| 197 | 2 grosze srebrne 1780 | z literami E.B. | Czapski 3234; Plage 267; Gumowski 2198–6     | 6       | –       |           |
| 198 | 2 grosze srebrne 1781 | z literami E.B. | Czapski 3245; Plage 268; Gumowski 2198–7     | 15      | –       | R2        |
| 199 | 2 grosze srebrne 1782 | z literami E.B. | Czapski 3253; Plage 269; Gumowski 2198–8     | 7       | –       |           |
| 200 | 2 grosze srebrne 1785 | z literami E.B. | Czapski 3276; Plage 270; Gumowski 2198–9     | 3       | –       |           |
| 201 | 2 grosze srebrne 1786 | z literami E.B. | Czapski 3282; Plage 271; Gumowski 2198–10    | 1       | 20      |           |

#### Złotówki
| Nr  | Moneta                | Odmiana/opis | Inne katalogi                                                                         | Wartość | Wartość | Stopień R |
| Nr  | Moneta                | Odmiana/opis | Inne katalogi                                                                         | złotych | groszy  | Stopień R |
| --- | --------------------- | --- | ------------------------------------------------------------------------------------- | ------- | ------- | --------- |
| 203 | 4 grosze srebrne 1766 | awers: głowa, STANISLAUS AUG. D. G. REX POL. M. D. L.; rewers: w wieńcu z orderem Orła Białego 5-polowa tarcza, w dole wieńca F.S., niżej 4 GR. LXXX. EX. MARCA PURA COL. 1766; w wieńcu 5 lub 7 wiązań, liście drobne lub większe, kropki po F. S. lub bez kropek, dwukropek po nominale 4 lub jego brak – Gumowski informuje o istnieniu takiej złotówki w miedzi | Czapski 3068, 3069, 7868; Plage 272–274; Gumowski 2201–1                              | po 1    | 25      |           |
| 203 | 4 grosze srebrne 1767 | rok zwarty lub szeroki | Czapski 3090; Plage 275–276; Gumowski 2201–2                                          | po 1    | 25      |           |
| 204 | 4 grosze srebrne 1768 | z literami I.S. | Czapski 3105; Plage 277; Gumowski 2202–1                                              | 7       | 50      | R         |
| 204 | 4 grosze srebrne 1769 | z literami I.S. | Czapski 7879; Plage 278; Gumowski 2202–2; Tyszkiewicz 50 marek                        | ?       |         | R4        |
| 206 | 4 grosze srebrne 1771 | z literami I.S. | Czapski 3140; Plage 279; Gumowski 1202–3                                              | 3       | –       |           |
| 207 | 4 grosze srebrne 1772 | z literami A.P. | Czapski 3151; Plage 280; Gumowski 2203–1; Tyszkiewicz 15 marek; Bolcewicz śr. 4 ruble | 25      | –       | R3        |
| 208 | 4 grosze srebrne 1773 | z literami A.P. | Czapski 6008; Plage 281; Gumowski 2203–2                                              | 75      | –       | R6        |
| 209 | 4 grosze srebrne 1774 | z literami A.P. | Czapski 5333; Plage 282; Gumowski 2203–3                                              | 12      | 50      | R         |
| 210 | 4 grosze srebrne 1775 | z literami E.B. | Czapski 3180; Plage 283; Gumowski 2204–1                                              | 3       | –       |           |
| 211 | 4 grosze srebrne 1776 | z literami E.B. | Czapski 3180; Plage 284; Gumowski 2204–2                                              | 5       | –       |           |
| 212 | 4 grosze srebrne 1777 | z literami E.B. | Czapski 3204; Plage 285; Gumowski 2204–3                                              | 5       | –       |           |
| 213 | 4 grosze srebrne 1778 | z literami E.B. | Czapski 3213; Plage 286; Gumowski 2204–4                                              | 5       | –       |           |
| 214 | 4 grosze srebrne 1779 | z literami E.B. | Czapski 3223; Plage 287; Gumowski 2204–5                                              | 5       | –       |           |
| 215 | 4 grosze srebrne 1780 | z literami E.B. | Czapski 3233; Plage 288; Gumowski 2204–6                                              | 5       | –       |           |
| 216 | 4 grosze srebrne 1781 | z literami E.B. | Czapski 3244; Plage 289; Gumowski 2204–7                                              | 12      | 50      | R1        |
| 217 | 4 grosze srebrne 1782 | z literami E.B. | Czapski 3252; Plage 290; Gumowski 2204–8                                              | 5       | –       |           |
| 218 | 4 grosze srebrne 1783 | z literami E.B.; głowa z lokiem na szyi | Czapski 3262; Plage 291; Gumowski 2205–1                                              | 15      | –       | R1        |
| 219 | 4 grosze srebrne 1784 | z literami E.B. | Czapski 3269; Plage 292; Gumowski 2205–2                                              | 15      | –       | R1        |
| 220 | 4 grosze srebrne 1785 | z literami E.B. | Czapski 3275; Plage 293; Gumowski 2205–3                                              | 3       | 75      |           |
| 221 | 4 grosze srebrne 1786 | z literami E.B.; głowa z dwoma lokami na szyi | Czapski 3281; Plage 294; Gumowski 2206                                                | 3       | –       |           |
| 222 | 4 grosze srebrne 1787 | awers: głowa z dużą szyją; rewers: tarcza kwadratowa, po jej bokach 17–87, a w napisie 83½ EX MARCA. PURA COLON:, pod tarczą E.B. i niżej 4. GR. | Czapski 3292; Plage 295; Gumowski 2207–1                                              | 1       | 25      |           |
| 223 | 4 grosze srebrne 1788 | z literami E.B. | Czapski 3303; Plage 296; Gumowski 2207–2                                              | 1       | 25      |           |
| 224 | 4 grosze srebrne 1789 | z literami E.B. | Czapski 3313; Plage 297; Gumowski 2207–3                                              | 1       | 25      |           |
| 225 | 4 grosze srebrne 1790 | z literami E.B. | Czapski 3321; Plage 298; Gumowski 2207–4                                              | 1       | 25      |           |
| 226 | 4 grosze srebrne 1791 | z literami E.B. | Czapski 3331; Plage 299; Gumowski 2207–5                                              | 1       | 25      |           |
| 227 | 4 grosze srebrne 1792 | z literami M.V. | Czapski 3345; Plage 300; Gumowski 2208–1                                              | 1       | 25      |           |
| 228 | 4 grosze srebrne 1793 | z literami M.V. | Czapski 3357; Plage 301; Gumowski 2208–2                                              | 1       | 25      |           |
| 229 | 4 grosze srebrne 1794 | z literami M.V. | Czapski 5343; Plage 302; Gumowski 2208–5                                              | 2       | 50      | R         |
| 230 | 4 grosze srebrne 1794 | z literami M.V., na rewersie 84½ zamiast 83½ | Czapski 3370; Plage 303; Gumowski 2208–6; Tyszkiewicz 8 marek; Hamburger 3 marki      | 5       | –       |           |
| 231 | 4 grosze srebrne 1795 | z literami M.V., na rewersie 84½ zamiast 83½ | Czapski 3377; Plage 304; Gumowski 2207–4; Tyszkiewicz 15 marek                        | 30      | –       |           |

#### Szóstaki (próbne)
| Nr  | Moneta                  | Odmiana/opis | Inne katalogi                                                                                        | Wartość | Wartość | Stopień R |
| Nr  | Moneta                  | Odmiana/opis | Inne katalogi                                                                                        | złotych | groszy  | Stopień R |
| --- | ----------------------- | --- | --- | ------- | ------- | --------- |
| 232 | 6 groszy srebrnych 1766 | awers: głowa, STANISLAUS AUG. D. G. REX POL. M. D. L.; rewers: okrągła tarcza 5-polowa, pod nią F.S., a niżej 6. 200 EX. MARCA. PURA COL. 1766 | Czapski 3071; Plage 1; Gumowski 2199; Tyszkiewicz 35 marek; Schlesinger 60 marek; Hamburger 30 marek | 80      | –       | R4        |

#### Orty (próbne)
| Nr  | Moneta   | Odmiana/opis | Inne katalogi                                                                                           | Wartość | Wartość | Stopień R |
| Nr  | Moneta   | Odmiana/opis | Inne katalogi                                                                                           | złotych | groszy  | Stopień R |
| --- | -------- | --- | --- | ------- | ------- | --------- |
| 233 | ort 1766 | awers: głowa, STANISLAUS AUG. D. G. REX POL. M. D. L.; rewers: okrągła tarcza 5-polowa, przy wieńcu order Orła Białego, przy nim F.S., niżej 18.66⅔ EX MARCA. PURA COL. 1766 | Czapski 3067; Plage 2; Gumowski 2200; Tyszkiewicz 100 marek; Schlesinger 150 marek; Hamburger 125 marek | 250     | –       |           |

#### Dwuzłotówki
| Nr  | Moneta           | Odmiana/opis | Inne katalogi                                                                    | Wartość | Wartość | Stopień R |
| Nr  | Moneta           | Odmiana/opis | Inne katalogi                                                                    | złotych | groszy  | Stopień R |
| --- | ---------------- | --- | -------------------------------------------------------------------------------- | ------- | ------- | --------- |
| 234 | dwuzłotówka 1766 | awers: głowa, STANISLAUS AUG. D. G. REX POL. M. D. L.; rewers: tarcza 5-polowa w wieńcu z orderem Białego Orła, pod wieńcem F.S. XI. EX MARCA PURA COL. 1766 – Tyszkiewicz najprawdopodobniej pomylił się co do stopnia rzadkości tej monety | Czapski 3964; Plage 305; Gumowski 2210; Tyszkiewicz 50 marek; Bolcewicz 25 rubli | 100     | –       | R4        |
| 235 | dwuzłotówka 1766 | na rewersie zamiast F.S. – 8 GR. – Tyszkiewicz najprawdopodobniej pomylił się co do stopnia rzadkości tej monety | Czapski 7867; Plage 306; Gumowski 2209; Tyszkiewicz 15 marek                     | 150     | –       | R6        |
| 236 | dwuzłotówka 1766 | na rewersie F.S. i 8 GR.; wieniec krótszy lub dłuższy, po roku i przy F S kropki lub ich brak | Czapski 3055–6; Plage 307–310; Gumowski 2211–1                                   | po 2    | –       |           |
| 237 | dwuzłotówka 1767 | rok zwarty lub szeroki | Czapski 3089; Plage 311–312; Gumowski 2211–2                                     | po 2    | –       |           |
| 238 | dwuzłotówka 1768 | z literami FS | Czapski 3103; Plage 313; Gumowski 2211–3                                         | 2       | 25      |           |
| 239 | dwuzłotówka 1768 | z literami IS | Czapski 3104; Plage 314–315; Gumowski –                                          | 2       | 50      |           |
| 240 | dwuzłotówka 1769 | z literami IS | Czapski 3114; Plage 316; Gumowski 2212–1                                         | 10      | –       |           |
| 241 | dwuzłotówka 1770 | z literami IS; herby duże lub małe | Czapski 3120; Plage 317–318; Gumowski 2212–2                                     | 3       | –       |           |
| 242 | dwuzłotówka 1771 | z literami IS | Czapski 3139; Plage 319; Gumowski 2212–3                                         | 3       | –       |           |
| 243 | dwuzłotówka 1772 | z literami IS; rok zwarty lub szeroki | Czapski 3149; Plage 320–321; Gumowski 2212–4                                     | 3       | –       |           |
| 244 | dwuzłotówka 1772 | z literami A.P. | Czapski 3150; Plage 322; Gumowski 2213–1                                         | 3       | 50      |           |
| 245 | dwuzłotówka 1773 | z literami A.P. | Czapski 3160; Plage 323; Gumowski 2213–2                                         | 5       | –       | R         |
| 246 | dwuzłotówka 1774 | z literami A.P. | Czapski 3171; Plage 324; Gumowski 2213–3                                         | 3       | 50      |           |
| 247 | dwuzłotówka 1774 | z literami E.B. | Czapski 5332; Plage 325; Gumowski 2214–1                                         | 5       | –       |           |
| 248 | dwuzłotówka 1775 | z literami E.B. | Czapski 3179; Plage 326; Gumowski 2214–2                                         | 3       | –       |           |
| 249 | dwuzłotówka 1775 | w napisie ba awersie: M. D. G. zamiast M. D. L. | Plage 327                                                                        | 15      | –       |           |
| 250 | dwuzłotówka 1776 | z literami E.B. | Czapski 3189; Plage 328; Gumowski 2214–3                                         | 3       | –       |           |
| 251 | dwuzłotówka 1777 | | Czapski 3203; Plage 329; Gumowski 2214–4                                         | 3       | –       |           |
| 252 | dwuzłotówka 1778 | | Czapski 3212; Plage 330; Gumowski 2214–5                                         | 3       | –       |           |
| 253 | dwuzłotówka 1779 | | Czapski 3222; Plage 331; Gumowski 2214–6                                         | 3       | –       |           |
| 254 | dwuzłotówka 1780 | | Czapski 3232; Plage 332; Gumowski 2214–7                                         | 3       | 50      |           |
| 255 | dwuzłotówka 1781 | | Czapski 3243; Plage 333; Gumowski 2214–8                                         | 3       | –       |           |
| 256 | dwuzłotówka 1782 | | Czapski 3251; Plage 334; Gumowski 2214–9                                         | 3       | 50      |           |
| 257 | dwuzłotówka 1783 | głowa z lokiem na szyi | Czapski 3261; Plage 335; Gumowski 2215–1                                         | 4       | –       |           |
| 258 | dwuzłotówka 1783 | loki z obu stron szyi | Czapski 5336; Plage 336; Gumowski 2215–4                                         | ?       |         | R8        |
| 259 | dwuzłotówka 1784 | | Czapski 3268; Plage 337; Gumowski 2215–2                                         | 3       | 50      |           |
| 260 | dwuzłotówka 1785 | | Czapski 3274; Plage 338; Gumowski 2215–3                                         | 5       | –       |           |
| 261 | dwuzłotówka 1787 | awers: głowa z dwoma lokami na szyi; rewers: tarcza kwadratowa, po jej bokach 17–87, a w napisie: 41¾ EX MARCA – PURA COLON:, pod tarczą E. B. i niżej 8 GR.                                                                                 | Czapski 3291; Plage 339; Gumowski 2216–1                                         | 2       | –       |           |
| 262 | dwuzłotówka 1788 | | Czapski 3302; Plage 340; Gumowski 2216–2                                         | 2       | –       |           |
| 263 | dwuzłotówka 1789 | | Czapski 3312; Plage 341; Gumowski 2216–3                                         | 2       | –       |           |
| 264 | dwuzłotówka 1790 | | Czapski 3320; Plage 342; Gumowski 2216–4                                         | 2       | 50      |           |
| 265 | dwuzłotówka 1791 | | Czapski 3330; Plage 343; Gumowski 2216–5                                         | 2       | 50      |           |
| 266 | dwuzłotówka 1792 | z literami E.B. | Czapski 3344; Plage 344; Gumowski 2216–6                                         | 2       | –       |           |
| 267 | dwuzłotówka 1792 | z literami M.V. | Czapski 7896; Plage 345; Gumowski 2217–1                                         | 2       | 50      |           |
| 268 | dwuzłotówka 1793 | z literami M.V. | Czapski 3356; Plage 346; Gumowski 2217–2                                         | 2       | 50      |           |
| 269 | dwuzłotówka 1794 | z literami M.V. | Czapski 3368; Plage 347; Gumowski 2217–3                                         | 2       | –       |           |
| 270 | dwuzłotówka 1794 | z literami M.V., na rewersie 42¼ zamiast 42¾ | Czapski 3369; Plage 348; Gumowski 2218–1                                         | 7       | 50      | R         |
| 271 | dwuzłotówka 1795 | z literami M.V., na rewersie 42¼ zamiast 42¾ | Czapski 3376; Plage 349; Gumowski 2218–2                                         | 3       | –       |           |

#### Półtalary
| Nr  | Moneta        | Odmiana/opis | Inne katalogi                                                                                              | Wartość | Wartość | Stopień R |
| Nr  | Moneta        | Odmiana/opis | Inne katalogi                                                                                              | złotych | groszy  | Stopień R |
| --- | ------------- | --- | --- | ------- | ------- | --------- |
| 272 | półtalar 1767 | awers: głowa, STANISLAUS AUGUSTUS D. G. REX POL. M. D. L.; rewers: okrągła 5-polowa tarcza w wieńcu z orderem Białego Orła, po bokach orderu F.S. XX EX MARCA PURA – COLONIEN. 1767 | Czapski 3088; Plage 350; Gumowski 2219                                                                     | 20      | –       | R1        |
| 273 | półtalar 1768 | | Czapski 3101; Plage 351; Gumowski 2220–2; Tyszkiewicz 4,50 marki; Bolcewicz 3,50 rubla; Hamburger 20 marek | 20      | –       | R2        |
| 274 | półtalar 1768 | włosy z przepaską | Czapski 7876; Plage 353; Gumowski 2220–1                                                                   | 30      | –       | R4        |
| 275 | półtalar 1768 | włosy z przepaską oraz na awersie LIT. zamiast L.; liście duże lub małe | Czapski 3102; Plage 354–355                                                                                | po 20   | –       | R2        |
| 276 | półtalar 1772 | z literami A.P.; napis na rancie FIDEI – PUBLICAE – PIGNUS, wstążka w uczesaniu dłuższa lub krótsza                                                                                 | Czapski 3148; Plage 356–357; Gumowski 2221–1                                                               | po 15   | –       | R2        |
| 277 | półtalar 1773 | | Czapski 3159; Plage 358; Gumowski 2221–2                                                                   | 20      | –       | R3        |
| 278 | półtalar 1774 | | Czapski 3170; Plage 359; Gumowski 2221–3                                                                   | 60      | –       | R4        |
| 279 | półtalar 1775 | z literami E.B. | Czapski 3179; Plage 360; Gumowski 2222–1                                                                   | 40      | –       | R3        |
| 280 | półtalar 1776 | z literami E.B. | Czapski 3188; Plage 361; Gumowski 2222–2                                                                   | 15      | –       | R1        |
| 281 | półtalar 1777 | z literami E.B. | czapski 3202; Plage 362; Gumowski 2222–3                                                                   | 15      | –       | R2        |
| 282 | półtalar 1777 | wstążka w uczesaniu wystająca do góry | Plage 363                                                                                                  | ?       |         | R8        |
| 283 | półtalar 1778 | z literami E.B. | Czapski 3211; Plage 364; Gumowski 2222–4                                                                   | 10      | –       | R2        |
| 284 | półtalar 1779 | z literami E.B. | Czapski 3222; Plage 365; Gumowski 2222–5                                                                   | 12      | 50      | R2        |
| 285 | półtalar 1780 | z literami E.B. | Czapski 3231; Plage 366; Gumowski 2222–6                                                                   | 35      | –       | R3        |
| 286 | półtalar 1780 | w formie klipy | Gumowski 2222–9                                                                                            | ?       |         | R8        |
| 287 | półtalar 1781 | z literami E.B. | Czapski 3242; Plage 367; Gumowski 2222–7                                                                   | 40      | –       | R3        |
| 288 | półtalar 1782 | z literami E.B. | Czapski 3250; Plage 368; Gumowski 2222–8; Bolcewicz 4 ruble; Hamburger 20 marek                            | 30      | –       | R2        |
| 289 | półtalar 1783 | z literami E.B. | Czapski 3250; Plage 369; Gumowski 2223–1                                                                   | 15      | –       | R2        |
| 290 | półtalar 1784 | z literami E.B. | Czapski 3267; Plage 370; Gumowski 2223–2                                                                   | 12      | 50      | R1        |
| 291 | półtalar 1788 | awers: głowa z dwoma lokami na szyi; rewers: tarcza kwadratowa, po jej bokach 17–88, w napisie 20⅞ EX MARCA PUR:-COLONIENS. 1788, pod tarczą E.B.                                   | Czapski 3301; Plage 371; Gumowski 2224–1                                                                   | 4       | –       |           |
| 292 | półtalar 1788 | z literami E.B. – w czystym srebrze | Czapski 9957; Gumowski 2224–2                                                                              | 50      | –       | R4        |
| 293 | półtalar 1792 | z literami M.V. | Czapski 4340; Plage 372; Gumowski 2225; Tyszkiewicz 40 marek; Schlesinger 35 marek; Hamburger 60 marek     | 90      | –       | R5        |

#### Talary
| Nr  | Moneta     | Odmiana/opis | Inne katalogi | Wartość | Wartość | Stopień R |
| Nr  | Moneta     | Odmiana/opis | Inne katalogi | złotych | groszy  | Stopień R |
| --- | ---------- | --- | --- | ------- | ------- | --------- |
| 294 | talar 1765 | awers: popiersie w zbroi z Orłem Białym, pod ramieniem MÖRIKOFER F., STANISLAUS AUGUSTUS D. G. REX POL. M. D. LITHU.; rewers: okrągła 5-polowa tarcza z orderem Orła Białego, wieniec przeplatany wstążką z napisem PRO-FIDELIGE-ET-GREGE, w górze MDCC-LXV. TALERUS POLONICUS–LXXXV. FLOR. POL. MARCA. – talar próbny modelowany przez Morikofera w Londynie, odrzucony przez króla – Czapski przytacza tylko odbitkę w ołowiu, a Gumowski w zbiorze hr. A. Potockiego                                                                                              | Czapski 3037; Plage 375; Gumowski 228; Tyszkiewicz 1000 marek                                                                                                 | ?       |         | R8        |
| 295 | talar 1766 | awers: popiersie w zbroi i płaszczu z Orłem Białym, STANISLAVS AUGVSTVS. D. G. REX POLONIÆ. M. D. L.; rewers: tarcza wklęsła, wieniec dębowy i palmowy, w górze MDCCLXVI, w napisie TALERVS POLONICVS – LXXXIV. FLOR. POL. MARCA. – talar próbny, modelowany przez Morikofera, również odrzucony przez króla | Czapski 3060; Plage 376; Gumowski 227; Tyszkiewicz 800 marek; Bolcewicz 500 rubli; Hamburger 500 marek                                                        | ?       |         | R8        |
| 296 | talar 1766 | awers: popiersie w zbroi ze wstęgą Orła Białego, na ramieniu I.P.H., STANISLAUS AUGUSTUS D. G. REX POL. M. D. LITHU.; rewers: na postumencie dwie niewiasty, jedna z palmą, druga z mieczem i wagą, oparte o tarczę podłużną 5-polową, opasaną wstęgą z napisem PRO-FIDE-LEGE-ET-GREGE, przy tarczy wstęga z Białym Orłem, przy nim F-S. X EX MARCA PURA-COLONIEN. – talar próbny także odrzucony przez króla, modelowany przez Hozhäusera. Czapski wymienia tylko odbite w ołowiu. Według Gumowskiego znajduje się w zbiorach hr. A.Potockiego i hr. K. Sobańskiego | Czapski 3061; Plage 377; Gumowski 228; Tyszkiewicz 1000 marek                                                                                                 | ?       |         | R8        |
| 297 | talar 1766 | awers: popiersie i napis STANISLAUS AUGUSTUS D. G. REX POL. M. D. LITHU.; rewers: na postumencie dwie niewiasty, jedna z palmą, druga z mieczem i wagą, oparte o tarczę podłużną 5-polową, opasaną wstęgą z napisem PRO-FIDE-LEGE-ET-GREGE, przy tarczy wstęga z Białym Orłem, przy nim F-S. X EX MARCA PURA-COLONIEN. – talar próbny, również odrzucony. Według Gumowskiego znajdował się w zbiorze K.Sobańskiego | Plage 378; Gumowski 229 | ?       |         | R8        |
| 298 | talar 1766 | awers: popiersie w zbroi, loki opadające, łańcuch Białego Orła z medalionami i orzełkami, STANISLAUS AUGUSTUS D. G. REX POL. M. D. LITHU.; rewers: 5-polowa, okrągła tarcza w wieńcu przeplatanym wstęgą z napisem PRO-FIDE-LEGE-ET-GREGE, przy wstędze order Białego Orła oraz F.-S. X EX MARCA PURA-COLONIEN 1766; korona większa lub mniejsza, wieniec cienki lub gruby, po roku i FS kropki lub brak kropek | Czapski 3062–3, 5326, 9952; Plage 379–381; Gumowski 2230 | po 15   | –       |           |
| 299 | talar 1768 | awers: głowa przepasana wstążką, STANISLAUS AUGUSTUS D. G. REX POL. M. D. LITH.; rewers litery I.S. zamiast F.S. i 1768; rant z napisem: FIDEI PUBLICAE PIGNUS | Czapski 6006; Plage 383; Gumowski 2231–1 | 75      | –       | R4        |
| 300 | talar 1768 | na rancie brak napisu | Czapski 3100; Plage 382; Gumowski 2231–2 | 50      | –       | R2        |
| 301 | talar 1769 | | Czapski 7878; Plage 384; Gumowski 2232–1; Kub. 300 marek; Chełm. 306 marek; Tyszkiewicz 200 marek; Schlesinger 150 marek                                      | ?       |         | R6        |
| 302 | talar 1770 | | Czapski 4414; Plage 385; Gumowski 2232–2 | 30      | –       | R1        |
| 303 | talar 1772 | z literami IS | Czapski 3146; Plage 386; Gumowski 2232–3 | 50      | –       | R2        |
| 304 | talar 1772 | z literami A.P. | Czapski 3147; Plage 387; Gumowski 2233–1; Tyszkiewicz 40 marek; Bolcewicz 4,50 rubla; Schlesinger 12 marek                                                    | 25      | –       | R2        |
| 305 | talar 1773 | z literami AP; na awersie LITH | Czapski 3158; Plage 388; Gumowski 2233–2 | 25      | –       | R2        |
| 306 | talar 1773 | z literami AP; na awersie LITU | Czapski 7883; Plage 309 | 30      | –       | R3        |
| 307 | talar 1774 | | Czapski 3169; Plage 390; Gumowski 2233–3; Bolcewicz 6 rubli; Schlesinger 10 marek; hamburger 10 marek                                                         | 30      | –       | R2        |
| 308 | talar 1775 | z literami E.B.; na awersie napis LITH | Czapski 3177; Plage 391; Gumowski 2234–1 | 12      | 50      | R1        |
| 309 | talar 1775 | z literami E.B.; na awersie napis LITU | Czapski 3178; Plage 392 | 15      | –       | R1        |
| 310 | talar 1776 | z literami E.B.; na awersie napis LITU, wieniec dębowy w górze odchylony lub sięgający korony | Czapski 3187; Plage 393–394; Gumowski 2234–2 | po 12   | 50      | R1        |
| 311 | talar 1776 | z literami E.B.; na awersie napis LITH | Czapski –; Plage –; Bolcewicz 3 ruble | 15      | –       |           |
| 312 | talar 1777 | z literami E.B.; na awersie napis LITU | Czapski 3201; Plage 396; Gumowski 2244–3 | 15      | –       | R1        |
| 313 | talar 1777 | z literami E.B.; na awersie napis LITH | Czapski 3200; Plage 395 | 15      |         | R1        |
| 314 | talar 1778 | z literami E.B.; na awersie napis LITU | Czapski 3210; Plage 397; Gumowski 2234–4 | 15      | –       | R1        |
| 315 | talar 1778 | z literami E.B.; na awersie napis LITH | Czapski 7891; Plage 398 | 17      | 50      | R2        |
| 316 | talar 1779 | z literami E.B.; na awersie napis LITU; wieniec cienki lub gruby, po roku kropka lub jej brak | Czapski 3220; Plage 399–400; Gumowski 2234–5; Bolcewicz 2,50 rubla; Schlesinger 8 marek                                                                       | 12      | 50      | R1        |
| 317 | talar 1780 | z literami E.B.; na awersie napis LITU | Czapski 3230; Plage 401; Gumowski 2234–6 | 30      | –       | R3        |
| 318 | talar 1781 | z literami E.B.; na awersie napis LITU | Czapski 3241; Plage 402; Gumowski 2234–7 | 60      | –       | R3        |
| 319 | talar 1782 | z literami E.B.; na awersie napis LITU | Czapski 6012; plage 403; Gumowski 2234–8; Kub. 51 marek; Chełm. 65 marek; Tyszkiewicz 40 marek; Bolcewicz 25 rubli; Hamburger 65 marek                        | 125     | –       | R5        |
| 320 | talar 1783 | głowa z lokiem spadającym na szyje i napis: STANISLAUS AUGUSTUS D. G. REX POLON. M. D. LITVAN | Czapski 3259; Plage 404; Gumowski 2235–1 | 17      | 50      | R1        |
| 321 | talar 1784 | | Czapski 3266; Plage 405; Gumowski 2235–2 | 15      | –       | R1        |
| 322 | talar 1788 | awers: głowa z 2 lokami na szyi, wieniec dłuższy lub krótszy; rewers: kwadratowa tarcza i napis 107/16 EX MARCA PURA – COLONIENS: 1788 | Czapski 3300; Plage 407–408; Gumowski 2236 | po 20   | –       |           |
| 323 | talar 1792 | z literami M.V. | Czapski 3343; Plage 409; Gumowski 2237; Kub. 24 marki; Chełm. 30 marek; Tyszkiewicz 35 marek; Bolcewicz 17,50 rubla; Schelsinger 40 marek; Hamburger 35 marek | 75      | –       | R5        |
| 324 | talar 1793 | awers: w wieńcu dębowym: CIVIBUS / QUORUM PIETAS / CONIURATIONE DIE III. / MAI MSCCXCI OBRUTAM / ET DELATAM LIBERTA / TE POLONA TUERI / CONABATUR RESPU / BLICA / RESUR / GENS, w otoku GRATITUDO CONCIVIBUS EXEMPLUM POSTERITATI; rewers: DECRETO / REIPUBLICÆ NEXU / CONFEDERATIONIS IUNCTÆ / DIE V. XBRIS MDCCCXCII / STANISLAO AUGUSTO / REGNATE, w otoku 107/16 EX MARCA PURA COLONIENSI. 1793; na rancie: FIDEI PUBLICAE PIGNUS. – talar bity przez targowiczan                                                                                                | Czapski 3353; Plage 410; Gumowski 2238–1; Bolcewicz 3,50 rubla; Wiad. Num. 28 zł; Schesinger 20 marek; Hamburger 20 marek                                     | 30      | –       |           |
| 325 | talar 1793 | talar targowiczan, gwiazdki większe, brak kropek po III MAI i COLONIENSIS, kropka w ułamku po 7 na rewersie, napis z mniejszych liter, w otoku – z większych; na rancie: FIDEI PUBLICAE PIGNUS. | Plage 411; Gumowski 2238–2; Schlesinger 30 marek | od 75   | –       | R5        |
| 326 | talar 1793 | talar targowiczan, gwiazdki większe, brak kropek po III MAI i COLONIENSIS, kropka w ułamku po 7 na rewersie, napis z mniejszych liter, w otoku – z większych; na rancie: brak napisu – zdaniem Czapskiego bity w 1870 r. w Petersburgu stemplem przechowywanym w Akademii Sztuk Pięknych | Czapski 3354; Gumowski 2238–3 | 20      | –       |           |
| 327 | talar 1793 | talar targowiczan – odbitka w miedzi | Plage 410 uw.; Gumowski 2238–4; Schlesinger 15 marek | 30      | –       |           |
| 328 | talar 1794 | awers: głowa z dwoma lokami na szyi, na awersie LIT zamiast LITVAN; rewers: tarcza mniejsza, w dole 6.–ZŁ zamiast liter M.V., w napisie 141/12 zamiast 147/16 | Czapski 3354; Plage 411; Gumowski 2239–1 | 7       | 50      |           |
| 329 | talar 1795 | | Czapski 3875; Plage 374; Gumowski 2239–2 | 10      | –       |           |

#### Dukaty
| Nr  | Moneta     | Odmiana/opis | Inne katalogi | Wartość | Wartość | Stopień R |
| Nr  | Moneta     | Odmiana/opis | Inne katalogi | złotych | groszy  | Stopień R |
| --- | ---------- | --- | --- | ------- | ------- | --------- |
| 330 | dukat 1765 | awers: popiersie w zbroi i płaszczu gronostajowym z orderem Białego Orła, pod ramieniem litera L.; rewers: 5-polowa tarcza w płaszczu gronostajowym, nad koroną DVCAT POloN., w dole 17–65 i FS; po roku, FS brak kropek lub kropka po roku albo po FS – małe odmiany w wielkości liter i guzach płaszcza gronostajowego na rewersie; dukat z literą L bity w miedzi znajduje się w jednym ze zbiorów prywatnych w Warszawie. | Czapski 3036, 3035, 9949; Plage 412; Gumowski 2240; Tyszkiewicz 900 marek; Schlesinger 1000 marek; hamburger 1000 marek                                                  | ?       |         | R8        |
| 331 | dukat 1765 | pod ramieniem litera M zamiast L, popiersie większe lub mniejsze – w opinii Plage istnieje odbitka w miedzi w zbiorze Czapskiego | Czapski 9948; Plage 413–414; Gumowski 2241; Tyszkiewicz 1100 marek |         |         |           |
| 332 | dukat 1766 | awers: gwiazda w niej monogram; rewers: 5-polowa wygięta tarcza, w dole arabeski i litery FS oraz 17–66, MON: AUR: – POLONIC albo MON. AVR, | Czapski 3056, 3055; Plage 416; Gumowski 2242–2 | od 200  |         | R6        |
| 333 | dukat 1766 | tarcza z wieńcem i orderem św. Stanisława | Czapski 3057; Plage 415; Gumowski 2242–1; Tyszkiewicz 175 marek; Bolcewicz 60 rubli                                                                                      | od 200  |         | R6        |
| 334 | dukat 1766 | awers: głowa, STANISLAUS AUG. D. G. REX POL. M. D. L.; rewers: w kwadracie MON. AUR. / POLON. AD / LEG. IMP. / 1766 / F.S. | Czapski 3058; Plage 417; Gumowski 2343–1; Tyszkiewicz 150 marek; Schlesinger 100 marek                                                                                   | od 200  |         | R6        |
| 335 | dukat 1766 | kwadrat w wieńcu, a litery F.S. pod kwadratem | Czapski 5323; Plage 418; Gumowski 2243–2; Tyszkiewicz 200 marek | ?       |         | R6        |
| 336 | dukat 1766 | awers: król stojący w stroju hiszpańskim z berłem i jabłkiem, w dole I.P.H., STANISLAUS AUG. D. G. REX POL. M. D. L.; rewers: w kwadracie z arabeskami MON. AUR. / POLON. AD / LEG. IMP. / 1766 / F.S. | Czapski 5325; Plage 419; Gumowski 3244–2; Tyszkiewicz 200 marek | ?       |         | R7        |
| 337 | dukat 1766 | awers: król stojący w stroju hiszpańskim z berłem i jabłkiem, bez liter I.P.H. na dole, rok po bokach postaci królewskiej; rewers: w kwadracie z arabeskami MONETA / AUREA / POLONI. / AD LEG. / IMPER., pod kwadratem F.S. | Czapski 5324; (w srebrze 10412 R5); Plage 420; Gumowski 2245–1; Schlesinger 60 marek; Hamburger 65 marek                                                                 | od 125  |         | R3        |
| 338 | dukat 1766 | bez liter F.S.; awers: król stojący w stroju hiszpańskim z berłem i jabłkiem, bez liter I.P.H. na dole, rok po bokach postaci królewskiej; rewers: w kwadracie z arabeskami MONETA / AUREA / POLONI. / AD LEG. / IMPER. | Czapski 3059; Plage 421; Gumowski 2245–2 | od 125  |         | R3        |
| 339 | dukat 1767 | z literami F.S. | Czapski 3087; Plage 422; Gumowski 2246–1; Tyszkiewicz 200 marek | ?       |         | R5        |
| 340 | dukat 1767 | bez liter F.S. | Czapski –; Plage 423; Gumowski 2246–2; Tyszkiewicz 200 marek; Schlesinger 500 marek                                                                                      | ?       |         | R5        |
| 341 | dukat 1768 | z literami F.S. | Czapski –; Plage 424; Gumowski 2247; Tyszkiewicz 200 marek | ?       |         | R7        |
| 342 | dukat 1770 | z literami I.S. pod kwadratem | Czapski 3118; Plage 425; Gumowski 2248–1; Tyszkiewicz 75 marek; Schlesinger 50 marek; Hess 45 marek                                                                      | od 100  |         | R4        |
| 343 | dukat 1771 | z literami I.S. | Czapski 327; Plage 426; Gumowski 2248–2; Tyszkiewicz 150 marek; Schlesinger 100 marek                                                                                    | od 200  |         | R5        |
| 344 | dukat 1772 | z literami I.P. | Czapski –; Plage 427 (również w miedzi); Gumowski 2248 | ?       |         | R8        |
| 345 | dukat 1772 | z literami A.P. | Czapski 3144; Plage 428; Gumowski 2249; Tyszkiewicz 180 marek; Schlesinger 100 marek                                                                                     | od 200  |         | R5        |
| 346 | dukat 1772 | awers: głowa z przepaską; rewers: w kwadracie z arabeskami MONETA / AUREA / POLONI. / AD LEG. / IMPER., pod kwadratem A.P. | Czapski 5330 (w miedzi 3145), Plage mylnie podaje, że jest to dukat z postacią króla; Plage 429–430 (odmiany z zakończeniem szyi); Gumowski 2250–1; Tyszkiewicz 50 marek | 100     |         | R4        |
| 347 | dukat 1773 | głowa z przepaską, litery A.P. | Czapski 3158; Plage 431; Gumowski 2250–2; Bolcewicz 10 rubli; Hamburger 45 marek                                                                                         | od 65   |         | R3        |
| 348 | dukat 1774 | z literami A.P. | Czapski 3168; Plage 432; Gumowski 2250–3 | 50      |         |           |
| 349 | dukat 1774 | z literami E.B. | Czapski –; Plage 433; Gumowski 2251–1 | ?       |         | R8        |
| 350 | dukat 1775 | z literami E.B. | Czapski 6009; Plage 434; Gumowski 2251–2 | od 200  |         | R5        |
| 351 | dukat 1776 | z literami E.B. | Czapski –; Plage 435; Gumowski 2251–3; Tyszkiewicz 60 marek; Schlesinger 150 marek                                                                                       | od 150  |         | R5        |
| 352 | dukat 1777 | z literami E.B. | Czapski 7888; Plage 436; Gumowski 2251–4; Tyszkiewicz 80 marek | od 175  |         | R5        |
| 353 | dukat 1778 | z literami E.B. | Czapski 7890; Plage 437; Gumowski 2251–5; Tyszkiewicz 120 marek | ?       |         | R5        |
| 354 | dukat 1779 | z literami E.B. | Czapski 3219; Plage 438; Gumowski 2151–6; Bolcewicz 15 rubli | od 75   |         | R2        |
| 355 | dukat 1779 | na rewersie wieniec laurowy i napis AUREUS / NUMMUS / POLONIÆ / ANNO / 1779, na samym dole litery E.B. | Czapski –; Plage 439; Gumowski 2153–1; Tyszkiewicz 120 marek; Schlesinger 250 marek                                                                                      | ?       |         | R8        |
| 356 | dukat 1780 | na rewersie wieniec laurowy i napis AUREUS / NUMMUS / POLONIÆ / ANNO / 1780, na samym dole litery E.B. | Czapski 3229; Plage 440; Gumowski 2152–2 | 75      | –       | R3        |
| 357 | dukat 1781 | z literami E.B. | Czapski 3240; Plage 441; Gumowski 2152–3 | 75      | –       | R3        |
| 358 | dukat 1782 | z literami E.B. | Czapski 3249; Plage 442; Gumowski 2152–4 | 50      | –       | R2        |
| 359 | dukat 1783 | z literami E.B.; lok spadający na szyję | Czapski 3258; Plage 443; Gumowski 2152–5 | 50      |         | R2        |
| 360 | dukat 1784 | z literami E.B. | Czapski 3265; Plage 444; Gumowski 2152–6 | 50      | –       | R2        |
| 361 | dukat 1785 | z literami E.B. | Czapski 3272; Plage 445; Gumowski 2152–7 | 50      |         | R2        |
| 362 | dukat 1786 | z literami E.B.; 2 loki opadające na szyję | Czapski 3280; Plage 446; Gumowski 2152–8 | 50      |         | R2        |
| 363 | dukat 1787 | z literami E.B. | Czapski 3290; Plage 447; Gumowski 2152–9; Bolcewicz 7,50 rubla | 50      |         | R2        |
| 364 | dukat 1788 | z literami E.B. | Czapski 3299; Plage 448; Gumowski 2152–10; Bolcewicz 7,50 rubla; Hamburger 30 marek                                                                                      | 50      |         | R1        |
| 365 | dukat 1789 | z literami E.B. | Czapski 3311; Plage 449; Gumowski 2152–11; Bolcewicz 10 rubli | 60      | –       | R1        |
| 366 | dukat 1790 | z literami E.B. | Czapski 3319; Plage 450; Gumowski 2152–12 | 50      |         | R1        |
| 367 | dukat 1791 | z literami E.B.; szyja z dwoma lokami lub cała w lokach | Czapski 3328, 3329; Plage 451,452; Gumowski 2152–13 | 50      |         | R1        |
| 368 | dukat 1792 | z literami E.B. | Czapski 2241; Plage 453; Gumowski 2152–14; Bolcewicz 6 rubli | 50      |         |           |
| 369 | dukat 1792 | z literami M.V. | Czapski 3342; Plage 454; Gumowski 2253–1; Bolcewicz 7,50 rubla; | od 60   |         | R5        |
| 370 | dukat 1793 | z literami M.V. | Czapski 3355; Plage 455; Gumowski 2253–2 | 60      |         | R1        |
| 371 | dukat 1794 | z literami M.V. | Czapski 3366; Plage 456; Gumowski 2253–3; Bolcewicz 8 rubli | 60      |         |           |
| 372 | dukat 1795 | z literami M.V. | Czapski 7902; Plage 457; Gumowski 2253–4; Tyszkiewicz 120 marek; Schlesinger 75 marek                                                                                    | ?       |         | R5        |

#### Półtoradukatówki
| Nr  | Moneta         | Odmiana/opis                                                                                                | Inne katalogi                                                                                        | Wartość | Wartość | Stopień R |
| Nr  | Moneta         | Odmiana/opis                                                                                                | Inne katalogi                                                                                        | złotych | groszy  | Stopień R |
| --- | -------------- | --- | --- | ------- | ------- | --------- |
| 373 | 1½ dukata 1794 | awers: głowa w lokach; rewers: w wieńcu Orzeł i Pogoń, niżej Ciołek, w górze 1794, w dole 1½ AUREUS POLONIÆ | Czapski 3365; Plage 458; Gumowski 2254; Bolcewicz 12 rubli; Schlesinger 35 marek; Hamburger 45 marek | 60      | –       | R2        |

#### Trzydukatówki
| Nr  | Moneta        | Odmiana/opis | Inne katalogi                                                                                                | Wartość | Wartość | Stopień R |
| Nr  | Moneta        | Odmiana/opis | Inne katalogi                                                                                                | złotych | groszy  | Stopień R |
| --- | ------------- | --- | --- | ------- | ------- | --------- |
| 374 | 3 dukaty 1794 | awers: głowa z dwoma lokami opadającymi; rewers: w wieńcu Orzeł i Pogoń, niżej Ciołek, w górze 1794, w dole 3 AUREUS POLONIÆ | Czapski 3364; Plage 457; Gumowski 2255; Bolcewicz 22,50 rubla; Schlesinger 75 i 45 marki; Hamburger 75 marek | 100     | –       |           |

### Próby mennicze z 1771 r.
Wykonane przez Holzhäusera w czystym srebrze na zlecenie króla pragnącego zapobiec fałszowaniu pieniędzy, ale zaniechane z powodu niewytrzymałości materiału. Istnieją nowe bicia w srebrze lub miedzi – są grubsze lub noszą ślady pękniętego stempla, wyceniane 5–10 złotych lub więcej, zwłaszcza talary.
| Nr  | Moneta           | Odmiana/opis | Inne katalogi | Wartość | Wartość | Stopień R |
| Nr  | Moneta           | Odmiana/opis | Inne katalogi | złotych | groszy  | Stopień R |
| --- | ---------------- | --- | --- | ------- | ------- | --------- |
| 375 | grosz 1771       | awers: monogram drukowany; rewers: ET IN / PURVIS / PURUS / 1771 | Czapski 3137; Plage 465; Gumowski 2261–1                                                                          | 15      | –       | R4        |
| 376 | grosz 1771       | awers: monogram pisany; rewers: ET IN / PURVIS / PURUS / 1771; obwódka karbowana                                                                                         | Czapski 7882; Plage 466; Gumowski 2261–2                                                                          | 40      | –       | R6        |
| 377 | półzłotek 1771   | awers: monogram pisany; rewers: FIDEM /SERVAT / 1771; obwódka karbowana                                                                                                  | Czapski 3136; Plage –; Gumowski 2262–2; Tyszkiewicz 120 marek                                                     | ?       |         | R8        |
| 378 | półzłotek 1771   | awers: monogram pisany; rewers: FIDEM /SERVAT / 1771, pod napisem palmy – Czapski rozpoznaje taką monetę nowego bicia z 1872 r. oszacowany przez Schlesingera na 5 marek | Gumowski 2262–1                                                                                                   | ?       |         |           |
| 379 | półzłotek 1771   | awers: monogram drukowany; rewers: salamandra mała i rok duży albo salamandra większa i rok mały, w górze NON TIMET, w dole rok                                          | Czapski 3135, 3134; Plage 467–468; Gumowski 2263–1; Bolcewicz 2,50 rubla; Schlesinger 6 marek; Hamburger 10 marek | po 15   |         | R3        |
| 380 | półzłotek 1771   | awers: monogram drukowany; rewers: salamandra mała i rok duży albo salamandra większa i rok mały, w górze NON TIMET, w dole rok – odbitka w miedzi albo złocie           | Plage 467 (miedź); Gumowski 2263–2 (złoto)                                                                        | ?       |         | R8        |
| 381 | półzłotek 1771   | awers: monogram pisany; rewers: salamandra mała i rok duży albo salamandra większa i rok mały, w górze NON TIMET, w dole rok                                             | Czapski –; Plage 469; Gumowski 2263–3; Schlesinger 8 marek; Hamburger 10 marek                                    | od 20   |         |           |
| 382 | złotówka 1771    | awers: głowa, włosy z przepaską, STANISLAUS AUGUST. REX. POL. M. D. L.; rewers: tygiel menniczy, w górze PRÓBA-TUS MELIOR, w dole 1771                                   | Czapski 3132; Plage 471; Gumowski 2264–1                                                                          | 15      | –       | R3        |
| 383 | złotówka 1771    | odbitka w miedzi lub złocie | Czapski 3133 (miedź); Gumowski 2264–2 (miedź); Gumowski 2264–3 (złoto)                                            | ?       |         | R8        |
| 384 | dwuzłotówka 1771 | awers: głowa, włosy z przepaską, STANISLAUS AUGUST. REX. POL. M. D. L.; rewers: ręka z moneta na kamieniu probierczym, w górze EXPERTUS CREDIT., w dole 1771             | Czapski 3131; Plage 472; Gumowski 2265                                                                            | 15      | –       | R3        |
| 385 | dwuzłotówka 1771 | odbitka w złocie | Czapski –; Plage 472; Gumowski –                                                                                  | ?       |         | R8        |
| 386 | półtalar 1771    | awers: głowa, włosy z przepaską, STANISLAUS AUGUSTUS D. G. REX POLON. M. D. LITU.; rewers: piec menniczy, w górze VINCIT FRAUDEM, w dole 1771                            | Czapski 3130; Plage 473; Gumowski 2266–1; Bolcewicz 10 rubli; Hamburger 20 marek                                  | 50      | –       | R3        |
| 387 | talar 1771       | awers: głowa, włosy z przepaską, STANISLAUS AUGUSTUS D. G. REX POLONIÆ M. D. LITU.; rewers: waga, nad nią DAT JUSTI PRETIUM, w dole 1771                                 | Czapski 3128; Plage 474; Gumowski 2267; Bolcewicz 25 rubli; Schlesinger 50 marek; Hamburger 30 marek              | 100     |         | R4        |
| 388 | talar 1771       | pod szyją I.P.H., a w napisie LITUA zamiast LITU | Plage 475 | ?       |         | R8        |
| 389 | dukat 1771       | awers: głowa, włosy z przepaską, STANISLAUS AUGUSTUS D. G. REX POLONIÆ M. D. LITU.; rewers: waga, nad nią DAT JUSTI PRETIUM, w dole 1771 – odbitki w złocie lub srebrze  | Gumowski 2268 (w srebrze lub złocie); Tyszkiewicz 125 marek za dukat w złocie                                     | ?       |         | R8        |

### Pieniądze gdańskie
| Nr          | Moneta           | Odmiana/opis | Inne katalogi                                                             | Wartość | Wartość | Stopień R |
| Nr          | Moneta           | Odmiana/opis | Inne katalogi                                                             | złotych | groszy  | Stopień R |
| Szelągi     | Szelągi          | Szelągi | Szelągi                                                                   | Szelągi | Szelągi | Szelągi   |
| ----------- | ---------------- | --- | ------------------------------------------------------------------------- | ------- | ------- | --------- |
| 390         | szeląg 1765      | awers: monogram, korona i monogram większy lub mniejszy, po bokach monogramu 17–65; rewers: pod gwiazdą: SOLID / CIVIT / GEDAN. niżej herb Gdańska przedzielający litery: R.E. – Œ, z kropkami lub bez kropek  | Czapski 3044; Plage 483–487; Gumowski 2269                                | po 1    | –       |           |
| 391         | szeląg 1766      | z literami F.L. – S. | Czapski 3082; Plage 488–490; Gumowski 2270–1                              | po 1    | 25      |           |
| 392         | szeląg 1766      | z literami F.L. – S. – odbitka w złocie | Czapski 7871; Gumowski 2270–2                                             | ?       |         | R4        |
| 393         | szeląg 1766      | z literami C.L. – M. | Czapski 3361; Plage 491; Gumowski 2271; Hamburger 12 marek                | 25      | –       | R4        |
| Trojaki     |                  | |                                                                           |         |         |           |
| 394         | 3 grosze 1765    | awers: monogram i 17–65, lwy z tarczą i herbem Gdańska, w dole R.E.–Œ. GROSSVS TRIPLEX GEDANENSIS; tarcza szersza lub węższa, dłuższa lub krótsza; kropki lub bez kropek w RE–Œ                                | Czapski 3043; Plage 492–496; Gumowski 2272                                | po 2    | 50      |           |
| 395         | 3 grosze 1766    | z literami F.L.–S.; tarcza szeroka lub wąska | Czaspki 3042; Plage 503–504; Gumowski 2273–1                              | po 2    | 50      |           |
| 396         | 3 grosze 1766    | z literami F.L.–S. – odbitka w złocie | Czapski 7870; Gumowski 2273–3; Schlesinger 200 marek; Hamburger 200 marek | ?       |         | R4        |
| Szóstaki    |                  | |                                                                           |         |         |           |
| 397         | 6 groszy 1764    | awers: ukoronowane popiersie STANISLAVS AVG. D. G. REX POL. M. D. L. R. P.; rewers: lwy z tarczą i herbem Gdańska, nad nią VI, w dole R. E. Œ. MON: ARGENT: CIVITAT: GEDAN: 1764 – szóstak próbny              | Czapski 5322; Gumowski 2274–2                                             | ?       |         | R8        |
| 398         | 6 groszy 1764    | na awersie popiersie dzieli napis: STANISL. AVG. D. G. REX POL. M. D. R. P.; na rewersie CIVIT zamiast CIVITAT; popiersie małe lub większe                                                                     | Czapski 3032; Plage 501–502; Gumowski 2274–1                              | po 5    | –       | R1        |
| 399         | 6 groszy 1765    | litery R. E. OE zwarte lub szerokie | Czapski 3042; Plage 503–504; Gumowski 2275–1                              | po 5    | –       | R1        |
| 400         | 6 groszy 1765    | odbitka w złocie | Gumowski 2275–2                                                           | ?       |         | R8        |
| Dwuzłotówki |                  | |                                                                           |         |         |           |
| 401         | dwuzłotówka 1767 | awers: popiersie, STANISLAVS AVGVST. D. G. REX POL. M. D. L. R. P.; rewers: lwy z tarczą owalną z herbem Gdańska, w dole 60 GR., a niżej F.L.S. MON: ARGENT. CIVITAT: GEDANENSIS 1767 – moneta próbna w ołowiu | Plage 505; Gumowski 2276                                                  | ?       |         | R8        |
| Dukaty      |                  | |                                                                           |         |         |           |
| 402         | dukat 1765       | awers: popiersie, STANISL. AVG. D. G. REX POL. M. D. L. R. P.; rewers: lwy z tarczą owalną z herbem Gdańska, w dole R.E.Œ. MON. AVREA CIVITAT. GEDANEN. 1765 – dukat próbny                                    | Plage 506; Gumowski 2277                                                  | ?       |         | R8        |

### Pieniądze toruńskie
| Nr       | Moneta        | Odmiana/opis | Inne katalogi                                                                 | Wartość | Wartość | Stopień R |
| Nr       | Moneta        | Odmiana/opis | Inne katalogi                                                                 | złotych | groszy  | Stopień R |
| Szelągi  | Szelągi       | Szelągi | Szelągi                                                                       | Szelągi | Szelągi | Szelągi   |
| -------- | ------------- | --- | ----------------------------------------------------------------------------- | ------- | ------- | --------- |
| 403      | szeląg 1765   | awers: monogram z 17–65; rewers: SOLID / CIVIT / THORUN, niżej herb Torunia z różyczkami | Czapski 10411; Plage 509; Gumowski 2278; Bolcewicz 4 ruble; Hamburger 6 marek | 15      | –       | R6        |
| 404      | szeląg 1765   | przy herbie liście; korona, herb Torunia i napis większe lub mniejsze | Czapski 3050; Plage 507–508,510                                               | po 15   | –       | R6        |
| Trojaki  |               | |                                                                               |         |         |           |
| 405      | 3 grosze 1764 | awers: monogram z 17–64; rewers: anioł z tarczą z herbem Torunia, nad nim gwiazdka, po bokach tarczy S.B. GROSSVS TRIPLEX THORVNENSIS                                                          | Czapski 3033; Plage 511; Plage 512; Gumowski 2279–1                           | po 2    | 50      | R1        |
| 406      | 3 grosze 1765 | monogram krótszy lub dłuższy; cyfry roku 1765 małe lub duże; nad aniołem gwiazdka kropka lub lilijka                                                                                           | Czapski 3047; Czapski 3049; Czapski 3048; Plage 513–519; Gumowski 2279–2      | po 2    | 25      |           |
| Szóstaki |               | |                                                                               |         |         |           |
| 407      | 6 groszy 1765 | awers: głowa D. G. STANISL. AVG. R. POL. M. D. L. R. P.; rewers: anioł z herbem Torunia w tarczy, nad nim gwiazdka, po bokach tarczy 17–65 i S–B, w dole VI MONETA ARGENT – CIVITA THORVNENSIS | Czapski 3045; Plage 520; Gumowski 2280; Bolcewicz 4 ruble; Hamburger 20 marek | 30      | –       | R4        |
| 408      | 6 groszy 1765 | AVGV. zamiast AVG. | Czapski 3046; Plage 521                                                       | 30      | –       | R4        |

## Okres porozbiorowy

### Pieniądze bite w byłym zaborze austriackim

#### Dla Oświęcimia i Zatora
| Nr          | Moneta            | Odmiana/opis                                              | Inne katalogi                 | Wartość | Wartość | Stopień R |
| Nr          | Moneta            | Odmiana/opis                                              | Inne katalogi                 | złotych | groszy  | Stopień R |
| Szelągi     | Szelągi           | Szelągi                                                   | Szelągi                       | Szelągi | Szelągi | Szelągi   |
| ----------- | ----------------- | --------------------------------------------------------- | ----------------------------- | ------- | ------- | --------- |
| 409         | 1 szeląg 1774     |                                                           | Czapski 4573; Gumowski 2281   | 1       | 20      |           |
| Złotówki    |                   |                                                           |                               |         |         |           |
| 410         | 15 krajcarów 1775 |                                                           | Czapski 4575; Gumowski 2282–1 | 4       | –       |           |
| 411         | 15 krajcarów 1776 | litery duże lub małe                                      | Czapski 4577; Gumowski 2282–1 | po 4    | –       |           |
| 412         | 15 krajcarów 1777 |                                                           | Czapski 4579; Gumowski 2282–3 | 4       | –       |           |
| Dwuzłotówki |                   |                                                           |                               |         |         |           |
| 413         | 30 krajcarów 1775 | litery duże lub małe, litery I.C.–F.A. lub C.A.(Gumowski) | Czapski 4575; Gumowski 2284–1 | po 3    | –       |           |
| 414         | 30 krajcarów 1776 | litery duże                                               | Czapski 4576; Gumowski 2284–2 | 3       | –       |           |
| 415         | 30 krajcarów 1777 |                                                           | Czapski 4573; Gumowski 2284–2 | 3       | –       |           |

#### Dla Galicji i Lodomerii
| Nr       | Moneta                 | Odmiana/opis | Inne katalogi               | Wartość | Wartość | Stopień R |
| Nr       | Moneta                 | Odmiana/opis | Inne katalogi               | złotych | groszy  | Stopień R |
| Grosze   | Grosze                 | Grosze       | Grosze                      | Grosze  | Grosze  | Grosze    |
| -------- | ---------------------- | ------------ | --------------------------- | ------- | ------- | --------- |
| 416      | 1 grosz polski 1794    |              | Czapski 3414; Gumowski 2285 | –       | 60      |           |
| 3 grosze |                        |              |                             |         |         |           |
| 417      | 3 grosze polskie 1794  |              | Czapski 3413; Gumowski 2286 | 1       | –       |           |
| 6 groszy |                        |              |                             |         |         |           |
| 418      | 6 groszy polskich 1794 | próba        | Czapski 7912; Gumowski 2287 | ?       |         | R8        |

#### Wolne Miasto Kraków
| Nr                  | Moneta         | Odmiana/opis                           | Inne katalogi                                                 | Wartość       | Wartość       | Stopień R     |
| Nr                  | Moneta         | Odmiana/opis                           | Inne katalogi                                                 | złotych       | groszy        | Stopień R     |
| Trzygroszówki       | Trzygroszówki  | Trzygroszówki                          | Trzygroszówki                                                 | Trzygroszówki | Trzygroszówki | Trzygroszówki |
| ------------------- | -------------- | -------------------------------------- | ------------------------------------------------------------- | ------------- | ------------- | ------------- |
| 419                 | 3 grosze 1835  | z wieńcem                              | Czapski 3826; Plage 297; Gumowski 2300–1                      | 20            | –             | R4            |
| 420                 | 3 grosze 1835  | bez wieńca                             | Plage 297; Gumowski 2300–2                                    | ?             |               | R8            |
| Pięciogroszówki     |                |                                        |                                                               |               |               |               |
| 421                 | 5 groszy 1835  |                                        | Czapski 3825; Plage 296; Gumowski 2301                        | –             | 60            |               |
| Dziesięciogroszówki |                |                                        |                                                               |               |               |               |
| 422                 | 10 groszy 1835 |                                        | Czapski 3824; Plage 295;                                      | –             | 60            |               |
| Złotówki            |                |                                        |                                                               |               |               |               |
| 423                 | 1 złoty 1835   |                                        | Czapski 3823; Plage 294                                       | 2             | –             |               |
| Dwuzłotówki         |                |                                        |                                                               |               |               |               |
| 424                 | 2 złote 1835   | napis WOLNY KRAY KRAKÓW lub bez napisu | Czapski 6095; Plage 293; Gumowski 2304; Schlesinger 200 marek | ?             |               | R8            |

### Pieniądze bite w byłym zaborze pruskim

#### Dla Prus Południowych
| Nr            | Moneta          | Odmiana/opis                                                                        | Inne katalogi                                  | Wartość | Wartość | Stopień R |
| Nr            | Moneta          | Odmiana/opis                                                                        | Inne katalogi                                  | złotych | groszy  | Stopień R |
| Szelągi       | Szelągi         | Szelągi                                                                             | Szelągi                                        | Szelągi | Szelągi | Szelągi   |
| ------------- | --------------- | ----------------------------------------------------------------------------------- | ---------------------------------------------- | ------- | ------- | --------- |
| 425           | 1 szeląg 1796 B |                                                                                     | Czapski 4550; Gumowski 2288–1                  | 5       | –       |           |
| 426           | 1 szeląg 1796 E |                                                                                     | Czapski 4551; Gumowski 2288–2                  | 3       | –       |           |
| 427           | 1 szeląg 1797 B | w miedzi                                                                            | Czapski 4559; Gumowski 2289–1                  | –       | 20      |           |
| 428           | 1 szeląg 1797 B | w srebrze                                                                           | Czapski 4560; Gumowski 2289–3; Wittyg 20 rubli | 80      | –       | R         |
| 429           | 1 szeląg 1797 E |                                                                                     | Czapski 4561; Gumowski 2289–2                  | 2       | 50      |           |
| Półgrosze     |                 |                                                                                     |                                                |         |         |           |
| 430           | ½ grosza 1796 B | BORUSS                                                                              |                                                | –       | 40      |           |
| 431           | ½ grosza 1796 B | BORUS                                                                               | Czapski 4548; Gumowski 2290–1                  | –       | 40      |           |
| 432           | ½ grosza 1796 E |                                                                                     | Czapski 4549; Gumowski 2290–2                  | –       | 60      |           |
| 433           | ½ grosza 1797 B | litery duże lub małe                                                                | Czapski 4557; Gumowski 2290–3                  | po –    | 20      |           |
| 434           | ½ grosza 1797 E |                                                                                     | Czapski 4558; Gumowski 2290–4                  | –       | 60      |           |
| Grosze        |                 |                                                                                     |                                                |         |         |           |
| 435           | 1 grosz 1796 B  | BORUS                                                                               | Czapski 4547; Gumowski 2291–1                  | –       | 40      |           |
| 436           | 1 grosz 1796 B  | BORUSS                                                                              |                                                | –       | 40      |           |
| 437           | 1 grosz 1796 E  | BORUS                                                                               |                                                | 1       | –       |           |
| 438           | 1 grosz 1796 E  | BORUSS                                                                              | Czapski 8743; Gumowski 2291–2                  | 1       | –       |           |
| 439           | 1 grosz 1797 B  | BORUSS                                                                              | Czapski 4554; Gumowski 2291–3                  | –       | 20      |           |
| 440           | 1 grosz 1797 B  | BORUSS, w srebrze                                                                   | Czapski 4555; Gumowski 2291–7; Wittyg 25 rubli | 50      | –       | R         |
| 441           | 1 grosz 1797 B  | FRIDREICUS zamiast FRIDERICUS                                                       | Wittyg 7,50 rubla                              | 30      | –       | R         |
| 442           | 1 grosz 1797 B  | WILHILM zamiast WILHELM                                                             | Wittyg 5 rubli                                 | 20      | –       | R         |
| 443           | 1 grosz 1797 E  |                                                                                     | Czapski 4556; Gumowski 2291–4                  | 1       | –       |           |
| 444           | 1 grosz 1797    | bez znaku mennicy (bez liter B albo E) – w jednym ze zbiorów prywatnych w Warszawie |                                                | ?       |         | R8        |
| 445           | 1 grosz 1798 E  |                                                                                     | Czapski 4562; Gumowski 2291–6                  | 8       | –       |           |
| 446           | 1 grosz 1798 B  |                                                                                     | Gumowski 2291–5                                | ?       |         |           |
| Trzygroszówki |                 |                                                                                     |                                                |         |         |           |
| 447           | 3 grosze 1796 B | BORUSS lub BORUS na rewersie; litery duże lub małe                                  | Czapski 4547; Gumowski 2292–1                  | po –    | 40      |           |
| 448           | 3 grosze 1796 B | w srebrze                                                                           | Czapski 2293–3; Wittyg 25 rubli                | 100     | –       | R         |
| 449           | 3 grosze 1796 B | TERIPLEX zamiast TRIPLEX                                                            |                                                | 8       |         | R         |
| 450           | 3 grosze 1796 E |                                                                                     | Czapski 4556; Gumowski 2292–2                  | 2       | –       |           |
| 451           | 3 grosze 1797 A | litery małe lub duże                                                                | Czapski 4552; Gumowski 2294–4                  | po 2    | –       |           |
| 452           | 3 grosze 1797 B |                                                                                     | Czapski 4553; Gumowski 2292–5                  | –       | 60      |           |
| 453           | 3 grosze 1797 B | FIRIDERICUS lub WIHELM zamiast FRIDERICUS lub WILHELM                               |                                                | po 4    | –       |           |
| 454           | 3 grosze 1797 E |                                                                                     | Czapski 8744; Gumowski 2292–6                  | –       | 80      |           |

#### Bite dla Poznania
| Nr            | Moneta          | Odmiana/opis                                | Inne katalogi                                     | Wartość | Wartość | Stopień R |
| Nr            | Moneta          | Odmiana/opis                                | Inne katalogi                                     | złotych | groszy  | Stopień R |
| Grosze        | Grosze          | Grosze                                      | Grosze                                            | Grosze  | Grosze  | Grosze    |
| ------------- | --------------- | ------------------------------------------- | ------------------------------------------------- | ------- | ------- | --------- |
| 455           | 1 grosz 1816 A  | napis większy lub mniejszy; HERZ. lub HERZ: | Czapski 4565; Gumowski 2298–1                     | po –    | 40      |           |
| 456           | 1 grosz 1816 A  | HREZ zamiast HERZ                           |                                                   | 12      | –       | R         |
| 457           | 1 grosz 1816 B  |                                             | Czapski 4556; Gumowski 2298–2                     | 1       | 20      |           |
| 458           | 1 grosz 1817 A  |                                             | Czapski 4568; Gumowski 2298–3                     | 3       | –       |           |
| Trzygroszówki |                 |                                             |                                                   |         |         |           |
| 459           | 3 grosze 1816 A | GR. HERZ.POSEN                              | Czapski 4564; Gumowski 3299–1; Wittyg 50 rubli?   | ?       |         |           |
| 460           | 3 grosze 1816 B |                                             | Czapski 4565; Gumowski 3299–2                     | 2       | –       |           |
| 461           | 3 grosze 1817 A |                                             | Czapski 4568; Gumowski 3299–3; Wittyg z literą B? | 6       | –       |           |

#### Gdańsk pod panowaniem pruskim
| Nr      | Moneta          | Odmiana/opis | Inne katalogi               | Wartość | Wartość | Stopień R |
| Nr      | Moneta          | Odmiana/opis | Inne katalogi               | złotych | groszy  | Stopień R |
| Szelągi | Szelągi         | Szelągi      | Szelągi                     | Szelągi | Szelągi | Szelągi   |
| ------- | --------------- | ------------ | --------------------------- | ------- | ------- | --------- |
| 462     | 1 szeląg 1801 A |              | Czapski 4294; Gumowski 2293 | 4       | –       | R2        |

#### Wolne Miasto Gdańsk
| Nr       | Moneta           | Odmiana/opis                                           | Inne katalogi                                   | Wartość | Wartość | Stopień R |
| Nr       | Moneta           | Odmiana/opis                                           | Inne katalogi                                   | złotych | groszy  | Stopień R |
| Szelągi  | Szelągi          | Szelągi                                                | Szelągi                                         | Szelągi | Szelągi | Szelągi   |
| -------- | ---------------- | ------------------------------------------------------ | ----------------------------------------------- | ------- | ------- | --------- |
| 463      | 1 szeląg 1808    | gałązki na rewersie, rok na awersie – w miedzi         | Czapski 3491; Gumowski 2295–1                   | 1       | 20      |           |
| 464      | 1 szeląg 1808    | gałązki na rewersie, rok na awersie – w srebrze        | Czapski 5353; Gumowski 2295–2                   | 12      | –       | R         |
| 465      | 1 szeląg 1808    | gałązki na rewersie, rok na awersie – w złocie         | Gumowski 2295–3                                 | ?       |         |           |
| 466      | 1 szeląg 1808    | bez gałązek na rewersie, rok na rewersie (próbny)      | Gumowski 2294                                   | 40      | –       |           |
| 467      | 1 szeląg 1812    | w miedzi                                               | Czapski 3491; Gumowski 2295–4                   | –       | 80      |           |
| 468      | 1 szeląg 1812    | w srebrze                                              | Czapski 3492; Gumowski 2295–5                   | 12      | –       | R         |
| Grosze   |                  |                                                        |                                                 |         |         |           |
| 469      | 1 grosz 1809     |                                                        | Czapski 3494; Gumowski 2296–1                   | 1       | –       |           |
| 470      | 1 grosz 1809     | w srebrze; gałązki z lewej strony o 5. lub 4. liściach | Czapski 3495; Gumowski 2296–3                   | po 12   | –       |           |
| 471      | 1 grosz 1812     | w miedzi, rok zwarty lub szeroki                       | Czapski 3496; Gumowski 2296–2                   | 1       | –       |           |
| 472      | 1 grosz 1812     | w srebrze                                              | Czapski 3487; Gumowski 2296-4                   | 12      | –       | R         |
| Szóstaki |                  |                                                        |                                                 |         |         |           |
| 473      | 1/5 guldena 1808 |                                                        | Czapski 5322; Gumowski 2297–1; Wittyg 100 rubli | 100     | –       | R8        |
| 474      | 1/5 guldena 1809 |                                                        | Czapski 3493; Gumowski 2297–2; Wittyg 100 rubli | ?       |         | R8        |

### Monety bite w byłym zaborze rosyjskim

#### Księstwo Warszawskie
| Nr                  | Moneta             | Odmiana/opis | Inne katalogi                                                      | Wartość | Wartość | Stopień R |
| Nr                  | Moneta             | Odmiana/opis | Inne katalogi                                                      | złotych | groszy  | Stopień R |
| Grosze              | Grosze             | Grosze | Grosze                                                             | Grosze  | Grosze  | Grosze    |
| ------------------- | ------------------ | --- | ------------------------------------------------------------------ | ------- | ------- | --------- |
| 475                 | 1 grosz 1810       | rok większy lub mniejszy                                                                                        | Czapski 3460; Gumowski 2305–1                                      | po –    | 40      |           |
| 476                 | 1 grosz 1811 I.S.  | rok zwarty lub szeroki; I.S. małe lub duże                                                                      | Czapski 3467; Gumowski 2305–2                                      | po –    | 20      |           |
| 477                 | 1 grosz 1811 I.B.  | rok zwarty lub szeroki                                                                                          | Czapski 3468; Gumowski 2306–1                                      | po –    | 20      |           |
| 478                 | 1 grosz 1812       | rok zwarty lub szeroki; 2 skręcona lub nie; 2 szeroka lub wąska                                                 | Czapski 3476; Gumowski 2306–2                                      | po –    | 20      |           |
| 479                 | 1 grosz 1814       | rok szeroki lub wąski; 4. zamknięta lub otwarta w górze                                                         | Czapski 3485; Gumowski 2306                                        | po –    | 20      |           |
| 480                 | 1 grosz 1814       | rok mały |                                                                    | 2       | –       |           |
| Trzygroszówki       |                    | |                                                                    |         |         |           |
| 481                 | 3 grosze 1810      | napis zwarty lub szeroki; napis większy lub mniejszy                                                            | Czapski 3458; Gumowski 2307–1                                      | po –    | 60      |           |
| 482                 | 3 grosze 1810      | 3 mocno zakręcona                                                                                               |                                                                    | 3       | –       |           |
| 483                 | 3 grosze 1810      | litery drobne i otok karbowany                                                                                  | Czapski 3459                                                       | 3       | –       | R         |
| 484                 | 3 grosze 1811 I.S. | litery szeroko rozstawione lub zwężone; 3 duża lub mała                                                         | Czapski 3466; Gumowski 2307–2                                      | po –    | 40      |           |
| 485                 | 3 grosze 1811 I.B. | 3 większe lub mniejsze                                                                                          | Czapski 5350; Gumowski 2308–1                                      | po –    | 40      |           |
| 486                 | 3 grosze 1812      | rok szeroki lub wąski; 2. roku szeroka lub wąska                                                                | Czapski 3475; Gumowski 2308–2                                      | po –    | 40      |           |
| 487                 | 3 grosze 1813      | rok szeroki lub wąski; I.B. duże lub małe                                                                       | Czapski 3480; Gumowski 2308–3                                      | po 1    | –       |           |
| 488                 | 3 grosze 1814      | rok szeroki lub wąski                                                                                           | Czapski 3484; Gumowski 2308–4                                      | po –    | 40      |           |
| Pięciogroszówki     |                    | |                                                                    |         |         |           |
| 489                 | 5 groszy 1811 I.S. | I.S. duże lub małe; bywają bite na 1/24 talara (Czapski 7919) – pospolite                                       | Czapski 3463 i 9966; Gumowski 2309–1                               | po –    | 40      |           |
| 490                 | 5 groszy 1811 I.B. | 5 mniej lub bardziej pochylona; rok szeroki lub wąski; bywają bite na 1/24 talara (Czapski 7919) – pospolite    | Czapski 3465; Gumowski 2309–2                                      | po –    | 60      |           |
| 491                 | 5 groszy 1812      | 5 mniej lub bardziej pochylona; 2. zamknięta lub otwarta; bywają bite na 1/24 talara (Czapski 7919) – pospolite | Czapski 3474; Gumowski 2309–3                                      | po –    | 40      |           |
| Dziesięciogroszówki |                    | |                                                                    |         |         |           |
| 492                 | 10 groszy 1810     | orzeł na tarczy większy lub mniejszy                                                                            | Czapski 3457; Gumowski 2310–1; Wittyg 20 rubli (z mniejszym orłem) | ?       |         | R3        |
| 493                 | 10 groszy 1812     | | Czapski 3473; Gumowski 2310–2                                      | –       | 40      |           |
| 494                 | 10 groszy 1813     | rok mały lub duży                                                                                               | Czapski 3479; Gumowski 2310–3                                      | po –    | 40      |           |
| Złotówki            |                    | |                                                                    |         |         |           |
| 495                 | 1/6 talara 1811    | | Czapski 3463; Gumowski 2311–1                                      | 3       | 75      |           |
| 496                 | 1/6 talara 1812    | | Czapski 3473; Gumowski 2311–2                                      | 3       | 75      |           |
| 497                 | 1/6 talara 1813    | | Czapski 5351; Gumowski 2311–3                                      | 25      | –       | R3        |
| 498                 | 1/6 talara 1814    | | Czapski 3484; Gumowski 2311–4                                      | 3       | –       |           |
| Dwuzłotówki         |                    | |                                                                    |         |         |           |
| 499                 | ⅓ talara 1810      | | Czapski 3456; Gumowski 2312–1                                      | 3       | 75      |           |
| 500                 | ⅓ talara 1811      | | Czapski 3462; Gumowski 2312–2                                      | 3       | –       |           |
| 501                 | ⅓ talara 1812      | | Czapski 3471; Gumowski 2312–3                                      | 3       | –       |           |
| 502                 | ⅓ talara 1813      | | Czapski 3478; Gumowski 2312–4                                      | 3       | 75      |           |
| 503                 | ⅓ talara 1814      | | Czapski 3482; Gumowski 2312–5                                      | 3       | –       |           |
| Talary              |                    | |                                                                    |         |         |           |
| 503                 | talar 1811         | | Czapski 3461; Gumowski 2313–1                                      | 10      | –       |           |
| 504                 | talar 1812         | | Czapski 3470; Gumowski 2313–2                                      | 7       | 50      |           |
| 505                 | talar 1814         | | Czapski 3481; Gumowski 2313–3                                      | 15      | –       |           |
| Dukaty              |                    | |                                                                    |         |         |           |
| 506                 | dukat 1812         | | Czapski 3469; Gumowski 2314–1                                      | 40      | –       | R         |
| 507                 | dukat 1813         | w złocie | Czapski 3477; Gumowski 2314–2                                      | 150     | –       | R5        |
| 508                 | dukat 1813         | w miedzi | Gumowski 2314–3                                                    | 50      | –       |           |

#### Oblężenie Zamościa 1813
| Nr               | Moneta           | Odmiana/opis | Inne katalogi                  | Wartość          | Wartość          | Stopień R        |
| Nr               | Moneta           | Odmiana/opis | Inne katalogi                  | złotych          | groszy           | Stopień R        |
| Sześciogroszówki | Sześciogroszówki | Sześciogroszówki | Sześciogroszówki               | Sześciogroszówki | Sześciogroszówki | Sześciogroszówki |
| ---------------- | ---------------- | --- | ------------------------------ | ---------------- | ---------------- | ---------------- |
| 509              | 6 groszy 1813    | napis otokowy: BOZE DOPOMOZ WIERNYM OYCZYZNIE; 3 w 1813 normalne; z gałązkami                                                   | Czapski 3490; Gumowski 2317    | 15               | –                | R2               |
| 510              | 6 groszy 1813    | napis otokowy BOZE DOPOMOZ WIERNYM OYCZYZNIE; z gałązkami; rozety wokół 6; Y w GROSZY w cyrylicy Ч; cyfra 3 w 1813 w cyrylicy З | Czapski 9968                   | 50               | –                | R7               |
| 512              | 6 groszy 1813    | bez napisu otokowego; z gałązkami                                                                                               | Czapski 6032; Gumowski 2316    | 30               | –                | R3               |
| 513              | 6 groszy 1813    | bez napisu otokowego; bez gałązek                                                                                               | Gumowski 2315; Wittyg 25 rubli | 100              | –                | R8               |
| Dwuzłotówki      |                  | |                                |                  |                  |                  |
| 514              | 2 złote 1813     | napis MONETA W OBLEZENIU ZAMOSCIA; z bombą; wieniec z drobnych, długich lub długich i szerokich liści                           | Czapski 3489; Gumowski 2318–1  | po 5             | –                |                  |
| 515              | 2 złote 1813     | odwrócone D w DOPOMOZ | Czapski 9967                   | 7                | 50               | R                |
| 516              | 2 złote 1813     | bez bomby | Czapski 3488; Gumowski 2318–2  | 50               | –                | R2               |
| 517              | 2 złote 1813     | bez bomby; wieniec z drobnych i cienkich liści                                                                                  |                                | 75               | –                | R2               |

#### Powstanie 1831
| Nr                  | Moneta                  | Odmiana/opis                                                                          | Inne katalogi                          | Wartość       | Wartość       | Stopień R     |
| Nr                  | Moneta                  | Odmiana/opis                                                                          | Inne katalogi                          | złotych       | groszy        | Stopień R     |
| Trzygroszówki       | Trzygroszówki           | Trzygroszówki                                                                         | Trzygroszówki                          | Trzygroszówki | Trzygroszówki | Trzygroszówki |
| ------------------- | ----------------------- | ------------------------------------------------------------------------------------- | -------------------------------------- | ------------- | ------------- | ------------- |
| 518                 | 3 grosze polskie 1831   | bez kropki po POLS; łapy orła proste                                                  |                                        | 4             | –             | R4            |
| 519                 | 3 grosze polskie 1831   | łapy orła zagięte                                                                     | Plage 283                              | 20            | –             | R4            |
| 520                 | 3 grosze polskie 1831   | kropka po POLS                                                                        | Czapski 3664; Plage 282; Gumowski 2362 | 10            | –             | R4?           |
| Pięciogroszówki     |                         |                                                                                       |                                        |               |               |               |
| 521                 | 5 groszy polskich 1831  | próba w cynie                                                                         | Czapski 7927; Gumowski 2363            | ?             |               | R8            |
| Dziesięciogroszówki |                         |                                                                                       |                                        |               |               |               |
| 522                 | 10 groszy polskich 1831 | łapy orła proste                                                                      | Czapski 3663; Gumowski 2364            | 1             | 20            |               |
| 523                 | 10 groszy polskich 1831 | łapy orła wykrzywione                                                                 |                                        | 3             | –             |               |
| Złotówki            |                         |                                                                                       |                                        |               |               |               |
| 524                 | 1 złoty polski 1831     | próba w cynie                                                                         | Czapski 3662; Gumowski 2366            | ?             |               | R7            |
| Dwuzłotówki         |                         |                                                                                       |                                        |               |               |               |
| 525                 | 2 złote polskie 1831    | Pogoń z pochwą                                                                        | Czapski 3661; Gumowski 2367            | 2             | 50            |               |
| 526                 | 2 złote polskie 1831    | Pogoń bez pochwy                                                                      |                                        | 5             | –             |               |
| 527                 | 2 złote polskie 1831    | ZLOTE zamiast ZŁOTE                                                                   |                                        | 35            | –             |               |
| Pięciozłotówki      |                         |                                                                                       |                                        |               |               |               |
| 528                 | 5 złotych polskich 1831 | 211/625                                                                               | Czapski 3660; Gumowski 2368–1          | 8             | –             |               |
| 529                 | 5 złotych polskich 1831 | 311/625 zamiast 211/625                                                               | Gumowski 2368–2                        | 20            | –             |               |
| 530                 | 5 złotych polskich 1831 | brak kreski ułamkowej w 211/625                                                       | Wittyg 4 ruble                         | 20            | –             |               |
| Dukaty              |                         |                                                                                       |                                        |               |               |               |
| 531                 | dukat 1831              | bez kropki przed pochodnią, albo z kropką przed pochodnią, albo z kropką za pochodnią | Czapski 3659; Gumowski 2369            | 37            | 50            |               |

#### Królestwo Kongresowe

##### Alexander I (1816–1825)
| Nr                  | Moneta                   | Odmiana/opis | Inne katalogi                                                                                                 | Wartość | Wartość | Stopień R |
| Nr                  | Moneta                   | Odmiana/opis | Inne katalogi                                                                                                 | złotych | groszy  | Stopień R |
| Grosze              | Grosze                   | Grosze | Grosze | Grosze  | Grosze  | Grosze    |
| ------------------- | ------------------------ | --- | --- | ------- | ------- | --------- |
| 532                 | 1 grosz polski 1815      | ogon orła jednorzędowy – nowe bicie warszawskie 1858 | Czapski 6034; Plage 197; Gumowski 2319–1                                                                      | 40      | –       | R3        |
| 533                 | 1 grosz polski 1815      | ogon orła dwurzędowy – nowe bicie petersburskie 1869 | Plage 198; Gil i Ilijn 30 rubli                                                                               | ?       |         |           |
| 534                 | 1 grosz polski 1816      | ogon orła jednorzędowy; rok duży lub mały | Czapski 3508; Plage 199; Gumowski 2319–2                                                                      | po –    | 20      |           |
| 535                 | 1 grosz polski 1816      | ogon orła jednorzędowy – nowe bicie warszawskie 1858 | Czapski 9969                                                                                                  | 4       | –       |           |
| 536                 | 1 grosz polski 1817      | ogon orła jednorzędowy | Plage 200; Gil i Iljin 10 rubli; Wittyg 7,5 rubla                                                             | 30      | –       | R5        |
| 537                 | 1 grosz polski 1817      | ogon orła dwurzędowy | Czapski 3517; Plage 201; Gumowski 2319–3                                                                      | –       | 20      |           |
| 538                 | 1 grosz polski 1817      | ogon orła dwurzędowy – nowe bicie warszawskie 1858 | Czapski 9971; Plage 202                                                                                       | 4       | –       |           |
| 539                 | 1 grosz polski 1818      | bez liter I.B. (w jednym ze zbiorów prywatnych w Warszawie); Wittyg za nim Plage kwestionują istnienie                                                   | | od 25   | –       | R8        |
| 540                 | 1 grosz polski 1818 I.B. | | Czapski 3535; Plage 203; Gumowski 2319–4                                                                      | –       | 40      |           |
| 541                 | 1 grosz polski 1818 I.B. | nowe bicie warszawskie 1858 | Czapski 9973                                                                                                  | 4       | –       |           |
| 542                 | 1 grosz polski 1819      | rok duży lub mały | Czapski 3544; Plage 205; Gumowski 2319–5                                                                      | po 4    | –       | R         |
| 543                 | 1 grosz polski 1819      | rok mały – nowe bicie warszawskie 1858 | Czapski 9975; Plage 206                                                                                       | 8       | –       |           |
| 544                 | 1 grosz polski 1820      | | Czapski 3552; Plage 207; Gumowski 2319–6                                                                      | –       | 80      |           |
| 545                 | 1 grosz polski 1820      | nowe bicie warszawskie 1858 | Czapski 9977                                                                                                  | 4       | –       |           |
| 546                 | 1 grosz polski 1821      | | Czapski 3559; Plage 208; Gumowski 2319–                                                                       | 1       | –       |           |
| 547                 | 1 grosz polski 1821      | nowe bicie warszawskie 1858 | Czapski 9978                                                                                                  | 4       | –       |           |
| 548                 | 1 grosz polski 1822      | | Czapski 7921; Plage 209; Gumowski 2319–8                                                                      | od 20   | –       | R3        |
| 549                 | 1 grosz polski 1822      | Z MIEDZI KRAIOWEY; korona szeroka; 2. otwarte lub zakręcone                                                                                              | Czapski 3566; Plage 210; Gumowski 2320–1                                                                      | po 20   | –       |           |
| 550                 | 1 grosz polski 1822      | Z MIEDZI KRAIOWEY; korona wąska | | –       | 60      |           |
| 551                 | 1 grosz polski 1822      | Z MIEDZI KRAIOWEY; korona wąska – nowe bicie warszawskie 1858                                                                                            | | 4       | –       |           |
| 552                 | 1 grosz polski 1823      | Z MIEDZI KRAIOWEY; korona szeroka | Czapski 3574; Plage 212; Gumowski 2320–2                                                                      | –       | 20      |           |
| 553                 | 1 grosz polski 1823      | Z MIEDZI KRAIOWEY; korona wąska | Plage 213 | –       | 60      |           |
| 554                 | 1 grosz polski 1823      | Z MIEDZI KRAIOWEY; korona wąska – nowe bicie warszawskie 1858                                                                                            | | 4       | –       |           |
| 555                 | 1 grosz polski 1824      | nowe bicie petersburskie 1869 (w jednym ze zbiorów prywatnych w Warszawie)                                                                               | | ?       |         | R8        |
| 556                 | 1 grosz polski 1824      | Z MIEDZI KRAIOWEY; korona szeroka | Czapski 3580; Plage 214; Gumowski 2320–3                                                                      | –       | 20      |           |
| 557                 | 1 grosz polski 1824      | Z MIEDZI KRAIOWEY; korona wąska | Plage 215 | –       | 60      |           |
| 558                 | 1 grosz polski 1824      | Z MIEDZI KRAIOWEY; korona wąska – nowe bicie warszawskie 1858                                                                                            | | 4       | –       |           |
| 559                 | 1 grosz polski 1825      | Z MIEDZI KRAIOWEY; korona szeroka; (w jednym ze zbiorów prywatnych w Warszawie jest taki grosz z obwódką karbowaną)                                      | Czapski 3588; Plage 217; Gumowski 2320–4                                                                      | –       | 40      |           |
| 560                 | 1 grosz polski 1825      | Z MIEDZI KRAIOWEY; korona wąska | Plage 218 | 1       | 20      |           |
| 561                 | 1 grosz polski 1825      | Z MIEDZI KRAIOWEY; korona wąska – nowe bicie warszawskie 1858                                                                                            | | 4       | –       |           |
| Trzygroszówki       |                          | | |         |         |           |
| 562                 | 3 grosze polskie 1815    | ogon orła jednorzędowy, rant skośnie ząbkowany – nowe bicie warszawskie 1858                                                                             | Czapski 6033; Plage 147; Gumowski 2327–1                                                                      | 40      | –       | R8        |
| 563                 | 3 grosze polskie 1815    | ogon orła jednorzędowy, rant pionowo ząbkowany – nowe bicie warszawskie 1858                                                                             | Gil i Ilijn 30 rubli                                                                                          | ?       |         |           |
| 564                 | 3 grosze polskie 1815    | średnica większa; ogon orła dwurzędowy; rant gładki; otok perełkowy – nowe bicie petersburskie 1869                                                      | Plage 148; Gumowski 2327–2; GI. 20 rubli; Wittyg 25 rubli; Hess 60 marek                                      | 100     | –       | R4        |
| 565                 | 3 grosze polskie 1816    | ogon orła jednorzędowy, rant skośnie ząbkowany – nowe bicie warszawskie 1858                                                                             | Czapski 6035; Plage 149; Gumowski 2327–3; Wittyg 25 rubli; Hess 40 marek                                      | 60      | –       |           |
| 566                 | 3 grosze polskie 1817    | ogon orła dwurzędowy | Czapski 3516; Plage 150; Gumowski 2327–4                                                                      | –       | 60      |           |
| 567                 | 3 grosze polskie 1817    | ogon orła dwurzędowy – nowe bicie warszawskie 1858 | Czapski 9970; Plage 151                                                                                       | 4       | –       |           |
| 568                 | 3 grosze polskie 1818    | ogon orła dwurzędowy | Czapski 3534; Plage 152; Gumowski 2327–5                                                                      | 10      | –       | R1        |
| 569                 | 3 grosze polskie 1818    | ogon orła dwurzędowy – nowe bicie warszawskie 1858 | Czapski 9972; Plage 153                                                                                       | 12      | –       | R2        |
| 570                 | 3 grosze polskie 1818    | ogon orła jednorzędowy – nowe bicie warszawskie 1858 | Plage 154; Gumowski 2327–6; Gil i Iljin 30 rubli; Wittyg 50 rubli                                             | 160     | –       | R6        |
| 571                 | 3 grosze polskie 1818    | ogon orła podobny do pędzla (jak w latach następnych); rant gładki                                                                                       | Plage 155; Gumowski 2327–7; Gil i Iljin 100 rubli                                                             | ?       |         | R8        |
| 572                 | 3 grosze polskie 1819    | | Czapski 3543; Plage 156; Gumowski 2327–8                                                                      | 2       | –       |           |
| 573                 | 3 grosze polskie 1819    | nowe bicie warszawskie 1858 | Czapski 9974; Plage 157                                                                                       | 4       | –       |           |
| 574                 | 3 grosze polskie 1820    | | Czapski 3551; Plage 158; Gumowski 2327–9                                                                      | 3       | –       |           |
| 575                 | 3 grosze polskie 1820    | nowe bicie warszawskie 1858 | Czapski 9976; Plage 159; Gumowski 2327–10                                                                     | 8       | –       |           |
| 576                 | 3 grosze polskie 1824    | nowe bicie petersburskie 1869 (w jednym ze zbiorów prywatnych w Warszawie)                                                                               | Plage 160; Gumowski 2327–11; Gil i Iljin 30 rubli; Wittyg?                                                    | ?       |         |           |
| Pięciogroszówki     |                          | | |         |         |           |
| 577                 | 5 groszy polskich 1816   | | Czapski 3507; Plage 112; Gumowski 2333–1                                                                      | –       | 60      |           |
| 578                 | 5 groszy polskich 1818   | orzeł duży | Czapski 3533; Plage 113; Gumowski 2333–2                                                                      | –       | 80      |           |
| 579                 | 5 groszy polskich 1818   | orzeł mały (próbny) – Czapski podaje również 5 groszy polskich 1817 (3515), niewymienione u Plage i Gumowskiego. Wittyg stawia je pod znakiem zapytania. | Gumowski 2333–12                                                                                              | ?       |         | R8        |
| 580                 | 5 groszy polskich 1819   | | Czapski 3542; Plage 115; Gumowski 2333–3                                                                      | 1       | –       |           |
| 581                 | 5 groszy polskich 1820   | | Czapski 3550; Plage 116; Gumowski 2333–4                                                                      | 2       | –       |           |
| 582                 | 5 groszy polskich 1821   | | Czapski 3558; Plage 117; Gumowski 2333–5                                                                      | 1       | –       |           |
| 583                 | 5 groszy polskich 1822   | | Czapski 3565; Plage 118; Gumowski 2333–6                                                                      | 1       | 20      |           |
| 584                 | 5 groszy polskich 1823   | | Czapski 3573; Plage 119; Gumowski 2333–7                                                                      | 1       | 20      |           |
| 585                 | 5 groszy polskich 1824   | | Czapski 3579; Plage 120; Gumowski 2333–8                                                                      | 12      | –       | R         |
| 586                 | 5 groszy polskich 1825   | | Czapski 3587; Plage 121; Gumowski 2333–9                                                                      | –       | 80      |           |
| Dziesięciogroszówki |                          | | |         |         |           |
| 587                 | 10 groszy polskich 1816  | | Czapski 3506; Plage 81; Gumowski 2338–1                                                                       | –       | 60      |           |
| 588                 | 10 groszy polskich 1816  | ogon orła pięciopiórowy (w jednym ze zbiorów prywatnych w Warszawie)                                                                                     | | ?       |         |           |
| 589                 | 10 groszy polskich 1820  | | Czapski 3549; Plage 82; Gumowski 2338–2                                                                       | 10      | –       | R         |
| 590                 | 10 groszy polskich 1821  | | Czapski 3557; Plage 83; Gumowski 2338–3                                                                       | 2       | –       |           |
| 591                 | 10 groszy polskich 1822  | | Czapski 3564; Plage 84; Gumowski 2338–4                                                                       | 1       | –       |           |
| 592                 | 10 groszy polskich 1823  | | Czapski 3572; Plage 85; Gumowski 2338–5                                                                       | 10      | –       | R         |
| 593                 | 10 groszy polskich 1825  | | Czapski 3586; Plage 86; Gumowski 2338–6                                                                       | 3       | –       |           |
| Złotówki            |                          | | |         |         |           |
| 594                 | 1 złoty polski 1818      | rant skośnie ząbkowany | Czapski 3531; Plage 62; Gumowski 2342–1                                                                       | 1       | 50      |           |
| 595                 | 1 złoty polski 1818      | mała głowa cara; otok perełkowy; rant prosty | Czapski 3532; Plage 63; Gumowski 2342–2, Gil i Iljin 200 rubli; Wittyg 250 rubli                              | ?       |         | R5        |
| 596                 | 1 złoty polski 1819      | rant skośnie ząbkowany | Czapski 3541; Plage 64; Gumowski 2342–4                                                                       | 1       | 76      |           |
| 597                 | 1 złoty polski 1819      | w srebrze; mała głowa cara; otok perełkowy; rant prosty                                                                                                  | Czapski –; Plage 65; Gumowski 2342–3                                                                          | ?       |         | R8        |
| 598                 | 1 złoty polski 1819      | w miedzi; mała głowa cara; otok perełkowy; rant prosty                                                                                                   | Gil i Iljin 100 rubli                                                                                         | ?       |         |           |
| 599                 | 1 złoty polski 1822      | | Czapski 3563; Plage 66; Gumowski 2342–5                                                                       | 1       | 50      |           |
| 600                 | 1 złoty polski 1823      | | Czapski 3571; Plage 67; Gumowski 2342–6                                                                       | 3       | –       |           |
| 601                 | 1 złoty polski 1824      | | Czapski 3578; Plage 68; Gumowski 2342–7                                                                       | 2       | 50      |           |
| 602                 | 1 złoty polski 1825      | | Czapski 3585; Plage 69; Gumowski 2342–8                                                                       | 2       | –       |           |
| Dwuzłotówki         |                          | | |         |         |           |
| 603                 | 2 złote polskie 1816     | | Czapski 3505; Plage 45; Gumowski 2347–1                                                                       | 2       | 50      |           |
| 604                 | 2 złote polskie 1817     | | Czapski 3514; Plage 46; Gumowski 2347–2                                                                       | 2       | 50      |           |
| 605                 | 2 złote polskie 1818     | | Czapski 3529; Plage 47; Gumowski 2347–3                                                                       | 2       | 50      |           |
| 606                 | 2 złote polskie 1818     | głowa cara mała; otok; na rancie napis BOG KROL I PRAWO                                                                                                  | Czapski 3530; Plage 48; Gumowski 2347–11; Gil i Iljin 120 rubli; Wittyg 250 rubli                             | ?       |         | R5        |
| 607                 | 2 złote polskie 1819     | bez otoku; rant skośnie ząbkowany (także w miedzi w jednym ze zbiorów prywatnych w Warszawie)                                                            | Czapski 3539; Plage 49; Gumowski 2347–4                                                                       | 3       | –       |           |
| 608                 | 2 złote polskie 1819     | z otokiem; rant pionowo ząbkowany; głowa cara mniejsza; ogon orła podobny do pędzla                                                                      | Czapski 3540; Plage 50; Gumowski 2347–4 odmiana; Wittyg do 15 rubli za dobry egzemplarz                       | 25      | –       |           |
| 609                 | 2 złote polskie 1820     | bez otoku; rant skośnie ząbkowany; rok mniejszy lub większy                                                                                              | Czapski 3547; Plage 51–2; Gumowski 2347–5                                                                     | po 3    | –       |           |
| 610                 | 2 złote polskie 1820     | z otokiem; rant pionowo ząbkowany; głowa cara mniejsza; ogon orła podobny do pędzla                                                                      | Czapski 3548; Plage 53; Gumowski 2347–5 odmiana                                                               | 5       |         |           |
| 611                 | 2 złote polskie 1821     | | Czapski 3566; Plage 54; Gumowski 2347–6                                                                       | 3       | 75      |           |
| 612                 | 2 złote polskie 1822     | | Czapski 3562; Plage 55; Gumowski 2347–7; Wittyg do 3. rubli za dobry egzemplarz                               | 5       | –       |           |
| 613                 | 2 złote polskie 1823     | | Czapski 3570; Plage 56; Gumowski 2347–8                                                                       | 3       | 75      |           |
| 614                 | 2 złote polskie 1824     | | Czapski 3577; Plage 57; Gumowski 2347–9                                                                       | 3       | 75      |           |
| 615                 | 2 złote polskie 1825     | | Czapski 3584; Plage 58; Gumowski 2347–10                                                                      |         |         |           |
| Pięciozłotówki      |                          | | |         |         |           |
| 616                 | 5 złotych polskich 1816  | | Czapski 3504; Plage 31; Gumowski 2350–1                                                                       | 6       | –       |           |
| 617                 | 5 złotych polskich 1816  | portret cara z włosami w nieładzie | Plage 32 | 10      | –       |           |
| 618                 | 5 złotych polskich 1817  | ogon orła jednorzędowy; głowa cara wypukła; dzioby orłów zamknięte lub otwarte                                                                           | Czapski 3512; Plage 33; Gumowski 2350––2                                                                      | po 6    | –       |           |
| 619                 | 5 złotych polskich 1817  | ogon orła jednorzędowy; głowa cara wypukła; prawy dziób orła zamknięty, lewy dziób orła otwarty                                                          | | 12      | 50      |           |
| 620                 | 5 złotych polskich 1817  | ogon orła dwurzędowy; głowa cara wypukła | Czapski 3513; Plage 34; Gumowski 2350–2 odmiana                                                               | 8       | 75      |           |
| 621                 | 5 złotych polskich 1817  | ogon orła dwurzędowy; głowa cara płaska | Pl 35 | 6       | –       |           |
| 622                 | 5 złotych polskich 1818  | | Czapski 3528; Plage 36; Gumowski 2350–3                                                                       | 15      | –       |           |
| Dziesięciozłotówki  |                          | | |         |         |           |
| 623                 | 10 złotych polskich 1820 | | Czapski 3546; Plage 23; Gumowski 2354–1; Gil i Iljin oraz Wittyg 3 ruble; Schlesinger 12 marek; Hess 18 marek | 25      | –       |           |
| 624                 | 10 złotych polskich 1821 | | Czapski 3555; Plage 24; Gumowski 2354–2; Gil i Iljin 7 rubli; Wittyg 4 ruble                                  | 25      | –       |           |
| 625                 | 10 złotych polskich 1822 | | Czapski 3561; Plage 25; Gumowski 2354–3; Gil i Iljin 6 rubli; Wittyg 3,50 rubla; Hess 25 marek                | 30      | –       |           |
| 626                 | 10 złotych polskich 1823 | | Czapski 3569; Plage 26; Gumowski 2354–4; Gil i Iljin 6 rubli; Wittyg 3 rubla; Hess 18 marek                   | 25      | –       |           |
| 627                 | 10 złotych polskich 1824 | | Czapski 3576; Plage 27; Gumowski 2354–5; Gil i Iljin 15 rubli; Wittyg 5 rubli; Hess 30 marek                  | ?       |         |           |
| 628                 | 10 złotych polskich 1825 | | Czapski 3583; Plage 28; Gumowski 2354–6; Gil i Iljin 10 rubli; Wittyg 4,50 rubla; Hess 15 marek               | ?       |         |           |
| 25 złotych          |                          | | |         |         |           |
| 629                 | 25 złotych polskich 1817 | | Czapski 3511; Plage 11; Gumowski 2357–1; Wittyg 7,50 rubli; Hess 25 marek                                     | 40      | –       |           |
| 630                 | 25 złotych polskich 1818 | bez otoku; rant skośnie ząbkowany | Czapski 3527; Plage 12; Gumowski 2357–2; Wittyg 7,50 rubli; Hess 25 marek                                     |         |         |           |
| 631                 | 25 złotych polskich 1818 | z otokiem; rant pionowo ząbkowany; głowa cara i orzeł mniejsze; ogon orła podobny do pędzla                                                              | Czapski –; Plage 13; Gumowski 2357–3; Wittyg 300 rubli                                                        | ?       |         | R8        |
| 632                 | 25 złotych polskich 1819 | | Czapski 3538; Plage 14; Gumowski 2357–4                                                                       | 50      | –       |           |
| 633                 | 25 złotych polskich 1822 | | Czapski 6037; Plage 15; Gumowski 2357–5; Wittyg 25 rubli                                                      | 125     | –       |           |
| 634                 | 25 złotych polskich 1823 | | Czapski 5359; Plage 16; Gumowski 2357–6; Gil i Iljin oraz Wittyg 25 rubli; Hess 35 marek                      | 100     | –       |           |
| 635                 | 25 złotych polskich 1824 | | Czapski 3575; Plage 17; Gumowski 2357–7                                                                       | 75      | –       | R         |
| 636                 | 25 złotych polskich 1825 | | Czapski 3582; Plage 18; Gumowski 2357–8; Wittyg 15 rubli; Hess 25 marek                                       | 65      | –       | R         |
| 50 złotych          |                          | | |         |         |           |
| 637                 | 50 złotych polskich 1817 | | Czapski 5354; Plage 1; Gumowski 2360–1                                                                        | 80      | –       |           |
| 638                 | 50 złotych polskich 1818 | | Czapski 3526; Plage 2; Gumowski 2360–2                                                                        | 80      | –       |           |
| 639                 | 50 złotych polskich 1819 | bez otoku; rant skośnie ząbkowany | Czapski 5357; Plage 3; Gumowski 2360–3; Gil i Iljin 25 rubli; Wittyg 30 rubli; Hess 45 marek                  | 125     | –       | R         |
| 640                 | 50 złotych polskich 1819 | z otokiem; rant pionowo ząbkowany; po ALEXANDER brak kropki                                                                                              | Czapski 3537; Plage 4; Gumowski 2360–3 odmiana                                                                | 80      | –       |           |
| 641                 | 50 złotych polskich 1819 | z otokiem; rant pionowo ząbkowany; po ALEXANDER kropka                                                                                                   | | 90      | –       |           |
| 642                 | 50 złotych polskich 1820 | po ALEXANDER brak kropki | Czapski 6036; Plage 5; Gumowski 2360–4                                                                        | 100     | –       | R         |
| 643                 | 50 złotych polskich 1820 | po ALEXANDER kropka | | 125     | –       | R         |
| 644                 | 50 złotych polskich 1821 | | Czapski 3554; Plage 6; Gumowski 2360–5                                                                        | 125     | –       | R         |
| 645                 | 50 złotych polskich 1822 | | Czapski 3560; Plage 7; Gumowski 2360–6; Wittyg 18 rubli; Hess 45 marek                                        | 90      | –       |           |
| 646                 | 50 złotych polskich 1823 | | Czapski 6038; Plage 8; Gumowski 5360–7                                                                        | 250     | –       | R3        |

##### Mikołaj I (1826–1856)

###### Napisy polskie
| Nr                  | Moneta                        | Odmiana/opis | Inne katalogi                                                                                            | Wartość | Wartość | Stopień R |
| Nr                  | Moneta                        | Odmiana/opis | Inne katalogi                                                                                            | złotych | groszy  | Stopień R |
| Grosze.             | Grosze.                       | Grosze. | Grosze.                                                                                                  | Grosze. | Grosze. | Grosze.   |
| ------------------- | ----------------------------- | --- | --- | ------- | ------- | --------- |
| 647                 | 1 grosz polski 1826           | Z MIEDZI KRAIOWEY; nowe bicie warszawskie 1858 | Czapski 6039; Plage 219; Gumowski 2320–5; Wittyg 15 rubli; Hess 25 marek                                 | 65      | –       | R3        |
| 648                 | 1 grosz polski 1828           | | Czapski 3627; Plage 220; Gumowski 2321–1                                                                 | –       | 20      |           |
| 649                 | 1 grosz polski 1828           | nowe bicie warszawskie 1858 | Czapski 9983                                                                                             | 4       | –       | R         |
| 650                 | 1 grosz polski 1829           | cyfry roku małe | Czapski 3638; Plage 221; Gumowski 2321–12                                                                | –       | 20      |           |
| 651                 | 1 grosz polski 1829           | cyfry roku małe; nowe bicie warszawskie 1858 | Czapski 9985; Plage 223                                                                                  | 4       | –       | R         |
| 652                 | 1 grosz polski 1829           | cyfry roku duże | Plage 222                                                                                                | –       | 40      |           |
| 653                 | 1 grosz polski 1830 F.H.      | | Czapski 3647; Plage 224; Gumowski 2321–3                                                                 | –       | 20      |           |
| 654                 | 1 grosz polski 1830 F.H.      | nowe bicie warszawskie 1858 | Czapski –; Plage 225                                                                                     | 4       | –       | R         |
| 655                 | 1 grosz polski 1830 K.G.      | rzadko dobrze zachowany | Czapski 6041; Plage 226; Gumowski 2322–1                                                                 | 2       | 50      |           |
| 656                 | 1 grosz polski 1830 K.G.      | nowe bicie warszawskie 1858 | Czapski 9988; Plage 227                                                                                  | 6       | –       | R         |
| 657                 | 1 grosz polski 1831           | | Czapski 3657; Plage 228; Gumowski 2322–2                                                                 | –       | 60      |           |
| 658                 | 1 grosz polski 1831           | nowe bicie warszawskie 1858 | Czapski 9990                                                                                             | 4       | –       | R         |
| 659                 | 1 grosz polski 1832           | | Czapski 3672; Plage 229; Gumowski 2322–3                                                                 | –       | 20      |           |
| 660                 | 1 grosz polski 1832           | nowe bicie warszawskie 1858 | Czapski 7931                                                                                             | 4       | –       | R         |
| 661                 | 1 grosz polski 1832           | dwójka zakręcona, szersza; cyfry roku większe | Plage 230                                                                                                | –       | 60      |           |
| 662                 | 1 grosz polski 1833           | cyfry roku większe lub mniejsze | Czapski 3678; Plage 231; Gumowski 2322–4                                                                 | po 1    | 20      |           |
| 663                 | 1 grosz polski 1833           | nowe bicie warszawskie 1858 | Czapski 7933; Plage 232                                                                                  | 6       | –       | R         |
| 664                 | 1 grosz polski 1834 K.G.      | | Czapski 3686; Plage 233; Gumowski 2322–5                                                                 | 2       | –       |           |
| 665                 | 1 grosz polski 1834 K.G.      | nowe bicie warszawskie 1858 | Czapski 7936                                                                                             | 6       | –       | R         |
| 666                 | 1 grosz polski 1834 I.P.      | | Czapski 5361; Plage 234; Gumowski 2323-1                                                                 | –       | 40      |           |
| 667                 | 1 grosz polski 1834 I.P.      | nowe bicie warszawskie 1858 | Czapski–; Plage 235                                                                                      | 4       | –       | R         |
| 668                 | 1 grosz polski 1835           | linijka górna w cyfrze 5 roku 1835 krótsza lub dłuższa | Czapski 3695; Plage 236; Gumowski 2323–2                                                                 | po –    | 20      |           |
| 669                 | 1 grosz polski 1835           | nowe bicie warszawskie 1858 | Czapski 7938; Plage 238                                                                                  | 4       | –       | R         |
| 670                 | 1 grosz 1835                  | w wieńcu laurowym 5 pęczków; tarcza ze Św. Jerzym bez płaszcza | Czapski 6045; Plage 239; Gumowski 2324–1                                                                 | –       | 80      |           |
| 671                 | 1 grosz 1835                  | w wieńcu laurowym 6 pęczków | Plage 241                                                                                                | 40      | –       | R5        |
| 672                 | 1 grosz 1835                  | w wieńcu laurowym 5 pęczków; tarcza ze Św. Jerzym w płaszczu | Plage 240                                                                                                | 2       | –       |           |
| 673                 | 1 grosz 1836                  | Św. Jerzy bez płaszcza; ogon orła z 5. albo 7. piórami; skrzydła orła zwykłe albo szerokie; tarcza herbowa duża lub mniejsza; 2. lub 3. jagody za 3. lub 4. pęczkiem laurowym                                                     | Czapski 3703; Plage 243; Gumowski 2324–2                                                                 | po –    | 40      |           |
| 674                 | 1 grosz 1836                  | Św. Jerzy w płaszczu; skrzydła orła szerokie; większa tarcza herbowa | Plage 242                                                                                                | 1       | 20      |           |
| 675                 | 1 grosz 1836                  | Św. Jerzy w płaszczu; skrzydła orła szerokie; większa tarcza herbowa (1 żołądź po 1. pęczku dębowym); nowe bicie warszawskie 1858                                                                                                 | Czapski 7940; Plage 244                                                                                  | 4       | –       | R         |
| 676                 | 1 grosz 1837 M.W.             | Św. Jerzy bez płaszcza; litera G w GROSZ z szeryfem; rok zwarty lub szeroki | Czapski 3711; Plage 246; Gumowski 2324–3                                                                 | po –    | 60      |           |
| 677                 | 1 grosz 1837 M.W.             | Św. Jerzy bez płaszcza; litera G w GROSZ bez szeryfa | | –       | 20      |           |
| 678                 | 1 grosz 1837 M.W.             | Św. Jerzy w płaszczu; litera G w GROSZ bez szeryfa; tarcza herbowa mała | | 4       | –       |           |
| 679                 | 1 grosz 1837 M.W.             | Św. Jerzy w płaszczu; litera G w GROSZ bez szeryfa; tarcza herbowa duża | Plage 245                                                                                                | 12      | –       |           |
| 680                 | 1 grosz 1837 M.W.             | litery drobne i cienkie; nowe bicie warszawskie 1858 | Czapski 7942; Plage 248                                                                                  | 4       | –       | R         |
| 681                 | 1 grosz 1837 W.M.             | | Czapski 7943; Plage 247; Gumowski 2324–4 odmiana                                                         | 20      | –       |           |
| 682                 | 1 grosz 1838                  | Św. Jerzy bez płaszcza; litera G w GROSZ z szeryfem | | 1       | –       |           |
| 683                 | 1 grosz 1838                  | Św. Jerzy bez płaszcza; litera G w GROSZ bez szeryfa | | –       | 20      |           |
| 684                 | 1 grosz 1838                  | Św. Jerzy w płaszczu; litera G w GROSZ bez szeryfa | Plage 249                                                                                                | 12      | –       |           |
| 685                 | 1 grosz 1838                  | nowe bicie warszawskie 1858 | Czapski 7945; Plage 251                                                                                  | 4       | –       | R         |
| 686                 | 1 grosz 1839                  | cyfry roku małe | Czapski 3726; Plage 254; Gumowski 2324–6                                                                 | –       | 20      |           |
| 687                 | 1 grosz 1839                  | cyfry roku małe; dodatkowa kropka po GROSZ albo po 1839 | Plage 255; Plage 256                                                                                     | po –    | 40      |           |
| 688                 | 1 grosz 1839                  | cyfry roku małe; dodatkowe kropki po GROSZ i po 1839 | Plage 257                                                                                                | 4       | –       |           |
| 689                 | 1 grosz 1839                  | cyfry roku duże; Św. Jerzy bez płaszcza | | 1       | –       |           |
| 690                 | 1 grosz 1839                  | cyfry roku duże; Św. Jerzy w płaszczu; tarcza herbowa duża lub mała | Plage 252; Plage 253                                                                                     | po 1    | 20      |           |
| 691                 | 1 grosz 1839                  | cyfry roku małe; nowe bicie warszawskie 1858 | Czapski 7948                                                                                             | 4       | –       | R         |
| 692                 | 1 grosz 1840                  | cyfry roku małe | Czapski 3734; Plage 259; Gumowski 2324–7                                                                 | –       | 40      |           |
| 693                 | 1 grosz 1840                  | cyfry roku małe; nowe bicie warszawskie 1858 | | 4       | –       | R         |
| 694                 | 1 grosz 1840                  | cyfry roku małe; średnica większa; z otokiem; nowe bicie warszawskie 1858 | Plage 260; Gumowski 2324–8                                                                               | ?       |         | R8        |
| 695                 | 1 grosz 1840                  | cyfry roku duże | Plage 258                                                                                                | –       | 80      |           |
| 696                 | 1 grosz 1840                  | cyfry roku duże; przebitka roku 1839→1840 | | 3       | –       |           |
| 697                 | 1 grosz 1840                  | bez wieńca na rewersie; orzeł duży | Czapski –; Plage 261; Gumowski 2325–1; Wittyg 30 rubli                                                   | 150     | –       | R7        |
| 698                 | 1 grosz 1840                  | bez wieńca na rewersie; orzeł mały; w miedzi | Czapski –; Plage 262; Gumowski 2325–2; Hess 200 marek                                                    | ?       |         | R8        |
| 699                 | 1 grosz 1840                  | bez wieńca na rewersie; orzeł mały; w srebrze | Gumowski 2325–3                                                                                          | ?       |         | R8        |
| 700                 | 1 grosz 1840                  | bez wieńca na rewersie; na rewersie napis JEDEN GROSZ 1840; orzeł duży | Czapski 7958; Plage 263; Gumowski 2325–4                                                                 | 100     | –       | R6        |
| 701                 | 1 grosz 1840                  | bez wieńca na rewersie; na rewersie napis JEDEN GROSZ 1840; orzeł mały | | ?       |         | R8        |
| 702                 | 1 grosz 1841                  | cyfry roku duże | Czapski 6048; Plage 264; Gumowski 2326–3                                                                 | 6       | –       | R         |
| 703                 | 1 grosz 1841                  | cyfry roku małe; nowe bicie warszawskie 1858 | Plage 265                                                                                                | 12      | –       | R         |
| 704                 | 1 grosz 1841                  | bez wieńca na rewersie; na rewersie napis JEDEN GROSZ 1841 | Czapski 7960; Plage 266; Gumowski 2326–2                                                                 | 100     | –       | R6        |
| 705                 | 1 grosz 1841                  | bez wieńca na rewersie; na rewersie napis IEDEN GROSZ 1841; orzeł duży | Czapski 3740; Plage 267; Gumowski 2326–1; Gill i Iljin oraz Wittyg 30 rubli; Hess 100 marek              | 125     | –       | R6        |
| 706                 | 1 grosz 1841                  | bez wieńca na rewersie; na rewersie napis IEDEN GROSZ 1841; orzeł mały | Czapski 7959; Plage 268; Gil i Iljin 60 rubli                                                            | ?       |         | R6        |
| Trzygroszówki       |                               | | |         |         |           |
| 707                 | 3 grosze polskie 1826         | Z MIEDZI KRAIOWEY; cyfry roku duże; 3. nominału prosta lub pochyła; 6. roku normalna lub zakręcona | Czapski 3610; Plage 161; Gumowski 2328–1                                                                 | po –    | 60      |           |
| 708                 | 3 grosze polskie 1826         | Z MIEDZI KRAIOWEY; cyfry roku małe; nowe bicie warszawskie 1858 | Czapski –; Plage 162                                                                                     | 4       | –       | R         |
| 709                 | 3 grosze polskie 1827 I.B.    | Z MIEDZI KRAIOWEY; cyfry roku duże | Czapski 3618; Plage 164; Gumowski 2328–2                                                                 | –       | 60      |           |
| 710                 | 3 grosze polskie 1827 I.B.    | Z MIEDZI KRAIOWEY; cyfry roku małe; nowe bicie warszawskie 1858 | Czapski –; Plage 165                                                                                     | 4       | –       | R         |
| 711                 | 3 grosze polskie 1827 F.H.    | Z MIEDZI KRAIOWEY; nowe bicie warszawskie 1858 | Czapski 7923; Plage 166; Czapski 2328–3                                                                  | 120     | –       | R5        |
| 712                 | 3 grosze polskie 1827         | | Czapski 3619; Plage 167; Gumowski 2329–1                                                                 | 4       | –       |           |
| 713                 | 3 grosze polskie 1827         | nowe bicie warszawskie 1858 | Czapski 9981; Plage 168                                                                                  | 8       | –       | R         |
| 714                 | 3 grosze polskie 1828         | | Czapski 3626; Plage 169; Gumowski 2329–2                                                                 | –       | 40      |           |
| 715                 | 3 grosze polskie 1828         | nowe bicie warszawskie 1858 | Czapski 9982                                                                                             | 4       | –       | R         |
| 716                 | 3 grosze polskie 1829 F.H.    | | Czapski 3637; Plage 170; Gumowski 2329–3                                                                 | –       | 40      |           |
| 717                 | 3 grosze polskie 1829 F.H.    | nowe bicie warszawskie 1858 | Czapski 9984                                                                                             | 4       | –       | R         |
| 718                 | 3 grosze polskie 1830 F.H.    | | Czapski 3646; Plage 171; Gumowski 2329–4                                                                 | –       | 40      |           |
| 719                 | 3 grosze polskie 1830 F.H.    | nowe bicie warszawskie 1858 | Czapski 9987                                                                                             | 4       | –       | R         |
| 720                 | 3 grosze polskie 1830 K.G.    | | Czapski 7926; Plage 172; Gumowski 2330–1; Gil i Iljin 8 rubli; Wittyg za dobry egzemplarz wyżej 10 rubli | 40      | –       | R3        |
| 721                 | 3 grosze polskie 1831 F.H.    | istnieją falsyfikaty z wlutowaną 1 na trojaku 1830 | Czapski –; Gil i Iljin –; Wittyg –; Gumowski 2329–5                                                      | ?       |         | R8        |
| 722                 | 3 grosze polskie 1831 K.G.    | | Czapski 3656; Plage 173; Gumowski 2330–2                                                                 | 1       | –       |           |
| 723                 | 3 grosze polskie 1831 K.G.    | nowe bicie warszawskie 1858 | Czapski 9989                                                                                             | 4       | –       | R         |
| 724                 | 3 grosze polskie 1832 F.H.    | istnieją falsyfikaty z wlutowaną 2. (zwykłą zamiast zakręconą) na trojaku 1831 r. | Czapski –; Plage 174; Gumowski 2329–6                                                                    | 60      | –       | R5        |
| 725                 | 3 grosze polskie 1832 K.G.    | | Czapski 3671; Plage 175; Gumowski 2330–3                                                                 | 6       | –       |           |
| 726                 | 3 grosze polskie 1832 K.G.    | nowe bicie warszawskie 1858 | | 8       | –       | R         |
| 727                 | 3 grosze polskie 1833         | | Czapski 3677; Plage 176; Gumowski 2330–4                                                                 | –       | 80      |           |
| 728                 | 3 grosze polskie 1833         | nowe bicie warszawskie 1858 | Czapski 7932                                                                                             | 4       | –       | R         |
| 729                 | 3 grosze polskie 1834 K.G.    | | Czapski 7934; Plage 177; Gumowski 2330–5                                                                 | 8       | –       | R         |
| 730                 | 3 grosze polskie 1834 K.G.    | nowe bicie warszawskie 1858 | Czapski 7935                                                                                             | 8       | –       | R         |
| 731                 | 3 grosze polskie 1834 I.P.    | | Czapski 3685; Plage 178; Gumowski 2331–1                                                                 | –       | 40      |           |
| 732                 | 3 grosze polskie 1834 I.P.    | nowe bicie warszawskie 1858 | | 4       | –       | R         |
| 733                 | 3 grosze polskie 1835         | | Czapski 3693; Plage 179; Gumowski 2331–2; Gil i Iljin 3 ruble; Wittyg 2 ruble                            | 10      | –       | R         |
| 734                 | 3 grosze polskie 1835         | nowe bicie warszawskie 1858 | Czapski 9737; Plage 180                                                                                  | 20      | –       | R2        |
| 735                 | 3 grosze 1835                 | ogon orła prosty; Bandkie podaje również orła z ogonem wachlarzowatym | Czapski 3694; Plage 181; Gumowski 2332–1                                                                 | –       | 80      |           |
| 736                 | 3 grosze 1836                 | ogon orła prosty | Czapski 3702; Plage 182; Gumowski 2332–2                                                                 | 1       | 20      |           |
| 737                 | 3 grosze 1836                 | ogon orła wachlarzowaty; nowe bicie warszawskie 1858 | Czapski 7939; Plage 183; Gil i Iljin 3 ruble; Wittyg 2 ruble                                             | 10      | –       | R         |
| 738                 | 3 grosze 1837                 | ogon orła prosty; litera G w GROSZY z szeryfem albo bez | Czapski 3710; Plage 184; Gumowski 2322–3                                                                 | po 1    | 20      |           |
| 739                 | 3 grosze 1837                 | ogon orła wachlarzowaty; nowe bicie warszawskie 1858 | Czapski 7941; Plage 185                                                                                  | 8       | –       | R         |
| 740                 | 3 grosze 1838                 | ogon orła prosty | Czapski 3718; Plage 186; Gumowski 2322–4                                                                 | 1       | 20      |           |
| 741                 | 3 grosze 1838                 | ogon orła wachlarzowaty; nowe bicie warszawskie 1858 | Czapski 7944; Plage 185                                                                                  | 8       | –       | R         |
| 742                 | 3 grosze 1839                 | ogon orła prosty | Czapski 3725; Plage 188; Gumowski 2332–5                                                                 | 1       | 60      |           |
| 743                 | 3 grosze 1839                 | ogon orła wachlarzowaty | Plage 189                                                                                                | 1       | 20      |           |
| 744                 | 3 grosze 1839                 | ogon orła wachlarzowaty; z wieńcem 1840 r. (po 3. pęczku laurowym 1. jagoda zamiast 2., po 4. pęczku laurowym 3 jagody zamiast 2., po 1. pęczku dębowym żołądź na prawo zamiast na lewo, p 5. pęczku dębowym 1 żołądź zamiast 2.) | | 6       | –       |           |
| 745                 | 3 grosze 1839                 | ogon orła wachlarzowaty; z wieńcem 1840 r.; nowe bicie warszawskie 1858 | Czapski 7947; Plage 190                                                                                  | 8       | –       | R         |
| 746                 | 3 grosze 1840 M.W.            | cyfra 3 nominału cieńsza lub grubsza | Czapski 3733; Plage 191; Plage 193; Gumowski 2332-6                                                      | po 2    | –       |           |
| 747                 | 3 grosze 1840 M.W.            | dodatkowa kropka po GROSZE | Czapski 7956; Plage 194                                                                                  | 4       | –       |           |
| 748                 | 3 grosze 1840 M.W.            | dodatkowa kropka po roku 1840 | Czapski 7957; Plage 195                                                                                  | 2       | 40      |           |
| 749                 | 3 grosze 1840 W.W.            | | Plage 192                                                                                                | 20      | –       | R3        |
| 750                 | 3 grosze 1840 M.W.            | nowe bicie warszawskie 1858 | | 4       | –       | R         |
| 751                 | 3 grosze 1840 M.W.            | z wieńcem 1839 roku | | 20      | –       | R3        |
| 752                 | 3 grosze 1841                 | | Czapski 3739; Plage 196; Gumowski 2332–7                                                                 | 3       | –       |           |
| 753                 | 3 grosze 1841                 | nowe bicie warszawskie 1858 | | 8       | –       | R         |
| Pięciogroszówki     |                               | | |         |         |           |
| 754                 | 5 groszy polskich 1826        | litery I.B. małe | Czapski 3609; Plage 122; Gumowski 2333–10                                                                | 1       | 60      |           |
| 755                 | 5 groszy polskich 1826        | litery I.B. duże | Plage 123                                                                                                | 2       | 40      |           |
| 756                 | 5 groszy polskich 1827 I.B.   | | Czapski 3616; Plage 124; Gumowski 2333–11                                                                | 1       | 20      |           |
| 757                 | 5 groszy polskich 1827 F.H.   | cyfry roku 1827 i litery F.H. większe lub mniejsze | Czapski 1617; Plage 125; Plage 126; Gumowski 2334–1                                                      | po 1    | –       |           |
| 758                 | 5 groszy polskich 1827 F.H.   | napis na rewersie większy | Plage 127                                                                                                | 2       | –       |           |
| 759                 | 5 groszy polskich 1828        | | Czapski 3625; Plage 128; Gumowski 2334–2                                                                 | 2       | –       |           |
| 760                 | 5 groszy polskich 1829 F.H.   | cyfry roku duże lub małe | Czapski 3636; Plage 129; Plage 130; Gumowski 2334–3                                                      | po 1    | 60      |           |
| 761                 | 5 groszy polskich 1829 K.G.   | nowe bicie warszawskie 1858 | Czapski –; Plage 131; Gumowski 2335–1; Gil i Iljin 30 rubli                                              | ?       |         | R8        |
| 762                 | 5 groszy polskich 1830        | | Czapski 3649; Plage 132; Gumowski 2334–4                                                                 | 3       | –       |           |
| 763                 | 5 groszy polskich 1831        | | Czapski 3655; Plage 133; Gumowski 2335–2                                                                 | 10      | –       | R         |
| 764                 | 5 groszy polskich 1832        | cyfry roku małe | Czapski 3670; Plage 134; Gumowski 3335–3                                                                 | 30      | –       | R4        |
| 765                 | 5 groszy polskich 1832        | cyfry roku duże | Plage 135; nowe bicie warszawskie 1858 R6                                                                | 60      | –       | R7        |
| 766                 | 5 groszy 1836                 | | Czapski 3701; Plage 136; Gumowski 2336–1                                                                 | 3       | –       |           |
| 767                 | 5 groszy 1838                 | | Czapski 3717; Plage 137; Gumowski 2336–2                                                                 | 4       | –       |           |
| 768                 | 5 groszy 1839                 | Św. Jerzy bez płaszcza | Czapski 3724; Plage 138; Gumowski 2336–3                                                                 | 2       | 40      |           |
| 769                 | 5 groszy 1839                 | Św. Jerzy w płaszczu | | 100     | –       | R6        |
| 770                 | 5 groszy 1840                 | ogon orła szeroki (także w srebrze w jednym ze zbiorów prywatnych w Warszawie) | Czapski 3732; Plage 140; Gumowski 2336–4                                                                 | –       | 40      |           |
| 771                 | 5 groszy 1840                 | ogon orła wąski | Plage 141                                                                                                | 2       | –       |           |
| 772                 | 5 groszy 1840                 | ogon orła wąski; dodatkowa kropka po nominale 5 albo po GROSZY | Czapski 7955; Plage 142; Plage 143                                                                       | po 8    | –       | R         |
| 773                 | 5 groszy 1840                 | ogon orła wąski; dodatkowe kropki po nominale 5 i po GROSZY | | 20      | –       | R2        |
| 774                 | 5 groszy 1841                 | moneta próbna (w jednym ze zbiorów prywatnych w Warszawie) | Czapski –; Plage 145; Gumowski 2336–5; Gil i Iljin 100 rubli                                             |         |         |           |
| 775                 | 5 groszy 1841                 | głowa Aleksandra I; bita w bilonie; moneta próbna; również tylko jednostronna odbitka awersu (w jednym ze zbiorów prywatnych w Warszawie)                                                                                         | Czapski 3738; Plage 146; Gumowski 2337; Gil i Iljin oraz Wittyg 35 rubli                                 | 140     | –       | R8        |
| 776                 | 5 groszy 1841                 | głowa Aleksandra I; bita w srebrze; nowe bicie warszawskie 1858 | |         |         | R7        |
| Dziesięciogroszówki |                               | | |         |         |           |
| 777                 | 10 groszy polskich 1826       | | Czapski 3608; Plage 87; Gumowski 2338–7                                                                  | 2       | 40      |           |
| 778                 | 10 groszy polskich 1827 I.B.  | | Czapski 3614; Plage 88; Gumowski 2338–8                                                                  | 1       | 60      |           |
| 779                 | 10 groszy polskich 1827 F.H.  | | Czapski 3615; Plage 89; Gumowski 2339–1                                                                  | 10      | –       | R         |
| 780                 | 10 groszy polskich 1828       | | Czapski 3624; Plage 90; Gumowski 2339–2                                                                  | 2       | –       |           |
| 781                 | 10 groszy polskich 1830 F.H.  | | Czapski 3643; Plage 91; Gumowski 2339–3                                                                  | 4       | –       |           |
| 782                 | 10 groszy polskich 1830 K.G.  | | Czapski 3644; Plage 92; Gumowski 2340–1                                                                  | 2       | –       |           |
| 783                 | 10 groszy polskich 1831       | | Czapski 3654; Plage 93; Gumowski 2340–2                                                                  | 4       | –       |           |
| 784                 | 10 groszy polskich 1832       | nowe bicie warszawskie 1858 | Czapski 3669; Plage 94; Gumowski 2340–3; Gil i Iljin oraz Wittyg 25 rubli; Hess 65 marek                 | 100     | –       | R6        |
| 785                 | 10 groszy polskich 1833       | nowe bicie warszawskie 1858 | Czapski –; Pl 95; Gumowski 2340–4; Gil i Iljin 30 rubli                                                  | ?       |         | R7        |
| 786                 | 10 groszy 1835                | cyfry roku małe | Czapski 3692; Plage 97; Gumowski 2341–1                                                                  | 1       | 20      |           |
| 787                 | 10 groszy 1835                | cyfry roku duże | Plage 96                                                                                                 | 6       | –       |           |
| 788                 | 10 groszy 1836                | | Czapski 3700; Plage 98; Gumowski 2341–2                                                                  | 1       | 20      |           |
| 789                 | 10 groszy 1837                | ogon orła szeroki i Św. Jerzy w płaszczu | Czapski 3709; Plage 99; Gumowski 2341–3                                                                  | 1       | 20      |           |
| 790                 | 10 groszy 1837                | ogon orła wąski i Św. Jerzy bez płaszcza | Plage 100; Gumowski 2341–3 odmiana                                                                       | 30      | –       |           |
| 791                 | 10 groszy 1838                | ogon orła wąski i Św. Jerzy bez płaszcza; litera G w GROSZY z szeryfem | Czapski 3716; Plage 102; Gumowski 2341–4                                                                 | 2       | 40      |           |
| 792                 | 10 groszy 1838                | ogon orła wąski i Św. Jerzy bez płaszcza; litera G w GROSZY bez szeryfa | | 1       | 20      |           |
| 793                 | 10 groszy 1838                | ogon orła szeroki i Św. Jerzy w płaszczu | Plage 101; Gil i Iljin 30 rubli; Bolcewicz 10 rubli                                                      | ?       |         |           |
| 794                 | 10 groszy 1839                | ogon orła wąski i Św. Jerzy bez płaszcza; litera G w GROSZY z szeryfem albo bez szeryfa | Czapski 3723; Plage 103; Gumowski 2341–5                                                                 | po 1    | 20      |           |
| 795                 | 10 groszy 1840 M.W.           | typ wieńca 1839 roku (bez jagód po 1. pęczku laurowym i z 3. jagodami zamiast 2. po 2. i po 3. pęczku laurowym) | Plage 104                                                                                                | 6       | –       |           |
| 796                 | 10 groszy 1840 M.W.           | typ zwykły (nowy typ wieńca); litera G w GROSZY z szeryfem lub bez szeryfa | Czapski 3731; Plage 106; Gumowski 2341–8                                                                 | –       | 20      |           |
| 797                 | 10 groszy 1840 M.W.           | kropka po nominale 10 albo po GROSZY | Czapski 7952–3; Plage 107; Plage 108                                                                     | po 2    | –       | R         |
| 798                 | 10 groszy 1840 M.W.           | kropka po roku 1840; litera G w GROSZY z szeryfem albo bez szeryfa | Czapski 7954; Plage 109                                                                                  | po 3    | –       |           |
| 799                 | 10 groszy 1840 M.W.           | typ zwykły (nowy typ wieńca); odbitka w miedzi | | 12      |         |           |
| 800                 | 10 groszy 1840 M.W.           | z otokiem perełkowym; odbitka w cynie | Czapski 7951; Plage 110; Gumowski 2341–10                                                                | ?       |         | R8        |
| 801                 | 10 groszy 1840 M.W.           | z otokiem; odbitka w srebrze; w jednym ze zbiorów prywatnych w Warszawie są takie 10 groszy w miedzi bite zupełnie innym stemplem                                                                                                 | Gumowski 2341–9                                                                                          | 200     | –       | R8        |
| 802                 | 10 groszy 1840 M.W.           | bez wieńca na rewersie (w jednym ze zbiorów prywatnych w Warszawie) | | ?       |         | R8        |
| 803                 | 10 groszy 1840 W.W.           | M odwrócone | Plage 106; Gumowski 2341–7                                                                               | 20      | –       | R3        |
| 804                 | 10 groszy 1841                | moneta próbna | Czapski –; Plage 111; Gumowski 2341–8; Gil i Iljin 50 rubli                                              | ?       |         | R8        |
| Złotówki            |                               | | |         |         |           |
| 805                 | 1 złoty polski 1827           | | Czapski 3613; Plage 70; Gumowski 2343                                                                    | 2       | 50      |           |
| 806                 | 1 złoty polski 1828           | | Czapski 3623; Plage 71; Gumowski 2344–1                                                                  | 3       | 75      |           |
| 807                 | 1 złoty polski 1829           | | Czapski 3635; Plage 72; Gumowski 2344–2                                                                  | 2       | 50      |           |
| 808                 | 1 złoty polski 1830           | z kropkami po ZŁO i po POL | Czapski 3642; Plage 73; Gumowski 2344–3                                                                  | 2       | 50      |           |
| 809                 | 1 złoty polski 1830           | bez kropek po ZŁO i po POL | Plage 73 odmiana                                                                                         | 3       | –       |           |
| 810                 | 1 złoty polski 1831           | duża głowa cara | Czapski 3653; Plage 74; Gumowski 2345–2                                                                  | 2       | 50      |           |
| 811                 | 1 złoty polski 1831           | mała głowa cara | Plage 75; Gumowski 2345–1                                                                                | 35      | –       | R         |
| 812                 | 1 złoty polski 1832           | duża głowa cara | Czapski 3667; Plage 76; Gumowski 2345–4                                                                  | 5       | –       |           |
| 813                 | 1 złoty polski 1832           | mała głowa cara | Czapski 3668; Plage 77; Gumowski 2345–3                                                                  | 1       | 50      |           |
| 814                 | 1 złoty polski 1833           | | Plage 78; Gumowski 2345–5                                                                                | 12      | 50      |           |
| 815                 | 1 złoty polski 1833           | litera S w POLS odwrócona | Plage 79                                                                                                 | 25      | –       |           |
| 816                 | 1 złoty polski 1834           | | Czapski 3683; Plage 80; Gumowski 2346                                                                    | 2       | 50      |           |
| Dwuzłotówki         |                               | | |         |         |           |
| 817                 | 2 złote polskie 1826          | | Czapski 3607; Plage 59; Gumowski 2348                                                                    | 7       | 50      |           |
| 818                 | 2 złote polskie 1828          | | Czapski 3622; Plage 60; Gumowski 2349–1                                                                  | 3       | 75      |           |
| 819                 | 2 złote polskie 1830          | | Czapski 3641; Plage 61; Gumowski 2349–2                                                                  | 2       | 50      |           |
| Pięciozłotówki      |                               | | |         |         |           |
| 820                 | 5 złotych polskich 1829       | cyfry roku większe lub mniejsze; z kreską lub bez kreski w ułamku | Czapski 3634; Plage 37; Gumowski 2351–1                                                                  | po 5    | –       |           |
| 821                 | 5 złotych polskich 1830 F.H.  | | Czapski 7925; Plage 38; Gumowski 2351–2                                                                  | 7       | 50      | R         |
| 822                 | 5 złotych polskich 1830 K.G.  | | Czapski 3640; Plage 39; Gumowski 2352–1; Wittyg 1 rubel; Hess 18 marek                                   | 15      | –       |           |
| 823                 | 5 złotych polskich 1831       | | Czapski 3652; Plage 40; Gumowski 2352–2                                                                  | 7       | 50      |           |
| 824                 | 5 złotych polskich 1832       | cyfra 2 roku 1832 zwykła | Czapski 3666; Plage 41; Gumowski 2352–3                                                                  | 7       | 50      |           |
| 825                 | 5 złotych polskich 1832       | cyfra 2 roku 1832 zakręcona | | 8       | 75      |           |
| 826                 | 5 złotych polskich 1833       | | Czapski 3675; Plage 43; Gumowski 2352–4                                                                  | 7       | 50      |           |
| 827                 | 5 złotych polskich 1834 K.G.  | | Czapski 6044; Plage 43; Gumowski 2352–5                                                                  | 12      | 59      | R         |
| 828                 | 5 złotych polskich 1834 I.P.  | | Czapski 3680; Plage 44; Gumowski 2353                                                                    | 5       | –       |           |
| Dziesięciozłotówki  |                               | | |         |         |           |
| 829                 | 10 złotych polskich 1827 F.H. | | Czapski 3612; Plage 30; Gumowski 2356; Gil i Iljin 30 rubli; Wittyg 25 rubli; Hess 75 marek              | 140     | –       |           |
| 830                 | 10 złotych polskich 1827 I.B. | | Czapski 6040; Plage 29; Gumowski 2355; Gil i Iljin 200 rubli; Wittyg 150 rubli                           | od 750  | –       |           |
| 25 złotych          |                               | | |         |         |           |
| 831                 | 25 złotych polskich 1828      | | Czapski 6756; Plage 19; Gumowski 2358–1                                                                  | 125     | –       | R2        |
| 832                 | 25 złotych polskich 1829      | | Czapski 3632; Plage 20; Gumowski 2358–2                                                                  | 50      | –       | R         |
| 833                 | 25 złotych polskich 1832      | | Czapski 3665; Plage 21; Gumowski 2359–1                                                                  | 125     | –       | R         |
| 834                 | 25 złotych polskich 1833      | | Czapski 3674; Plage 22; Gumowski 2359–2                                                                  | 62      | 50      | R         |
| 50 złotych          |                               | | |         |         |           |
| 835                 | 50 złotych polskich 1827      | | Czapski 3611; Plage 9; Gumowski 2361–1                                                                   | 250     | –       | R2        |
| 836                 | 50 złotych polskich 1829      | w czerwonym złocie | Czapski 3632; Plage 10; Gumowski 2361–2                                                                  | 90      | –       | R         |
| 837                 | 50 złotych polskich 1829      | w żółtym złocie | | 125     | –       |           |

###### Napisy polsko-rosyjskie
| Nr                 | Moneta                        | Odmiana/opis | Inne katalogi | Wartość   | Wartość   | Stopień R |
| Nr                 | Moneta                        | Odmiana/opis | Inne katalogi | złotych   | groszy    | Stopień R |
| 10 groszy          | 10 groszy                     | 10 groszy | 10 groszy | 10 groszy | 10 groszy | 10 groszy |
| ------------------ | ----------------------------- | --- | --- | --------- | --------- | --------- |
| 838                | 5 kopiejek–10 groszy 1842     | | Czapski 3746; Plage 420; Gumowski 2370; Gil i Iljin 20 rubli; Wittyg 17,50 rubli; Hess 45 marek                         | 90        | –         | R4        |
| 20 groszy          |                               | | |           |           |           |
| 839                | 10 kopiejek–20 groszy 1842    | | Czapski 3745; Plage 419; Gumowski 2371–4; Gil i Iljin 20 rubli; Wittyg 17,50 rubli; Hess 50 marek                       | 100       | –         | R4        |
| Złotówki           |                               | | |           |           |           |
| 840                | 15 kopiejek–1 złoty 1832      | Św. Jerzy bez płaszcza | Czapski 4238; Plage 398; Gumowski 2372–1                                                                                | 6         | –         |           |
| 841                | 15 kopiejek–1 złoty 1832      | Św. Jerzy bez płaszcza; bez kreski w ułamku | Gumowski 4 ruble | 15        | –         | R         |
| 842                | 15 kopiejek–1 złoty 1832      | Św. Jerzy w płaszczu | Gumowski 15 rubli; Hess 60 marek                                                                                        | 90        | –         | R3        |
| 843                | 15 kopiejek–1 złoty 1833      | z kreską lub bez kreski w ułamku | Czapski 4241; Plage 399; Gumowski 2372–2                                                                                | 4         | –         |           |
| 844                | 15 kopiejek–1 złoty 1834 Н.Г. | | Czapski 4245; Plage 401; Gumowski 2372–3                                                                                | 40        | –         | R2        |
| 845                | 15 kopiejek–1 złoty 1834 M.W. | | Czapski 3684; Plage 400; Gumowski 2373–1                                                                                | 40        | –         | R2        |
| 846                | 15 kopiejek–1 złoty 1835 Н.Г. | | Czapski 4249; Plage 404; Gumowski 2372–4                                                                                | 8         | –         | R         |
| 847                | 15 kopiejek–1 złoty 1835 M.W. | z kropką lub bez po ZŁOTY lub po roku 1835; z kreską lub bez w ułamku                                                                                     | Czapski 3691; Plage 402; Gumowski 2373–2                                                                                | po –      | 80        |           |
| 848                | 15 kopiejek–1 złoty 1835 M.W. | z kropką po ZŁOTY i po roku 1835 | Gil i Iljin 3 ruble | 12        | –         | R         |
| 849                | 15 kopiejek–1 złoty 1836 Н.Г. | | Czapski 4253; Plage 407; Gumowski 2372–5                                                                                | 1         | 40        |           |
| 850                | 15 kopiejek–1 złoty 1836 M.W. | ogon orła z 7. albo 9. piór; kropka lub jej brak po roku 1836; z kreską lub bez w ułamku                                                                  | Czapski 3699; Plage 405; Plage 406; Gumowski 2373–3                                                                     | po 2      | –         |           |
| 851                | 15 kopiejek–1 złoty 1836 M.W. | litera A w ЧИСТАВО bez linijki środkowej | | 6         | –         |           |
| 852                | 15 kopiejek–1 złoty 1836 M.W. | bez rozetek wokół nominału 15 | Gil i Iljin 3 ruble | 12        | –         | R         |
| 853                | 15 kopiejek–1 złoty 1837 Н.Г. | rok 1837 autentyczny lub przerobiony z roku 1836 | Czapski 4257; Plage 409; Gumowski 2372–6                                                                                | po 40     | –         | R4        |
| 854                | 15 kopiejek–1 złoty 1837 M.W. | z kropką lub bez po ZŁOTY i po roku 1837; cyfry roku 1837 duże lub małe                                                                                   | Czapski 3708; Plage 408; Gumowski 2373–4                                                                                | po 1      | 60        |           |
| 855                | 15 kopiejek–1 złoty 1837 M.W. | ogon orła 9. piór | Gil i Iljin 10 rubli; Hess 15 marek                                                                                     | 35        | –         | R3        |
| 856                | 15 kopiejek–1 złoty 1838 Н.Г. | litery Н i Г pionowe | Czapski 4260; Plage 411; Gumowski 2372–7                                                                                | 3         | –         |           |
| 857                | 15 kopiejek–1 złoty 1838 Н.Г. | litery Н i Г ukośne | | 1         | 50        |           |
| 858                | 15 kopiejek–1 złoty 1838 M.W. | bez kropki po roku 1838; z kreską lub bez kreski w ułamku                                                                                                 | Czapski 3715; Plage 410; Gumowski 2373–5                                                                                | 2         | 50        |           |
| 859                | 15 kopiejek–1 złoty 1838 M.W. | z kropką po roku 1838 | Gil i Iljin 3 ruble; Wittyg 60 kopiejek                                                                                 | ?         |           |           |
| 860                | 15 kopiejek–1 złoty 1839 Н.Г. | | Czapski 3722; Plage 413; Gumowski 2372–8                                                                                | 1         | 60        |           |
| 861                | 15 kopiejek–1 złoty 1839 M.W. | z kropką po roku 1839 | Czapski 3715; Plage 412; Gumowski 2373–6                                                                                | 1         | 20        |           |
| 862                | 15 kopiejek–1 złoty 1839 M.W. | bez kropki po roku 1839 | Gil i Iljin 3 ruble; Wittyg 60 kopiejek                                                                                 | ?         |           |           |
| 863                | 15 kopiejek–1 złoty 1840 Н.Г. | z kreską lub bez kreski w ułamku | Czapski 4246; Plage 416; Gumowski 2372–9                                                                                | 12        | –         | R         |
| 864                | 15 kopiejek–1 złoty 1840 Н.Г. | ZLOTY zamiast ZŁOTY | Gil i Iljin 10 rubli | 40        | –         | R4        |
| 865                | 15 kopiejek–1 złoty 1840 M.W. | bez kropki po roku 1840 | Czapski 3730; Plage 414; Gumowski 2373–7                                                                                | 1         | 60        |           |
| 866                | 15 kopiejek–1 złoty 1840 M.W. | z kropką po roku 1840 | Plage 415; Gil i Iljin 3 ruble; Wittyg 1 rubel                                                                          | 8         | –         | R         |
| 867                | 15 kopiejek–1 złoty 1841 Н.Г. | | Czapski 6167; Plage 418; Gumowski 2372–10; Gil i Iljin 40 rubli; Wittyg?; Bolcewicz 25 rubli                            | 100       | –         | R2        |
| 868                | 15 kopiejek–1 złoty 1841 M.W. | | Czapski 5364; Plage 417; Gumowski 2373–8; Gil i Iljin 4 ruble; Wittyg 3 ruble                                           | 15        | –         | R         |
| 40 groszy          |                               | | |           |           |           |
| 869                | 20 kopiejek–40 groszy 1842    | | Czapski 3744; Plage 389; Gumowski 2374–1                                                                                | 3         | –         |           |
| 870                | 20 kopiejek–40 groszy 1843    | | Czapski 3751; Plage 390; Gumowski 2374–2                                                                                | 3         | –         |           |
| 871                | 20 kopiejek–40 groszy 1844    | | Czapski 6051; Plage 391; Gumowski 2374–3                                                                                | 4         | –         |           |
| 872                | 20 kopiejek–40 groszy 1845    | | Czapski 3760; Plage 392; Gumowski 2374–4                                                                                | 4         | –         |           |
| 873                | 20 kopiejek–40 groszy 1846    | | Czapski –; Plage 393; Gumowski 2374–5; Gil i Iljin 100 rubli                                                            | ?         |           | R9        |
| 874                | 20 kopiejek–40 groszy 1848    | | Czapski 3771; Plage 394; Gumowski 2374–6                                                                                | 6         | –         |           |
| 875                | 20 kopiejek–40 groszy 1850    | wieniec związany pojedynczą wstążką | Czapski 3778; Plage 395; Gumowski 2374–7                                                                                | 3         | –         |           |
| 876                | 20 kopiejek–40 groszy 1850    | wieniec związany podwójną wstążką | Plage 397 | 2         | –         |           |
| 877                | 20 kopiejek–40 groszy 1850    | wieniec związany podwójną wstążką, przy wstążce dodatkowa jagoda i żołądź                                                                                 | Plage 396 | 1         | 60        |           |
| 50 groszy          |                               | | |           |           |           |
| 878                | 25 kopiejek–50 groszy 1842    | Św. Jerzy w płaszczu lub bez płaszcza | Czapski 3743; Plage 381; Gumowski 2375–1                                                                                | po 4      | –         |           |
| 879                | 25 kopiejek–50 groszy 1843    | | Czapski 3750; Plage 382; Gumowski 2375–2                                                                                | 4         | –         |           |
| 880                | 25 kopiejek–50 groszy 1844    | | Czapski 6050; Plage 383; Gumowski 2375–3                                                                                | 20        | –         | R6        |
| 881                | 25 kopiejek–50 groszy 1845    | | Czapski 3759; Plage 384; Gumowski 2375–4                                                                                | 4         | –         |           |
| 882                | 25 kopiejek–50 groszy 1846    | | Czapski 3765; Plage 385; Gumowski 2375–5                                                                                | 2         | –         |           |
| 883                | 25 kopiejek–50 groszy 1847    | | Czapski 3768; Plage 386; Gumowski 2375–6                                                                                | 2         | –         |           |
| 884                | 25 kopiejek–50 groszy 1848    | | Czapski 3770; Plage 387; Gumowski 2375–7                                                                                | 3         | –         |           |
| 885                | 25 kopiejek–50 groszy 1850    | | Czapski 3777; Plage 388; Gumowski 2375–8                                                                                | 2         | –         |           |
| Dwuzłotówki        |                               | | |           |           |           |
| 886                | 30 kopiejek–2 złote 1834      | z kropką lub bez po ДОЛИ | Czapski 3682; Plage 371; Gumowski 2376–1; Wittyg 5 rubli; Hess 20 marek                                                 | po 25     | –         |           |
| 887                | 30 kopiejek–2 złote 1835      | rok 1835 zwarty lub szeroki; szóstka zwykła lub zakręcona (?)                                                                                             | Czapski 3690; Plage 372; Gumowski 2376–2                                                                                | po 2      | 50        |           |
| 888                | 30 kopiejek–2 złote 1836      | szóstka roku 1836 zwykła lub zakręcona; rok 1836 duży lub mały                                                                                            | Czapski 3698; Plage 373; Plage 374; Gumowski 2376–3                                                                     | po 2      | 25        |           |
| 889                | 30 kopiejek–2 złote 1837      | ogon orła długi i szeroki albo krótki i wąski; rok 1837 duży lub mały                                                                                     | Czapski 3707; Plage 375; Plage 376; Gumowski 2376–4                                                                     | po 3      | 75        |           |
| 890                | 30 kopiejek–2 złote 1837      | bez kreski w ułamku | Gil i Iljin 3 ruble | 10        | –         |           |
| 891                | 30 kopiejek–2 złote 1838      | ogon orła szeroki (długi) albo wąski (krótki) | Czapski 3714; Plage 377; Gumowski 2376–5                                                                                | 2         | 25        |           |
| 892                | 30 kopiejek–2 złote 1839      | środkowe pióro ogona orła zwykłe (niewystające) lub dłuższe (wystające); rok 1839 zwarty lub szeroki                                                      | Czapski 3721; Plage 378; Gumowski 2376–6                                                                                | po 1      | 75        |           |
| 893                | 30 kopiejek–2 złote 1839      | bez kreski w ułamku | Gil i Iljin 3 ruble; Wittyg 1 rubel                                                                                     | 10        | –         |           |
| 894                | 30 kopiejek–2 złote 1840      | środkowe pióro ogona orła zwykłe (niewystające) lub dłuższe (wystające); brak kropki po roku 1840                                                         | Czapski 3729; Plage 379; Gumowski 2376–7                                                                                | po 3      | –         |           |
| 895                | 30 kopiejek–2 złote 1840      | kropka po roku 1840 | Gil i Iljin 3 ruble; Wittyg 1,50 rubla                                                                                  | 12        | 50        |           |
| 896                | 30 kopiejek–2 złote 1841      | środkowe pióro ogona orła zwykłe (niewystające) lub dłuższe (wystające); brak kropki po roku 1841                                                         | Czapski 3737; Plage 380; Gumowski 2376–8                                                                                | po 5      | –         |           |
| 897                | 30 kopiejek–2 złote 1841      | kropka po roku 1841 | Gil i Iljin 3 ruble | 15        | –         |           |
| Pięciozłotówki     |                               | | |           |           |           |
| 898                | ¾ rubla–5 złotych 1833        | rok 1833 zwarty lub szeroki | Czapski 4240; Plage 343; Gumowski 2377–1                                                                                | 7         | 50        |           |
| 899                | ¾ rubla–5 złotych 1833        | po 2. pęczku laurowym 2. jagody zamiast 1. albo po 1. pęczku dębu 2 żołędzie zamiast 3.                                                                   | Plage 344 | 12        | 50        |           |
| 900                | ¾ rubla–5 złotych 1834 Н.Г.   | | Czapski 4241; Plage 347; Gumowski 2277–2                                                                                | 10        | –         |           |
| 901                | ¾ rubla–5 złotych 1834 M.W.   | z kropką lub bez po roku 1834 | Czapski 3681; Plage 346; Gumowski 2378–1; Hess 10 marek                                                                 | po 15     | –         |           |
| 902                | ¾ rubla–5 złotych 1835 Н.Г.   | ogon orła z 11. piór; kropka lub bez kropki po roku 1835                                                                                                  | Czapski 4248; Plage 349; Gumowski 2377–3                                                                                | po 10     | –         |           |
| 903                | ¾ rubla–5 złotych 1835 Н.Г.   | ogon orła z 9. piór | Plage 350 | 12        | 50        |           |
| 904                | ¾ rubla–5 złotych 1835 M.W.   | cyfry roku 1835 duże | Czapski 3689; Plage 348; Gumowski 2378–2                                                                                | 7         | 50        |           |
| 905                | ¾ rubla–5 złotych 1835 M.W.   | cyfry roku 1835 małe; bez kropki po roku 1835 | | 6         | 25        |           |
| 906                | ¾ rubla–5 złotych 1835 M.W.   | cyfry roku 1835 małe; kropka po roku 1835 | Gil i Iljin 3 ruble | 15        | –         |           |
| 907                | ¾ rubla–5 złotych 1836 Н.Г.   | ogon orła z 11. piór | Czapski 4252; Plage 354; Gumowski 2377–4; Gil i Iljin 3 ruble; Wittyg 2 ruble; Hess 12 marek                            | 15        | –         |           |
| 908                | ¾ rubla–5 złotych 1836 Н.Г.   | ogon orła z 9. piór | Plage 355 | 8         | 75        |           |
| 909                | ¾ rubla–5 złotych 1836 M.W.   | ogon orła z 11. piór; po 5. pęczku laurowym 2. lub 3 jagody                                                                                               | Czapski 3697; Plage 352; Gumowski 2378–3                                                                                | 7         | 25        |           |
| 910                | ¾ rubla–5 złotych 1836 M.W.   | ogon orła z 11. piór; po 5. pęczku laurowym 2. lub 3 jagody; bez kropek w napisie na rewersie                                                             | Plage 351; Gil i Iljin 3 ruble; Wittyg 1,25 rubla                                                                       | 10        | –         |           |
| 911                | ¾ rubla–5 złotych 1836 M.W.   | ogon orła z 9. piór; po 5. pęczku laurowym 2. lub 3 jagody                                                                                                | Plage 353 | 7         | 25        |           |
| 912                | ¾ rubla–5 złotych 1837 Н.Г.   | ogon orła z 11. piór; po 1. pęczku dębowym 3 żołędzie | Czapski 4256; Plage 358; Gumowski 2377–5; Gil i Iljin 7 rubli; Hess 15 marek                                            | 30        | –         |           |
| 913                | ¾ rubla–5 złotych 1837 Н.Г.   | ogon orła z 11. piór; po 1. pęczku dębowym 1 żołądź | Gil i Iljin 10 rubli; Hess 20 marek                                                                                     | 40        | –         |           |
| 914                | ¾ rubla–5 złotych 1837 Н.Г.   | ogon orła z 9. piór | Plage 359 | 10        | –         |           |
| 915                | ¾ rubla–5 złotych 1837 M.W.   | ogon orła z 11. piór | Gil i Iljin 10 rubli; Hess 20 marek                                                                                     | 40        | –         |           |
| 916                | ¾ rubla–5 złotych 1837 M.W.   | ogon orła z 9. piór; po 5. pęczku laurowym 2. lub 3 jagody; rok 1837 duży lub mały; 7 roku 1837 różnych kształtów; kropka po roku 1837                    | Czapski 3706; Plage 356; Plage 357; Gumowski 2378–4                                                                     | po 7      | 50        |           |
| 917                | ¾ rubla–5 złotych 1837 M.W.   | ogon orła z 9. piór; po 5. pęczku laurowym 2. jagody; brak kropki po roku 1837                                                                            | Gil i Iljin 3 ruble; Wittyg 2,50 rubla                                                                                  | 12        | 50        |           |
| 918                | ¾ rubla–5 złotych 1837 M.W.   | ogon orła z 9. piór; po 5. pęczku laurowym 2. jagody; brak kropki po roku 1837; brak kreski w ułamku ¾                                                    | Gil i Iljin 5 rubli; Wittyg 3 ruble                                                                                     | 20        | –         |           |
| 919                | ¾ rubla–5 złotych 1838 Н.Г.   | | Czapski 6160; Plage 362; Gumowski 2377–6; Gil i Iljin 75 rubli; Wittyg?; Hess 200 marek                                 | od 375    | –         | R7        |
| 920                | ¾ rubla–5 złotych 1838 M.W.   | po 5. pęczku laurowym 3 jagody; rok 1838 duży lub mały | Czapski 3713; Plage 391; Gumowski 2378–5                                                                                | po 5      | –         |           |
| 921                | ¾ rubla–5 złotych 1838 M.W.   | po 5. pęczku laurowym 2 jagody; rok 1838 duży lub mały | Plage 350 | 7         | 50        |           |
| 922                | ¾ rubla–5 złotych 1839 Н.Г.   | | Czapski 6162; Plage 364; Gumowski 2377–4; Gil i Iljin 75 rubli; Wittyg?; Hess 200 marek                                 | od 375    | –         | R7        |
| 923                | ¾ rubla–5 złotych 1839 M.W.   | rok 1839 duży lub mały | Czapski 3720; Plage 363; Gumowski 2378–6                                                                                | po 5      | –         |           |
| 924                | ¾ rubla–5 złotych 1840 Н.Г.   | | Czapski 6164; Plage 367; Gumowski 2377–8; Gil i Iljin 75 rubli; Wittyg?; Hess 225 marek                                 | od 375    | –         | R7        |
| 925                | ¾ rubla–5 złotych 1840 M.W.   | ogon orła z 9. piór; rok 1840 mały | Czapski 10417; Plage 365; Gumowski 2378–9                                                                               | 5         | –         |           |
| 926                | ¾ rubla–5 złotych 1840 M.W.   | ogon orła z 9. piór; rok 1840 duży; wieniec związany nową wstążką (wygiętą)                                                                               | Czapski 3728; Gil i Iljin 3 ruble                                                                                       | 15        | –         |           |
| 927                | ¾ rubla–5 złotych 1840 M.W.   | ogon orła z 9. piór; rok 1840 duży; wieniec związany wstążką z lat ubiegłych (nie wygięta)                                                                | | 7         | 50        |           |
| 928                | ¾ rubla–5 złotych 1840 M.W.   | ogon orła dwurzędowy (nowy); rok 1840 duży | Plage 336 | 12        | 50        |           |
| 929                | ¾ rubla–5 złotych 1840 M.W.   | ogon orła dwurzędowy (nowy); rok 1840 mały | Gil i Iljin 3 ruble | 15        | –         |           |
| 930                | ¾ rubla–5 złotych 1841 Н.Г.   | | Czapski 6166; Plage 370; Gumowski 2377–9; Gil i Iljin 75 rubli                                                          | od 375    | –         | R7        |
| 931                | ¾ rubla–5 złotych 1841 M.W.   | ogon orła z 9. piór; rok 1841 duży | Czapski 3736; Plage 368; Gumowski 2378–8                                                                                | 10        | –         |           |
| 932                | ¾ rubla–5 złotych 1841 M.W.   | ogon orła z 9. piór; rok 1841 mały | Gil i Iljin 3 ruble | 15        | –         |           |
| 933                | ¾ rubla–5 złotych 1841 M.W.   | ogon orła dwurzędowy (nowy); rok 1841 mały | Plage 369 | 5         | –         |           |
| 934                | ¾ rubla–5 złotych 1841 M.W.   | ogon orła dwurzędowy (nowy); rok 1841 duży | Gil i Iljin 3 ruble | 15        |           |           |
| 935                | ¾ rubla–5 złotych 1841 M.W.   | ogon orła dwurzędowy (nowy); rok 1841 mały; bez kropek w napisie na rewersie                                                                              | | 7         | 50        |           |
| Dziesięciozłotówki |                               | | |           |           |           |
| 936                | 1½ rubla–10 złotych 1833      | po 7. pęczku laurowym 2. lub 3 jagody | Czapski 4239; Plage 313; Gumowski 2379–1; Wittyg 2,50 ruble; Hess 15 marek                                              | po 20     | –         |           |
| 937                | 1½ rubla–10 złotych 1834      | po 1. pęczku laurowym 1 jagoda, a po 7. pęczku laurowym 1., 2. lub 3 jagody albo po 1. pęczku laurowym 2. jagody, a po 7. pęczku laurowym 2. lub 3 jagody | Czapski 4243; Plage 314–317; Gumowski 2379–2; Gil i Iljin 3–5 rubli; Hess 15 marek                                      | po 15     | –         |           |
| 938                | 1½ rubla–10 złotych 1834      | po 1. pęczku laurowym 2 jagody, a po 7. pęczku laurowym 3 jagody; po 1. pęczku dębowym 2 żołędzie zamiast 1.                                              | Gil i Iljin 10 rubli | 50        | –         |           |
| 939                | 1½ rubla–10 złotych 1835 Н.Г. | po 3. i 4. pęczku laurowym 1 jagoda albo po 3. pęczku laurowym 2. jagody, a po 4. pęczku laurowym 1. lub 2. jagody                                        | Czapski 4247; Plage 321–323; Gumowski 2379–3                                                                            | po 12     | 50        |           |
| 940                | 1½ rubla–10 złotych 1835 M.W. | | Czapski 3688; Plage 320; Gumowski 2380–1                                                                                | 15        | –         |           |
| 941                | 1½ rubla–10 złotych 1835      | rubel familijny, na awersie i rewersie napis Р.П.УТКИНЪ                                                                                                   | Gil i Iljin oraz Wittyg 150 rubli; Hess 450 marek                                                                       | 825       | –         | R5        |
| 942                | 1½ rubla–10 złotych 1836 Н.Г. | po 3. i 4. pęczku laurowym 1 lub 2. jagody | Czapski 4251; Plage 328; Gumowski 2379–4                                                                                | po 12     | 50        |           |
| 943                | 1½ rubla–10 złotych 1836 Н.Г. | po 1. pęczku laurowym 2. jagody, a po 1. pęczku dębowym 2 żołędzie zamiast 1.                                                                             | Plage 327; Gil i Iljin 3 ruble                                                                                          | 15        | –         |           |
| 944                | 1½ rubla–10 złotych 1836 M.W. | rok 1836 duży z kropką lub bez po roku albo rok 1836 mały, szóstka roku równa lub pochylona lub zakręcona, z kreską lub bez kreski ułamkowej              | Czapski 3696; Plage 327; Gumowski 2380–2                                                                                | po 12     | 50        |           |
| 945                | 1½ rubla–10 złotych 1836 M.W. | rok 1836 mały, po 1. pęczku dębowym 2 żołędzie zamiast 1.                                                                                                 | Gil i Iljin 8 rubli | 40        | –         |           |
| 946                | 1½ rubla–10 złotych 1836      | rubel familijny, na awersie napis Р.П.УТКИНЪ; głowy na rewersie bez obwódek                                                                               | Czapski 8298; Plage 329; Gumowski 2382–1; Gil i Iljin 100 rubli; Wittyg 75 rubli; Schlesinger 150 marek; Hess 350 marek | od 470    | –         | R2        |
| 947                | 1½ rubla–10 złotych 1836      | rubel familijny, na awersie napis П.У. | Czapski 8299; Plage 330; Gumowski 2382–2; Gil i Iljin 50 rubli; Wittyg 35 rubli; Schlesinger 75 marek; Hess 100 marek   | od 190    | –         |           |
| 948                | 1½ rubla–10 złotych 1836      | rubel familijny bez napisów Р.П.УТКИНЪ ani П.У. | Czapski –; Plage 331; Gumowski 2382–3; Gil i Iljin 250 rubli; Wittyg?; Hess 900 marek                                   | od 1500   | –         | R8        |
| 949                | 1½ rubla–10 złotych 1837 Н.Г. | | Czapski 4255; Plage 334; Gumowski 2379–5; Wittyg 3,50 rubla; Schlesinger 8 marek; Hess 10 marek                         | 18        | 50        |           |
| 950                | 1½ rubla–10 złotych 1837 Н.Г. | przebitka roku 1836-1837 | | 20        | –         |           |
| 951                | 1½ rubla–10 złotych 1837 M.W. | po 5. pęczku laurowym 2. lub 3 jagody; cyfry roku 1837 duże lub mniejsze; cyfra 7 roku 1837 zwykła lub wykrzywiona                                        | Czapski 3705; Plage 332; Gumowski 2380–3                                                                                | po 12     | 50        |           |
| 952                | 1½ rubla–10 złotych 1837 M.W. | brak kropki po roku 1837 lub brak kreski w ułamku ½ | | 15        | –         |           |
| 953                | 1½ rubla–10 złotych 1837 M.W. | małe cyfry roku 1837 | Gil i Iljin 3 ruble; Hess 12 marek                                                                                      | 18        | –         |           |
| 954                | 1½ rubla–10 złotych 1838 Н.Г. | | Czapski 4259; Plage 336; Gumowski 2379–6; Wittyg 30 rubli; Bolcewicz 75 rubli; Hess 200 marek                           | od 300    | –         | R7        |
| 955                | 1½ rubla–10 złotych 1838 M.W. | | Czapski 5362; Plage 335; Gumowski 2380–4; Gil i Iljin 12 rubli; Wittyg 10 rubli; Hess 15 marek                          | 50        | –         | R         |
| 956                | 1½ rubla–10 złotych 1839 Н.Г. | | Czapski 6161; Plage 338; Gumowski 2379–7; Gil i Iljin 72 marki; Wittyg?                                                 | od 375    | –         | R7        |
| 957                | 1½ rubla–10 złotych 1839 M.W. | | Czapski 5363; Plage 337; Gumowski 2380–5                                                                                | 30        | –         | R         |
| 958                | 1½ rubla–10 złotych 1840 Н.Г. | | Czapski 6163; Plage 340; Gumowski 2379–8; Gil i Iljin 75 rubli; Hess 200 marek                                          | od 380    | –         | R7        |
| 959                | 1½ rubla–10 złotych 1840 Н.Г. | przebitka cyfr roku 1839–>1840 | | ?         |           | R7        |
| 960                | 1½ rubla–10 złotych 1840 M.W. | | Czapski 3727; Plage 339; Gumowski 2380–6                                                                                | 15        | –         |           |
| 961                | 1½ rubla–10 złotych 1841 Н.Г. | | Czapski 6165; Plage 342; Gumowski 2379–9; Gil i Iljin 50 rubli; Hess 140 marek                                          | od 265    | –         | R6        |
| 962                | 1½ rubla–10 złotych 1841 M.W. | | Czapski 3735; Gumowski 2380–7                                                                                           | 12        | 50        |           |
| 20 złotych         |                               | | |           |           |           |
| 963                | 3 ruble–20 złotych 1834 П.Д.  | | Czapski 4242; Plage 299; Gumowski 2384–1; Wittyg 5,50 rubla; Hess 25 marek                                              | 35        | –         |           |
| 964                | 3 ruble–20 złotych 1834 M.W.  | | Czapski 3679; Plage 298; Gumowski 2383–1; Gil i Iljin 25 rubli; Schlesinger 50 marek; Hess 120 marek                    | 150       | –         |           |
| 965                | 3 ruble–20 złotych 1835 П.Д.  | | Czapski 4246; Plage 301; Gumowski 2384–2; Wittyg 5,50 rubla; Hess 20 marek                                              | 30        | –         |           |
| 966                | 3 ruble–20 złotych 1835 M.W.  | | Czapski 3687; Plage 300; Gumowski 2383–2; Gil i Iljin oraz Wittyg 25 rubli; Schlesinger 30 marek; Hess 100 marek        | 125       | –         |           |
| 967                | 3 ruble–20 złotych 1836 П.Д.  | | Czapski 4250; Plage 303; Gumowski 2384–3; Wittyg 5,50 rubla; Hess 25 marek                                              | 30        | –         |           |
| 968                | 3 ruble–20 złotych 1836 M.W.  | | Czapski 6046; Plage 302; Gumowski 2383–3; Gil i Iljin 20 rubli; Wittyg 25 rubli; Hess 100 marek                         | 125       | –         |           |
| 969                | 3 ruble–20 złotych 1837 П.Д.  | | Czapski 4254; Plage 305; Gumowski 2384–4; Wittyg 5,50 rubla; Hess 25 marek                                              | 30        | –         |           |
| 970                | 3 ruble–20 złotych 1837 M.W.  | | Czapski 3704; Plage 304; Gumowski 2383–4; Gil i Iljin oraz Wittyg 40 rubli; Schlesinger 80 marek; Hess 100 marek        | 200       | –         | R         |
| 971                | 3 ruble–20 złotych 1838 П.Д.  | | Czapski 4258; Plage 307; Gumowski 2384–5                                                                                | 30        | –         |           |
| 972                | 3 ruble–20 złotych 1838 M.W.  | | Czapski 3712; Plage 306; Gumowski 2383–5; Gil i Iljin oraz Wittyg 75 rubli; Schlessinger 150 marek; Hess 300 marek      | 425       | –         | R2        |
| 973                | 3 ruble–20 złotych 1839 А.Ч.  | | Czapski 4261; Plage 309; Gumowski 2385–1; Wittyg 6 rubli; Hess 25 marek                                                 | 40        | –         |           |
| 974                | 3 ruble–20 złotych 1839 M.W.  | | Czapski 6047; Plage 308; Gumowski 2383–6; Gil i Iljin oraz Wittyg 100 rubli                                             | 500       | –         | R3        |
| 975                | 3 ruble–20 złotych 1840 А.Ч.  | | Czapski 4263; Plage 311; Gumowski 2385–2; Gil i Iljin 20 rubli; Wittyg 25 rubli; Hess 70 marek                          | 120       | –         |           |
| 976                | 3 ruble–20 złotych 1840 M.W.  | | Czapski –; Plage 310; Gumowski 2383–7; Gil i Iljin 150 rubli; Wittyg 250 rubli; Hess 250 marek                          | 800       | –         | R7        |
| 977                | 3 ruble–20 złotych 1841 А.Ч.  | | Czapski –; Plage 312; Gumowski 2385–3; Gil i Iljin 200 rubli; Wittyg?; Hess 600 marek                                   | 1100      | –         | R8        |

###### Napisy rosyjskie
| Nr           | Moneta                       | Odmiana/opis | Inne katalogi                                                                                | Wartość  | Wartość  | Stopień R |
| Nr           | Moneta                       | Odmiana/opis | Inne katalogi                                                                                | złotych  | groszy   | Stopień R |
| Połuszki     | Połuszki                     | Połuszki | Połuszki                                                                                     | Połuszki | Połuszki | Połuszki  |
| ------------ | ---------------------------- | --- | -------------------------------------------------------------------------------------------- | -------- | -------- | --------- |
| 978          | połuszka 1850 B.M.           | | Czapski 5365; Plage 530; Gumowski 2386–1                                                     | 4        | –        |           |
| 979          | połuszka 1851 B.M.           | | Czapski 3789; Plage 531; Gumowski 2386–2                                                     | 4        | –        |           |
| 980          | połuszka 1852 B.M.           | rok 1852 szeroki; B.M. zwarte                                                                                       | Czapski 3795; Plage 532; Gumowski 2386–3                                                     | 4        | –        |           |
| 981          | połuszka 1852 B.M.           | rok 1852 zwarty; B.M. szerokie                                                                                      | Plage 533                                                                                    | 6        | –        |           |
| 982          | połuszka 1853 B.M.           | | Plage 534; Gumowski 2386–4                                                                   | 12       | –        |           |
| Dienieżki    |                              | |                                                                                              |          |          |           |
| 983          | dienieżka 1850 B.M.          | | Czapski 3782; Plage 512; Gumowski 2388–1                                                     | –        | 40       |           |
| 984          | dienieżka 1851 B.M.          | | Czapski 3788; Plage 513; Gumowski 2388–2                                                     | 1        | –        |           |
| 985          | dienieżka 1852 B.M.          | rok 1852 szeroki; B.M. zwarte                                                                                       | Czapski 3794; Plage 515; Gumowski 2388–3                                                     | 1        | –        |           |
| 986          | dienieżka 1852 B.M.          | rok 1852 zwarty; B.M. szerokie                                                                                      | Plage 514                                                                                    | 2        | –        |           |
| 987          | dienieżka 1853 B.M.          | | Czapski 3799; Plage 516; Gumowski 2388–4                                                     | 1        | –        |           |
| 988          | dienieżka 1854 B.M.          | | Czapski 3804; Plage 517; Gumowski 2388–5                                                     | 1        | 60       |           |
| 989          | dienieżka 1855 B.M.          | | Czapski 3808; Plage 518; Gumowski 2388–6                                                     | –        | 60       |           |
| Pół kopiejki |                              | |                                                                                              |          |          |           |
| 990          | ½ kopiejki srebrem 1848 M.W. | cyfry roku 1848 małe                                                                                                | Czapski 3774; Plage 510; Gumowski 2387; Gil i Iljin oraz Wittyg 10 rubli; Hess 25 marek      | 45       | –        | R3        |
| 991          | ½ kopiejki srebrem 1848 M.W. | cyfry roku 1848 duże                                                                                                | Plage 511; Gil i Iljin 20 rubli                                                              | 80       | –        | R5        |
| Kopiejki     |                              | |                                                                                              |          |          |           |
| 992          | kopiejka 1850 B.M.           | | Czapski 3781; Plage 495; Gumowski 2389–1                                                     | 8        | –        |           |
| 993          | kopiejka 1851 B.M.           | | Czapski 3787; Plage 496; Gumowski 2389–2                                                     | –        | 60       |           |
| 994          | kopiejka 1852 B.M.           | | Czapski 3793; Plage 497; Gumowski 2389–3                                                     | 1        | 20       |           |
| 995          | kopiejka 1853 B.M.           | | Czapski 3798; Plage 498; Gumowski 2389–4                                                     | 1        | –        |           |
| 996          | kopiejka 1855 B.M.           | | Czapski 3807; Plage 499; Gumowski 2389–5; Gil i Iljin 2 ruble; Wittyg 1 rubel                | 6        | –        |           |
| 997          | kopiejka 1856 B.M.           | | Czapski 3809; Plage 501; Gumowski 2389–6. Pośmiertna; Gil i Iljin 40 rubli                   | 120      | –        |           |
| 2 kopiejki   |                              | |                                                                                              |          |          |           |
| 998          | 2 kopiejki srebrem 1848 M.W. | kropka po roku 1848                                                                                                 | Czapski 3773; Plage 479; Gumowski 2390; Gil i Iljin 15 rubli; Wittyg 12 rubli; Hess 45 marek | 65       | –        | R5        |
| 999          | 2 kopiejki srebrem 1848 M.W. | bez kropki po roku 1848                                                                                             | Gil i Iljin 20 rubli; Wittyg 15 rubli                                                        | 70       | –        | R5        |
| 1000         | 2 kopiejki 1850 B.M.         | | Czapski 3780; Plage 380; Gumowski 2391–1                                                     | 12       | –        |           |
| 1001         | 2 kopiejki 1851 B.M.         | również bez kropki po roku, bardziej pospolite                                                                      | Czapski 3786; Plage 481; Gumowski 2391–2; Gil i Iljin 2 ruble; Wittyg 50 kopiejek            | 5        | –        |           |
| 1002         | 2 kopiejki 1852 B.M.         | | Czapski 3792; Plage 482; Gumowski 2391–3; Gil i Iljin 2 ruble; Wittyg 50 kopiejek            | 5        | –        |           |
| 1003         | 2 kopiejki 1853 B.M.         | | Czapski 7964; Plage 483; Gumowski 2391–4; Gil i Iljin 150 rubli                              | ?        |          | R8        |
| 1004         | 2 kopiejki 1854 B.M.         | również bez kropki po roku, bardziej pospolite                                                                      | Czapski 3803; Plage 484; Gumowski 2391–15                                                    | 1        | 20       |           |
| 3 kopiejki   |                              | |                                                                                              |          |          |           |
| 1005         | 3 kopiejki srebrem 1848 M.W. | | Czapski 3772; Plage 464; Gumowski 2392; Gil i Iljin 20 rubli; Wittyg 15 rubli; Hess 35 marek | 70       | –        |           |
| 1006         | 3 kopiejki 1850 B.M.         | | Czapski 3779; Plage 465; Gumowski 2393–1; Gil i Iljin 5 rubli; Wittyg 2 ruble                | 14       | –        |           |
| 1007         | 3 kopiejki 1851 B.M.         | | Czapski 3785; Plage 466; Gumowski 2393–2; Gil i Iljin 2 ruble; Wittyg 75 kopiejek            | 5        | 50       |           |
| 1008         | 3 kopiejki 1852 B.M.         | | Czapski 3791; Plage 467; Gumowski 2393–3                                                     | 5        | 50       |           |
| 1009         | 3 kopiejki 1853 B.M.         | | Czapski 3797; Plage 468; Gumowski 2393–4                                                     | 5        | 50       |           |
| 1010         | 3 kopiejki 1854 B.M.         | | Czapski 3802; Plage 469; Gumowski 2393–5                                                     | 2        | –        |           |
| 5 kopiejek   |                              | |                                                                                              |          |          |           |
| 1011         | 5 kopiejek 1850 B.M.         | | Czapski 6054; Plage 459; Gumowski 2394–1; Gil i Iljin 6 rubli; Wittyg 2,50 rubla             | 17       | –        |           |
| 1012         | 5 kopiejek 1851 B.M.         | | Czapski 3784; Plage 460; Gumowski 2394–2; Gil i Iljin 4 ruble; Wittyg 1,50 rubla             | 11       | –        |           |
| 1013         | 5 kopiejek 1852 B.M.         | | Czapski 3790; Plage 461; Gumowski 2394–3; Gil i Iljin 8 rubli; Wittyg 3 ruble                | 22       | –        |           |
| 1014         | 5 kopiejek 1853 B.M.         | | Czapski 3796; Plage 462; Gumowski 2394–4; Gil i Iljin 3 ruble; Wittyg 1 rubel                | 10       | –        |           |
| 10 kopiejek  |                              | |                                                                                              |          |          |           |
| 1015         | 10 kopiejek 1854 M.W.        | | Czapski 7966; Plage 453; Gumowski 2395–1; Gil i Iljin 150 rubli; Wittyg?                     | ?        |          |           |
| 25 kopiejek  |                              | |                                                                                              |          |          |           |
| 1016         | 25 kopiejek 1854 M.W.        | po 4. pęczku laurowym 2. jagody                                                                                     |                                                                                              | 6        | –        |           |
| 1017         | 25 kopiejek 1854 M.W.        | po 4. pęczku laurowym 3 jagody                                                                                      |                                                                                              | 20       | –        |           |
| Połtiny      |                              | |                                                                                              |          |          |           |
| 1018         | połtina 1842 M.W.            | po 5. pęczku laurowym 1. jagoda                                                                                     | Czapski 3742; Plge 441; Gumowski 2398–1                                                      | 5        | –        |           |
| 1019         | połtina 1842 M.W.            | po 5. pęczku laurowym 2. jagody                                                                                     | Gil i Iljin 5 rubli                                                                          | 25       | –        |           |
| 1020         | połtina 1843 M.W.            | ogon orła szeroki; łapy orła z długimi piórami                                                                      | Czapski 3749; Plage 442; Gumowski 2398–2; Wittyg 4,50 rubla; Hess 12 marek                   | 22       | 50       |           |
| 1021         | połtina 1843 M.W.            | ogon orła wachlarzowaty; łapy orła z krótkimi piórami                                                               | Plage 443                                                                                    | 6        | –        |           |
| 1022         | połtina 1843 M.W.            | ogon orła wachlarzowaty; łapy orła z krótkimi piórami; A bez linijki środkowej                                      |                                                                                              | 7        | 50       |           |
| 1023         | połtina 1844 M.W.            | ogon orła szeroki; łapy orła z długimi piórami                                                                      | Czapski 3753; Plage 444; Gumowski 2398–3                                                     | 12       | 50       |           |
| 1024         | połtina 1844 M.W.            | ogon orła wachlarzowaty; łapy orła z krótkimi piórami                                                               | Czapski 10423; Plage 445                                                                     | 7        | 50       |           |
| 1025         | połtina 1845 M.W.            | ogon orła wachlarzowaty                                                                                             | Czapski 3758; Plage 446; Gumowski 2398–4                                                     | 10       | –        |           |
| 1026         | połtina 1846 M.W.            | ogon orła wachlarzowaty                                                                                             | Czapski 3764; Plage 447; Gumowski 2398–5                                                     | 3        | 75       |           |
| 1027         | połtina 1846 M.W.            | ogon orła wachlarzowaty; ЗОЛОТИИҜА zamiast ЗОЛОТНИҜА                                                                | Plage 448                                                                                    | 12       | 50       |           |
| 1028         | połtina 1846 M.W.            | ogon orła wachlarzowaty; ИОЛТИНА zamiast ПОЛТИНА                                                                    | Plage 449                                                                                    | 15       | –        |           |
| 1029         | połtina 1846 M.W.            | ogon orła wachlarzowaty; bez kreki w ułamku                                                                         |                                                                                              | 12       | 50       |           |
| 1030         | połtina 1847 M.W.            | cyfry roku 1847 małe                                                                                                | Czapski 3767; Plage 450; Gumowski 2398–6                                                     | 3        | 75       |           |
| 1031         | połtina 1847 M.W.            | cyfry roku 1847 duże                                                                                                | Plage 451; Gil i Iljin 5 rubli; Wittyg 10 rubli                                              | 37       | 50       |           |
| 1032         | połtina 1854 M.W.            | ogon orła szeroki                                                                                                   | Czapski 3801; Plage 452; Gumowski 2398–7                                                     | 3        | 75       |           |
| 1033         | połtina 1854 M.W.            | ogon orła szeroki; cyfra 4 roku 1854 przerobiona z 0                                                                |                                                                                              | 7        | 50       |           |
| Ruble        |                              | |                                                                                              |          |          |           |
| 1034         | rubel 1842 M.W.              | ogon orła szeroki, łapy z długimi piórami                                                                           | Czapski 3741; Plage 425; Gumowski 2399–1                                                     | 7        | 50       |           |
| 1035         | rubel 1842 M.W.              | ogon orła szeroki, łapy z długimi piórami; ЗОЛОТИИҜА lub ЗОЛОТИНҜА zamiast ЗОЛОТНИҜА                                | Plage 426                                                                                    | 15       | –        |           |
| 1036         | rubel 1842 M.W.              | ogon orła wachlarzowaty; łapy orła z krótkimi piórami                                                               | Czapski 10418; Plage 427                                                                     | 10       | –        |           |
| 1037         | rubel 1843 M.W.              | ogon orła szeroki                                                                                                   | Czapski 10419; Plage 428; Gumowski 2399–2                                                    | 7        | 50       |           |
| 1038         | rubel 1843 M.W.              | ogon orła szeroki; orły bez języków                                                                                 |                                                                                              | 10       | –        |           |
| 1039         | rubel 1843 M.W.              | ogon orła szeroki; wieniec laurowy z 7. zamiast z 8. pęczków                                                        | Czapski 3748; Plage 431                                                                      | 50       | –        |           |
| 1040         | rubel 1843 M.W.              | ogon orła wachlarzowaty                                                                                             | Czapski 10420                                                                                | 7        | 50       |           |
| 1041         | rubel 1843 M.W.              | ogon orła wachlarzowaty; w wieńcu laurowym 8 pęczków                                                                | Plage 430; Gil i Iljin oraz Wittyg 10 rubli                                                  | 50       | –        | R         |
| 1042         | rubel 1844 M.W.              | ogon orła szeroki; cyfry roku duże lub małe                                                                         | Czapski 3752 i 10421; Plage 432; Gumowski 2399–3                                             | po 12    | 50       |           |
| 1043         | rubel 1844 M.W.              | ogon orła wachlarzowaty                                                                                             | Czapski 10422; Plage 433                                                                     | 7        | 50       |           |
| 1044         | rubel 1844 M.W.              | ogon orła wachlarzowaty; ЗОЛОТИИҜА lub ЗОЛОТИНҜА zamiast ЗОЛОТНИҜА                                                  |                                                                                              | 15       | –        |           |
| 1045         | rubel 1845 M.W.              | ogon orła wachlarzowaty                                                                                             | Czapski 3757; Plage 434; Gumowski 2399–4                                                     | 7        | 50       |           |
| 1046         | rubel 1846 M.W.              | ogon orła szeroki; wieniec laurowy z 8. pęczków                                                                     | Czapski 10424; Plage 436                                                                     | 30       | –        |           |
| 1047         | rubel 1846 M.W.              | typ orła 1847 (krótszy ogon); wieniec laurowy z 7. pęczków                                                          |                                                                                              | 50       | –        | R         |
| 1048         | rubel 1846 M.W.              | ogon orła wachlarzowaty; wieniec laurowy z 7. pęczków                                                               | Czapski 3763; Plage 437; Gumowski 2399–5                                                     | 7        | 50       |           |
| 1049         | rubel 1846 M.W.              | ogon orła wachlarzowaty; wieniec laurowy z 7. pęczków; korona otwarta lub ЗОЛОТИИҜА lub ЗОЛОТИНҜА zamiast ЗОЛОТНИҜА |                                                                                              | po 15    | –        |           |
| 1050         | rubel 1847 M.W.              | ogon orła prosty; rok 1847 szeroki                                                                                  | Czapski 3766; Plage 438; Gumowski 2399–6                                                     | 15       | –        |           |
| 1051         | rubel 1847 M.W.              | ogon orła prosty; rok 1847 zwarty                                                                                   | Plage 439                                                                                    | 7        | 50       |           |
| 1052         | rubel 1847 M.W.              | ogon wachlarzowaty; rok 1847 szeroki                                                                                |                                                                                              | 15       | –        |           |
| 1053         | rubel 1847 M.W.              | ogon wachlarzowaty; rok 1847 zwarty                                                                                 | Plage 440                                                                                    | 37       | 50       | R         |

##### Alexander II (1855–1864)
| Nr          | Moneta                | Odmiana/opis                                                            | Inne katalogi                                                                    | Wartość  | Wartość  | Stopień R |
| Nr          | Moneta                | Odmiana/opis                                                            | Inne katalogi                                                                    | złotych  | groszy   | Stopień R |
| Połuszki    | Połuszki              | Połuszki                                                                | Połuszki                                                                         | Połuszki | Połuszki | Połuszki  |
| ----------- | --------------------- | ----------------------------------------------------------------------- | -------------------------------------------------------------------------------- | -------- | -------- | --------- |
| 1054        | połuszka 1855 B.M.    |                                                                         | Czapski 5367; Plage 535; Gumowski 2386–6                                         | 1        | 20       |           |
| 1055        | połuszka 1860 B.M.    |                                                                         | Czapski 6077; Plage 536; Gumowski 2386–7                                         | 140      | –        | R8        |
| 1056        | połuszka 1861 B.M.    | kropka po roku 1861                                                     | Czapski 6082; Plage 537; Gumowski 2386–8                                         | 1        | 20       |           |
| 1057        | połuszka 1861 B.M.    | brak kropki po roku 1861                                                | Czapski 10427; Plage 538                                                         | 2        | 40       |           |
| Dienieżki   |                       |                                                                         |                                                                                  |          |          |           |
| 1058        | dienieżka 1855 B.M.   | monogram A II szeroki                                                   | Czapski 6055; Plage 519; Gumowski 2388–8                                         | –        | 20       |           |
| 1059        | dienieżka 1855 B.M.   | monogram A II wąski                                                     | Plage 520                                                                        | 6        | –        | R         |
| 1060        | dienieżka 1856 B.M.   | monogram A II szeroki                                                   | Czapski 6060; Plage 521; Gumowski 2388–9                                         | 8        | –        | R         |
| 1061        | dienieżka 1856 B.M.   | monogram A II wąski                                                     | Plage 522                                                                        | –        | 20       |           |
| 1062        | dienieżka 1857 B.M.   |                                                                         | Czapski 6064; Plage 523; Gumowski 2388–10                                        | –        | 20       |           |
| 1063        | dienieżka 1858 B.M.   |                                                                         | Czapski 6068; Plage 524; Gumowski 2388–11                                        | 1        | 20       |           |
| 1064        | dienieżka 1859 B.M.   |                                                                         | Czapski 6072; Plage 525; Gumowski 2388–12                                        | –        | 20       |           |
| 1065        | dienieżka 1860 B.M.   |                                                                         | Czapski 6076; Plage 526; Gumowski 2388–13                                        | –        | 40       |           |
| 1066        | dienieżka 1861 B.M.   | kropka po roku 1861                                                     | Czapski 6081; Plage 527; Gumowski 2388–14                                        | –        | 20       |           |
| 1067        | dienieżka 1861 B.M.   | bez kropki po roku 1861                                                 | Czapski 10426                                                                    | 3        | –        | R         |
| 1068        | dienieżka 1862 B.M.   |                                                                         | Czapski 5374; Plage 528; Gumowski 2388–15                                        | –        | 20       |           |
| 1069        | dienieżka 1863 B.M.   |                                                                         | Czapski 6089; Plage 529; Gumowski 2388–156                                       | –        | 20       |           |
| Kopiejki    |                       |                                                                         |                                                                                  |          |          |           |
| 1070        | kopiejka 1855 B.M.    | A II                                                                    | Czapski 5366; Plage 500; Gumowski 2389–6                                         | –        | 20       |           |
| 1071        | kopiejka 1856 B.M.    | monogram A II szeroki                                                   | Czapski 6059; Plage 502; Gumowski 2389–7                                         | –        | 20       |           |
| 1072        | kopiejka 1856 B.M.    | monogram A II wąski                                                     | Gil i Iljin 2 ruble; Wittyg 1 rubel                                              | 6        | –        | R         |
| 1073        | kopiejka 1858 B.M.    | monogram A II szeroki                                                   | Gil i Iljin 2 ruble; Wittyg 1 rubel                                              | 6        | –        | R         |
| 1074        | kopiejka 1858 B.M.    | monogram A II wąski                                                     | Czapski 6067; Plage 503; Gumowski 2389–8                                         | –        | 20       |           |
| 1075        | kopiejka 1859 B.M.    |                                                                         | Czapski 6071; Plage 504; Gumowski 2389–9                                         | –        | 20       |           |
| 1076        | kopiejka 1860 B.M.    |                                                                         | Czapski 6075; Plage 505; Gumowski 2389–10                                        | –        | 20       |           |
| 1077        | kopiejka 1861 B.M.    |                                                                         | Czapski 6080; Plage 506; Gumowski 2389–11                                        | –        | 20       |           |
| 1078        | kopiejka 1862 B.M.    |                                                                         | Czapski 6086; Plage 507; Gumowski 2389–12                                        | –        | 20       |           |
| 1079        | kopiejka 1863 B.M.    |                                                                         | Czapski 6088; Plage 508; Gumowski 2389–13                                        | –        | 40       |           |
| 1080        | kopiejka 1864 B.M.    |                                                                         | Czapski 6090; Plage 509; Gumowski 2389–14                                        | –        | 40       |           |
| 2 kopiejki  |                       |                                                                         |                                                                                  |          |          |           |
| 1081        | 2 kopiejki 1855 B.M.  |                                                                         | Czapski 3806; Plage 485; Gumowski 2391–6                                         | –        | 40       |           |
| 1082        | 2 kopiejki 1856 B.M.  | cyfra 2 nominału zwykła                                                 | Czapski 6058; Plage 486; Gumowski 2391–7                                         | –        | 80       |           |
| 1083        | 2 kopiejki 1856 B.M.  | cyfra 2 nominału zakręcona (jak w latach następnych)                    | Plage 487; Gil i Iljin 1 rubel; Wittyg 50 kopiejek                               | 3        | –        |           |
| 1084        | 2 kopiejki 1858 B.M.  |                                                                         | Czapski 6066; Plage 488; Gumowski 2391–8                                         | –        | 40       |           |
| 1085        | 2 kopiejki 1859 B.M.  |                                                                         | Czapski 6070; Plage 489; Gumowski 2391–9                                         | –        | 40       |           |
| 1086        | 2 kopiejki 1860 B.M.  | typ orła jak w latach poprzednich                                       | Czapski 6074; Plage 490; Gumowski 2391–10                                        | 1        | –        |           |
| 1087        | 2 kopiejki 1860 B.M.  | typ orła jak w latach następnych                                        | Czapski 7970; Plage 491                                                          | –        | 80       |           |
| 1088        | 2 kopiejki 1861 B.M.  |                                                                         | Czapski 6079; Plage 492; Gumowski 2391–11                                        | –        | 40       |           |
| 1089        | 2 kopiejki 1862 B.M.  |                                                                         | Czapski 6084; Plage 493; Gumowski 2391–12                                        | –        | 40       |           |
| 1090        | 2 kopiejki 1863 B.M.  |                                                                         | Czapski 6087; Plage 494; Gumowski 2391–123                                       | –        | 60       |           |
| 3 kopiejki  |                       |                                                                         |                                                                                  |          |          |           |
| 1091        | 3 kopiejki 1856 B.M.  |                                                                         | Czapski 6057; Plage 470; Gumowski 2392–7                                         | 1        | –        |           |
| 1092        | 3 kopiejki 1857 B.M.  |                                                                         | Czapski 6063; Plage 471; Gumowski 2392–8; Gil i Iljin 5 rubli; Wittyg 1,50 rubla | 13       | –        | R         |
| 1093        | 3 kopiejki 1858 B.M.  |                                                                         | Czapski 6065; Plage 472; Gumowski 2392–9                                         | 1        | –        |           |
| 1094        | 3 kopiejki 1859 B.M.  |                                                                         | Czapski 6069; Plage 473; Gumowski 2392–10                                        | –        | 60       |           |
| 1095        | 3 kopiejki 1860 B.M.  | ogon orła z trzema poprzecznymi rzędami piór                            | Czapski 6073; Plage 474; Gumowski 2392–11                                        | 2        | 50       |           |
| 1096        | 3 kopiejki 1860 B.M.  | ogon orła z dwoma poprzecznymi rzędami piór – typ orła z lat następnych | Czapski 10425; Plage 475                                                         | 2        | –        |           |
| 1097        | 3 kopiejki 1861 B.M.  |                                                                         | Czapski 6078; Plage 476; Gumowski 2392–12                                        | 3        | 50       |           |
| 1098        | 3 kopiejki 1862 B.M.  |                                                                         | Czapski 6083; Plage 477; Gumowski 2392–13                                        | 1        | –        |           |
| 1099        | 3 kopiejki 1863 B.M.  |                                                                         | Czapski 6086; Plage 478; Gumowski 2392–14                                        | 1        | –        |           |
| 5 kopiejek  |                       |                                                                         |                                                                                  |          |          |           |
| 1100        | 5 kopiejek 1856 B.M.  |                                                                         | Czapski 6056; Plage 463; Gumowski 2394–5                                         | 10       | –        |           |
| 10 kopiejek |                       |                                                                         |                                                                                  |          |          |           |
| 1101        | 10 kopiejek 1855 M.W. |                                                                         | Czapski 3805; Plage 458; Gumowski 2395–2                                         | 1        | 50       |           |
| 20 kopiejek |                       |                                                                         |                                                                                  |          |          |           |
| 1102        | 20 kopiejek 1857 M.W. |                                                                         | Czapski 3820; Plage 456; Gumowski 2396                                           | 3        | –        | R         |
| 25 kopiejek |                       |                                                                         |                                                                                  |          |          |           |
| 1103        | 25 kopiejek 1857 M.W. |                                                                         | Czapski 6062; Plage 455; Gumowski 2397; Wittyg 60 kopiejek; Hess 10 marek        | 10       | –        | R         |

## Pieniądze bite podczas wojny

### Przez władze niemieckie

#### Okupacja wschodnia 1916
| Nr   | Moneta          | Odmiana/opis                                 | Inne katalogi | Wartość | Wartość | Stopień R |
| Nr   | Moneta          | Odmiana/opis                                 | Inne katalogi | złotych | groszy  | Stopień R |
| ---- | --------------- | -------------------------------------------- | ------------- | ------- | ------- | --------- |
| 1104 | 1 kopiejka 1916 | z literą A albo J – z literą J nieco rzadsze |               | po –    | 50      |           |
| 1105 | 2 kopiejki 1916 | z literą A albo J                            |               | po –    | 50      |           |
| 1106 | 3 kopiejki 1916 | z literą A albo J                            |               | po –    | 75      |           |

#### Królestwo Polskie
| Nr   | Moneta       | Odmiana/opis                        | Inne katalogi | Wartość | Wartość | Stopień R |
| Nr   | Moneta       | Odmiana/opis                        | Inne katalogi | złotych | groszy  | Stopień R |
| ---- | ------------ | ----------------------------------- | ------------- | ------- | ------- | --------- |
| 1107 | 1 fenig 1818 |                                     |               | –       | 75      |           |
| 1108 | 5 fenigów    | 1917 lub 1918; w cynku albo żelazie |               | po –    | 25      |           |
| 1109 | 10 fenigów   | 1917 lub 1918                       |               | po –    | 25      |           |
| 1110 | 20 fenigów   | 1917 lub 1918                       |               | po –    | 25      |           |

### Przez gminy
| Nr   | Moneta                                           | Odmiana/opis | Inne katalogi | Wartość | Wartość | Stopień R |
| Nr   | Moneta                                           | Odmiana/opis | Inne katalogi | złotych | groszy  | Stopień R |
| ---- | ------------------------------------------------ | --- | ------------- | ------- | ------- | --------- |
| 1111 | Bnin woj. poznańskie                             | DER MAGISTRAT DER STADT BNIN; 5, 10 (odm), 50, 100 fenigów – cynk                                                                                 |               | po 2    | –       |           |
| 1112 | Bydgoszcz (Bromberg) województwo poznańskie 1919 | KRIEGSGELD DER STADT BROMBERG 10 –cynk |               | –       | 50      |           |
| 1113 | Chodzież (Kolmar) województwo poznańskie         | bez roku; MAGISTRAT DER KREISSTAD KOLMAR; 10 lub 50 KLEINGELDERSATZMARKE – żelazo                                                                 |               | po 2    | –       |           |
| 1114 | Chojnice (Konitz) województwo pomorskie          | bez roku; KREIS KONITZ; bez podania wartości albo 25; kwadrat – żelazo                                                                            |               | po 5    | –       |           |
| 1115 | Działdowo (Soldau) województwo pomorskie         | 1918; STADT SOLDAU OPR; KRIEGSGELD 5 PFENNIG (cynk) albo 10 PFENNIG (żelazo)                                                                      |               | po 5    | –       |           |
| 1116 | Gniezno (Gnesen) województwo poznańskie          | bez roku; STADTGEMEINDE GNESEN; KLEINGELDERSATZMARKE 5. 10, 50 lub 5 marek – cynk lub żelazo, 8-e                                                 |               | po 5    | –       |           |
| 1117 | Gostyń województwo poznańskie                    | 1917; MAGISTRAT DER STADT GOSTYN; KLEINGELDERSATZMARKE; 5, 10 lub 50 – cynk lub żelazo                                                            |               | po 1    | –       |           |
| 1118 | Inowrocław (Hohensalza) województwo poznańskie   | brak roku; KREIS HOHENSALZA; KLEINGELDERSATZMARKE 1, 5, 10, 50 (cynk lub żelazo) i 100 (cynk)                                                     |               | po 1    | –       |           |
| 1119 | Kępno (Kempen) województwo poznańskie            | brak roku; STADTGEMEINDE KEMPEN /P; KRIEGSGELD 5 lub 10 PFENNIG – cynk                                                                            |               | po 2    | –       |           |
| 1120 | Koźmin (Koschmin) województwo poznańskie         | 1918; KREISSTADT KOSCHMIN; KLEINGELDERSATZMARKE 5 (cynk lub żelazo) albo 10 (cynk lub żelazo) albo 20 (cynk lub żelazo) albo 50 (cynk lub żelazo) |               | po 2    | –       |           |
| 1121 | Krotoszyn województwo poznańskie                 | brak roku; STADT KROTOSCHIN; KLEINGELDERSATZMARKE 1, 5, 10 lub 50 (cynk, ostatnie trzy również żelazo)                                            |               | po 2    | 50      |           |
| 1122 | Leszno (Lissa) województwo poznańskie            | brak roku; STADT LISSA (POSEN), 5, 10 lub 50 (żelazo, ostatnie dwa także cynk)                                                                    |               | po 2    | –       |           |
| 1123 | Mieścisko (Markstadt) województwo poznańskie     | 1918; GELDERSATZMARKE DER STADT MARKSTADT 10 (cynk) lub 50 (cynk lub żelazo, 8-y)                                                                 |               | po 2    | 50      |           |
| 1124 | Mogilno województwo poznańskie                   | 1916; MAGISTRAT DER STADT MOGILNO; KLEINGELDERSATZMARKE 5, 10 lub 50 (ostatni 8y cynk)                                                            |               | po 2    | 50      |           |
| 1125 | Oborniki województwo poznańskie                  | 1917; KREIS OBORNIK (POSEN); ERSATZGELDMARKE, 5 lub 10 Pf. (cynk, dziurkowany)                                                                    |               | po 2    | 50      |           |
| 1126 | Ostrów (Ostrowo) województwo poznańskie          | brak roku; KREIS OSTROWO; KLEINGELDERSATZMARKE; na obu stronach 10 albo 50 (cynk)                                                                 |               | po 2    | 50      |           |
| 1127 | Poznań (Posen) województwo poznańskie            | 1917; RESIDENZSTADT POSEN; GELDERSATZMARKE 10 (cynk)                                                                                              |               | –       | 50      |           |
| 1128 | Szmigiel (Schmiegiel) województwo poznańskie     | 1917; MAGISTRAT DER KREISSTADT SCHMIEGIEL; KLEINGELDERSATZMARKE 5, 10 lub 50 (żelazo)                                                             |               | po 2    | 50      |           |
| 1129 | Środa (Schroda) województwo poznańskie           | 1917; KREIS SCHRODA 5, 10 lub 50 (Pfennig) – cynk, 50 dziurkowane                                                                                 |               | po 2    | 50      |           |
| 1130 | Toruń (Thorun) województwo pomorskie             | 1918; STADT THORN; KRIEGSNOTGELD 10 lub 50 (cynk)                                                                                                 |               | po 2    | –       |           |
| 1131 | Trzemeszno (Tremessen) województwo poznańskie    | brak roku; STADT TREMESSEN; KLEINGELDERSATZMARKE 5 lub 10 (cynk)                                                                                  |               | po 2    | –       |           |
| 1132 | Ujście (Usch) województwo poznańskie             | 1918; STADT USCH; KRIEGSNOTGELD, 5, 10 lub 50 Pfg. (żelazo)                                                                                       |               | po 2    | 50      |           |
| 1133 | Wąbrzeźno (Briessen) województwo poznańskie      | 1918; STADT BRIESEN WESTP., 5, 10 lub 50 PF. (żelazo)                                                                                             |               | po 3    | –       |           |
| 1134 | Wodzisław (Loslau) województwo śląskie           | 1918; STADT LOSLAU 10 lub 50 PFENNIG; KRIEGSGELD 10 lub 50 PFENNIG (żelazo)                                                                       |               | po 3    | –       |           |
| 1135 | Żnin województwo poznańskie                      | 1918; KREIS ŻNIN, 1, 2, 10 lub 50; KLEINGELDERSATZMARKE 1, 2, 10 lub 50 (8-e cynk)                                                                |               | po 2    | 50      |           |

## Pieniądze Polski odrodzonej

### Pieniądze w walucie markowej
| Nr        | Moneta           | Odmiana/opis                                                | Inne katalogi | Wartość  | Wartość  | Stopień R |
| Nr        | Moneta           | Odmiana/opis                                                | Inne katalogi | złotych  | groszy   | Stopień R |
| 50 marek  | 50 marek         | 50 marek                                                    | 50 marek      | 50 marek | 50 marek | 50 marek  |
| --------- | ---------------- | ----------------------------------------------------------- | ------------- | -------- | -------- | --------- |
| 1136      | 50 (marek) 1923  | popiersie dziewczyny wiejskiej z kłosami; próba w brązie    |               | 5        | –        |           |
| 100 marek |                  |                                                             |               |          |          |           |
| 1137      | 100 (marek) 1922 | popiersie Józefa Piłsudskiego; próba w brązie               |               | 10       | –        |           |
| 1138      | 100 (marek) 1922 | popiersie Józefa Piłsudskiego; próba w srebrze (wyczerpany) |               | 15       | –        |           |

### Pieniądze w walucie złotowej
| Nr                 | Moneta                     | Odmiana/opis | Inne katalogi | Wartość | Wartość | Stopień R |
| Nr                 | Moneta                     | Odmiana/opis | Inne katalogi | złotych | groszy  | Stopień R |
| Grosze             | Grosze                     | Grosze | Grosze        | Grosze  | Grosze  | Grosze    |
| ------------------ | -------------------------- | --- | ------------- | ------- | ------- | --------- |
| 1139               | 1 grosz 1923               | bity w Anglii – obiegowy |               | –       | –       |           |
| 1140               | 1 grosz 1923 K.N.          | próba bita w Anglii (King’s Norton) – wyczerpany |               | od 50   | –       |           |
| 1141               | 1 grosz 1925               | bity w Polskiej Mennicy Państwowej – obiegowy |               | –       | –       |           |
| 1142               | 1 grosz 1925 25/V          | poświęcenie Polskiej Mennicy Państwowej – wyczerpany |               | od 3    | –       |           |
| 1143               | 1 grosz 1927               | obiegowy |               | –       | –       |           |
| 1144               | 1 grosz 1927               | w srebrze – wyczerpany |               | od 5    | –       |           |
| 1145               | 1 grosz 1928               | obiegowy |               | –       | –       |           |
| 1146               | 1 grosz 1930               | obiegowy |               | –       | –       |           |
| 1147               | 1 grosz 1931               | obiegowy |               | –       | –       |           |
| 1148               | 1 grosz 1932               | obiegowy |               | –       | –       |           |
| 1149               | 1 grosz 1933               | obiegowy |               | –       | –       |           |
| 2 grosze           |                            | |               |         |         |           |
| 1150               | 2 grosze 1923              | próba w brązie na krążku groszowym |               | 2       | –       |           |
| 1151               | 2 grosze 1923              | bity w Anglii – obiegowe |               | –       | –       |           |
| 1152               | 2 grosze 1925              | obiegowy |               |         |         |           |
| 1153               | 2 grosze 1925 27/X–26      | zwiedzanie przez prezydenta Ignacego Mościckiego Mennicy Państwowej – wyczerpany                                                                                    |               | od 5    | –       |           |
| 1154               | 2 grosze 1927              | obiegowy |               | –       | –       |           |
| 1155               | 2 grosze 1927              | w srebrze – wyczerpany |               | od 5    | –       |           |
| 1156               | 2 grosze 1928              | obiegowy |               | –       | –       |           |
| 1157               | 2 grosze 1930              | obiegowy |               | –       | –       |           |
| 1158               | 2 grosze 1931              | obiegowy |               | –       | –       |           |
| 1159               | 2 grosze 1932              | obiegowy |               | –       | –       |           |
| 1160               | 2 grosze 1933              | obiegowy |               | –       | –       |           |
| 5 groszy           |                            | |               |         |         |           |
| 1161               | 5 groszy 1923              | bity w Anglii w mosiądzu – obiegowy |               | –       | –       |           |
| 1162               | 5 groszy 1923              | bity w srebrze – wyczerpany |               | od 5    | –       |           |
| 1163               | 5 groszy 1923 12/IV–24     | monogram S.W. – zwiedzanie przez prezydenta Stanisława Wojciechowskiego Mennicy Państwowej                                                                          |               | 2       | –       |           |
| 1164               | 5 groszy 1925              | obiegowy |               | –       | –       |           |
| 1165               | 5 groszy 1928              | obiegowy |               | –       | –       |           |
| 1166               | 5 groszy 1929              | II ZJAZD NUMIZMATYKÓW I MEDALOGRAFÓW POLSKICH W POZNANIU 3-VI-1929 (żeton pamiątkowy w brązie) – wyczerpany                                                         |               | od 40   | –       |           |
| 1167               | 5 groszy 1930              | obiegowy |               | –       | –       |           |
| 1168               | 5 groszy 1931              | obiegowy |               | –       | –       |           |
| 10 groszy          |                            | |               |         |         |           |
| 1169               | 10 groszy 1923             | bity w Szwajcarii w niklu – obiegowy |               | –       | –       |           |
| 20 groszy          |                            | |               |         |         |           |
| 1170               | 20 groszy 1923             | bity w Austrii, Holandii i Szwajcarii – obiegowy |               | –       | –       |           |
| 50 groszy          |                            | |               |         |         |           |
| 1171               | 50 groszy 1923             | bity w Austrii, Holandii i Szwajcarii – obiegowy |               | –       | –       |           |
| Złotówki           |                            | |               |         |         |           |
| 1172               | 1 złoty 1924               | płasko bity we Francji – obiegowy, wycofany |               | –       | –       |           |
| 1173               | 1 złoty 1924               | ESSAI (próbny) – wyczerpany |               | od 40   | –       |           |
| 1174               | 1 złoty 1925               | wypukło bity w Anglii – obiegowy, wycofany |               | –       | –       |           |
| 1175               | 1 złoty 1928 PRÓBA         | 1928 w ornamencie; próbny w niklu |               | 5       | –       |           |
| 1176               | 1 złoty 1928               | wieniec z kłosów; bez napisu PRÓBA; próbny w brązie – wyczerpany |               | od 2    | 50      |           |
| 1177               | 1 złoty 1928               | wieniec fantazyjny, stylizowany; próbny w brązie – wyczerpany |               | od 2    | 50      |           |
| 1178               | 1 złoty 1929               | wieniec fantazyjny, stylizowany, zakończony gałązkami skrzyżowanymi; z napisem PRÓBA; próbny w niklu – wyczerpany                                                   |               | 5       | –       |           |
| 1179               | 1 złoty 1929               | w niklu – obiegowy |               | –       | –       |           |
| 1180               | 1 złoty 1932               | głowa kobieca w stylu renesansowym otoczona kłosami; napis PRÓBA; w srebrze                                                                                         |               | 5       | –       |           |
| 1181               | 1 złoty 1932               | głowa kobieca w stylu renesansowym otoczona kłosami; napis PRÓBA; w brązie                                                                                          |               | 5       | –       |           |
| Dwuzłotówki        |                            | |               |         |         |           |
| 1182               | 2 złote 1924               | pochodnia po roku; obiegowy – wycofany |               | –       | –       |           |
| 1183               | 2 złote 1924               | litera H po roku; wypukło bity w Anglii; obiegowy – wycofany |               |         |         |           |
| 1184               | 2 złote 1924               | rewers odwrócony; bity w Anglii w małej ilości egzemplarzy |               | od 20   | –       |           |
| 1185               | 2 złote 1924               | rewers odwrócony; bity w Ameryce; obiegowy – wycofany |               |         |         |           |
| 1186               | 2 złote 1924               | rewers prawidłowy; bity w Ameryce; rzadki; obiegowy – wycofany |               | od 30   | –       |           |
| 1187               | 2 złote 1924               | bez kropki po roku; bity w mosiądzu; próbny – wyczerpany |               | od 10   | –       |           |
| 1188               | 2 złote 1925               | bez kropki po roku; bity wypukło w Ameryce; obiegowy – wycofany |               | –       | –       |           |
| 1189               | 2 złote 1925               | kropka po roku; bity w Anglii; obiegowy – wycofany |               | –       | –       |           |
| 1190               | 2 złote 1927               | próbny w srebrze |               | od 10   | –       |           |
| 1191               | 2 złote 1932               | obiegowy |               | –       | –       |           |
| 1192               | 2 złote 1933               | z napisem PRÓBA na rewersie; próbny bity w srebrze |               | 5       | –       |           |
| 1193               | 2 złote 1933               | z napisem PRÓBA na rewersie; próbny bity w brązie |               | 5       | –       |           |
| 1194               | 2 złote 1933               | obiegowy |               | –       | –       |           |
| Pięciozłotówki     |                            | |               |         |         |           |
| 1195               | 5 złotych 1925 KONSTYTUCJA | bity wypukło; próbny – wyczerpany; w obiegu nie były; wszystkie 5–złotówki bite przed 1932 r. mają na rancie napis: SALUS REIPUBLICAE SUPREMA LEX ESTO              |               | 15      | –       |           |
| 1196               | 5 złotych 1925 KONSTYTUCJA | w mosiądzu |               | 10      | –       |           |
| 1197               | 5 złotych 1925 KONSTYTUCJA | bity płasko; próbny |               | 15      | –       |           |
| 1198               | 5 złotych 1925 KONSTYTUCJA | przy orle monogramy związane SW i WG (Stanisław Wojciechowski i Władysław Grabski) oraz data 3/V. Ofiarowany dygnitarzom w rocznice Konstytucji 3 maja – wyczerpany |               | 200     | –       |           |
| 1199               | 5 złotych 1927 Nike        | w srebrze; napis PRÓBA; próbny – wyczerpany |               | 15      | –       |           |
| 1200               | 5 złotych 1927 Nike        | w brązie; bez napisu PRÓBA; bez znaku Mennicy Państwowej; próbny – wyczerpany                                                                                       |               | 15      | –       |           |
| 1201               | 5 złotych 1928 Nike        | ze znakiem Mennicy Państwowej – obiegowy |               | –       | –       |           |
| 1202               | 5 złotych 1928 Nike        | bez znaku Mennicy Państwowej; bity w Anglii i Belgii – obiegowy |               | –       | –       |           |
| 1203               | 5 złotych 1930 Nike        | obiegowy |               | –       | –       |           |
| 1204               | 5 złotych 1930 Sztandar    | bity płasko; pamiątkowy, obiegowy |               | –       | –       |           |
| 1205               | 5 złotych 1930 Sztandar    | bity wypukło; pamiątkowy, obiegowy |               | od 15   | –       |           |
| 1206               | 5 złotych 1931 Nike        | obiegowy |               | –       | –       |           |
| 1207               | 5 złotych 1932 Nike        | obiegowy |               | –       | –       |           |
| 1208               | 5 złotych 1932             | ze znakiem Mennicy Państwowej – obiegowy |               | –       | –       |           |
| 1209               | 5 złotych 1932             | bez znaku Mennicy Państwowej; bity w Anglii – obiegowy |               | –       |         |           |
| 1210               | 5 złotych 1933             | obiegowy |               | –       | –       |           |
| 1211               | 5 złotych 1933             | w srebrze; z napisem PRÓBA – próbny |               | 10      | –       |           |
| 1212               | 5 złotych 1933             | w brązie; z napisem PRÓBA – próbny |               | 10      | –       |           |
| Dziesięciozłotówki |                            | |               |         |         |           |
| 1213               | 10 złotych 1925            | Bolesław Chrobry; w złocie; do nabycia w Banku Polskim |               | 17      | –       |           |
| 1214               | 10 złotych 1925            | Bolesław Chrobry; w brązie; próbny – wyczerpany |               | 12      | –       |           |
| 1215               | 10 złotych 1925            | popiersie robotnika z siekierą i robotnicy; w srebrze; próbny – wyczerpany                                                                                          |               | 10      | –       |           |
| 1216               | 10 złotych 1925            | popiersie robotnika z siekierą i robotnicy; w brązie; próbny – wyczerpany                                                                                           |               | 5       | –       |           |
| 1211               | 10 złotych 1932            | ze znakiem Mennicy Państwowej; w srebrze – obiegowy |               | –       | –       |           |
| 1212               | 10 złotych 1932            | z napisem PRÓBA; w srebrze – próbny |               | 15      | –       |           |
| 1213               | 10 złotych 1932            | z napisem PRÓBA; w brązie – próbny |               | 15      | –       |           |
| 1214               | 10 złotych 1932            | bez znaku Mennicy Państwowej; wypukło bity w Anglii; w srebrze – obiegowy                                                                                           |               | –       | –       |           |
| 1215               | 10 złotych 1933            | w srebrze – obiegowy |               | –       | –       |           |
| 1216               | 10 złotych 1933            | Jan III Sobieski; pamiątkowy – obiegowy |               | –       | –       |           |
| 1217               | 10 złotych 1933            | Jan III Sobieski; częściowo matowany i połyskowy |               | 20      | –       |           |
| 1218               | 10 złotych 1933            | Jan III Sobieski; z napisem PRÓBA – próbny |               | 12      | –       |           |
| 1219               | 10 złotych 1933            | Jan III Sobieski; klipa; z napisem PRÓBA |               | 15      | –       |           |
| 1220               | 10 złotych 1933            | Romuald Traugutt; pamiątkowy – obiegowy |               | –       | –       |           |
| 1221               | 10 złotych 1933            | Romuald Traugutt; częściowo matowany i połyskowy |               | 20      | –       |           |
| 1222               | 10 złotych 1933            | Romuald Traugutt; z napisem PRÓBA – próbny |               | 12      | –       |           |
| 1223               | 10 złotych 1933            | Romuald Traugutt; klipa |               | 15      | –       |           |
| 20 złotych         |                            | |               |         |         |           |
| 1224               | 20 złotych 1924            | próba w brązie |               | 5       | –       |           |
| 1225               | 20 złotych 1925            | Bolesław Chrobry; w złocie; do nabycia w Banku Polskim |               |         |         |           |
| 1226               | 20 złotych 1925            | Bolesław Chrobry; w brązie; próbny – wyczerpany |               | 22      | –       |           |
| 1227               | 20 złotych 1925            | głowa kobieca w stylu renesansowym otoczona kłosami; w brązie – próbny                                                                                              |               | 7       | 50      |           |
| 50 złotych         |                            | |               |         |         |           |
| 1228               | 50 (złotych) 1925          | klęczący rycerz; w brązie – próbny |               | 5       | –       |           |
| 100 złotych        |                            | |               |         |         |           |
| 1229               | 100 złotych 1925           | Mikołaj Kopernik; średnica 20 mm; w srebrze; próbny – wyczerpany |               | 10      | –       |           |
| 1230               | 100 złotych 1925           | Mikołaj Kopernik; średnica 20 mm; w brązie; próbny |               | 5       | –       |           |
| 1231               | 100 złotych 1925           | Mikołaj Kopernik; średnica 36 mm; w srebrze; próbny |               | 15      | –       |           |

## Ocena merytoryczna cennika Berezowskiego
Dla kolekcjonerów monet dziewiętnastowiecznych praca Berezowskiego stanowi bardzo ważne źródło pomagające w ocenie rzadkości przede wszystkim numizmatów Stanisława Augusta Poniatowskiego i okresu rozbiorów. Prawdopodobnie ze względu na lepszy dostęp do materiałów źródłowych, w porównaniu z książką Karola Plage, gruntowniej został opracowany okres XIX w. szczególnie w zakresie rozpoznawanych odmian i wariantów poszczególnych pozycji. W zasadzie bez błędów autor dokonał klasyfikacji monet obiegowych i nowego bicia. Mimo to, nie należy jednak cennika Berezowskiego przyjmować całkowicie bezkrytycznie. Podobnie jak we wcześniejszych opracowaniach, do monet obiegowych zaliczono fantazyjne wyroby kolekcjonerskie, takie jak np. 5 groszy i złotówka z okresu powstania listopadowego, 10 groszy z oblężenia Zamościa z 1831 r., czy trzygroszówka i dwuzłotówka 1835 Wolnego Miasta Krakowa.
W pracy źródłowej występują liczne drobne błędy, głównie o charakterze literówek. Większymi zauważonymi błędami, związanymi z numeracją opisywanych numizmatów były:
- brak pozycji 39
- brak pozycji 202, w zamian występuje dwa razy pozycja 203
- brak pozycji 205, w zamian występuje dwa razy pozycja 204
- pozycje 503–512, dwukrotnie skorzystano z numeru 503, brak jest natomiast numizmatu o numerze 511,
- numery 1211–1216 nadawane różnym numizmatom zostały zdublowane.

W tabeli powyżej zostawiono oryginalną (błędną) numerację z pracy Konrada Berezowskiego.
Opieranie się jedynie na opisie słownym numizmatów powoduje, że nie zawsze można jednoznacznie zinterpretować zamieszczone pozycje.

## Literatura
- Konrad Berezowski, wiceprezes Towarzystwa Numizmatycznego Warszawskiego: Cennik monet polskich, panowanie Stanisława Augusta, okres porozbiorowy, wojna światowa i czasy ostatnie, Warszawa, 1934, Towarzystwo Numizmatyczne Warszawskie